# Club América
El Club de Fútbol América S. A. de C. V. es un equipo de fútbol profesional de la Primera División de México. Fue fundado el 12 de octubre de 1916 en la Ciudad de México por un grupo de estudiantes encabezados por el jugador Rafael Garza Gutiérrez y el profesor y entrenador Eugenio Cenoz. Disputa, desde el Torneo Apertura 2024, de manera temporal, sus partidos como local en el Estadio de la Ciudad de los Deportes (siendo su cancha oficial el Estadio Azteca), y los colores tradicionales del uniforme americanista son el amarillo y el azul.
Es la institución con el mayor número de campeonatos en todo tipo de competencias oficiales entre los clubes del fútbol mexicano, sumando un total de 40 (30 nacionales y 10 internacionales).
Ostenta el primer lugar en campeonatos de liga de Primera División con 16 títulos ganados. Asimismo, ocupa la primera posición en la lista de clubes con más títulos nacionales de México con un total de treinta (dieciséis de Liga, seis de Copa México —máximo ganador—, siete de Campeón de Campeones —mayor ganador empatado— y uno de la Supercopa de la Liga MX —máximo vencedor compartido—). En el periodo previo a 1943 ganó cuatro campeonatos de liga, uno de Copa México y uno de la Copa Tower, así como la Copa Challenger, recibida por la obtención del tetracampeonato de liga en la década de 1920. Es, junto al Club Deportivo Guadalajara, uno de los dos equipos que ha participado en todas las temporadas de Liga, desde 1943-44.
Con diez campeonatos, logra distinguirse como la escuadra perteneciente a la Concacaf, y en consecuencia el club mexicano, que acumula el mayor número de títulos internacionales en total: siete en la Liga de Campeones de la Concacaf (donde destaca como el máximo ganador), dos de la Copa Interamericana y uno de la Copa de Gigantes de la Concacaf. A su vez, ocupa el 9.º puesto a nivel mundial en cuanto a más títulos internacionales ganados. Su trayectoria de 34 participaciones en torneos internacionales, representa la cifra más alta para cualquier equipo mexicano.
Con el equipo Al-Ahly de Egipto, comparte la singularidad de ser los únicos en el mundo que encabezan como máximos ganadores, de manera simultánea, los palmarés de sus torneos respectivos de liga, copa y campeonato de clubes continental. Asimismo, ocupa el puesto 80.º en el clasificación mundial de clubes de todos los tiempos según la IFFHS, siendo el equipo mexicano mejor posicionado de la lista.
Es el equipo más popular de México, de acuerdo a la encuesta de El Financiero y Fox Sports de 2025 con el 34% de aficionados simpatizantes; este dato marca la continuidad del estudio de opinión de la empresa «Nielsen Sports» de finales de 2024, y de los registros en el conjunto de encuestas realizadas por Grupo Reforma, El Universal y Consulta Mitofsky, entre los años 2013 al 2017, y nuevamente de 2019 a 2025. Igualmente, es el más popular entre los equipos mexicanos en Estados Unidos. El América también tiene la particularidad de ser el equipo que genera más animadversión para la afición del país. De igual forma, el club traslada sus niveles de popularidad al terreno de las redes sociales, situándose como líder entre los equipos mexicanos en cuestión de seguidores e interacciones en las principales plataformas.
Fue el primer equipo no europeo o sudamericano en ser «Club Mundial del Mes» en agosto del 2001, y uno de los dos clubes en serlo dos veces, junto al Al-Ahly egipcio, esto en agosto de 2001 y mayo de 2002.
Es el conjunto que acumula la mayor cantidad de puntos, juegos ganados y goles anotados tanto en temporada regular, como en la fase final por el título, en la historia de la Primera División.
Su relevancia en el balompié mexicano, también se manifiesta en el ámbito organizativo, al ser uno de los siete clubes que dieron origen a la actual Federación Mexicana de Fútbol el 22 de agosto de 1922 y dos meses después al actual torneo de liga.

## Historia

### Orígenes

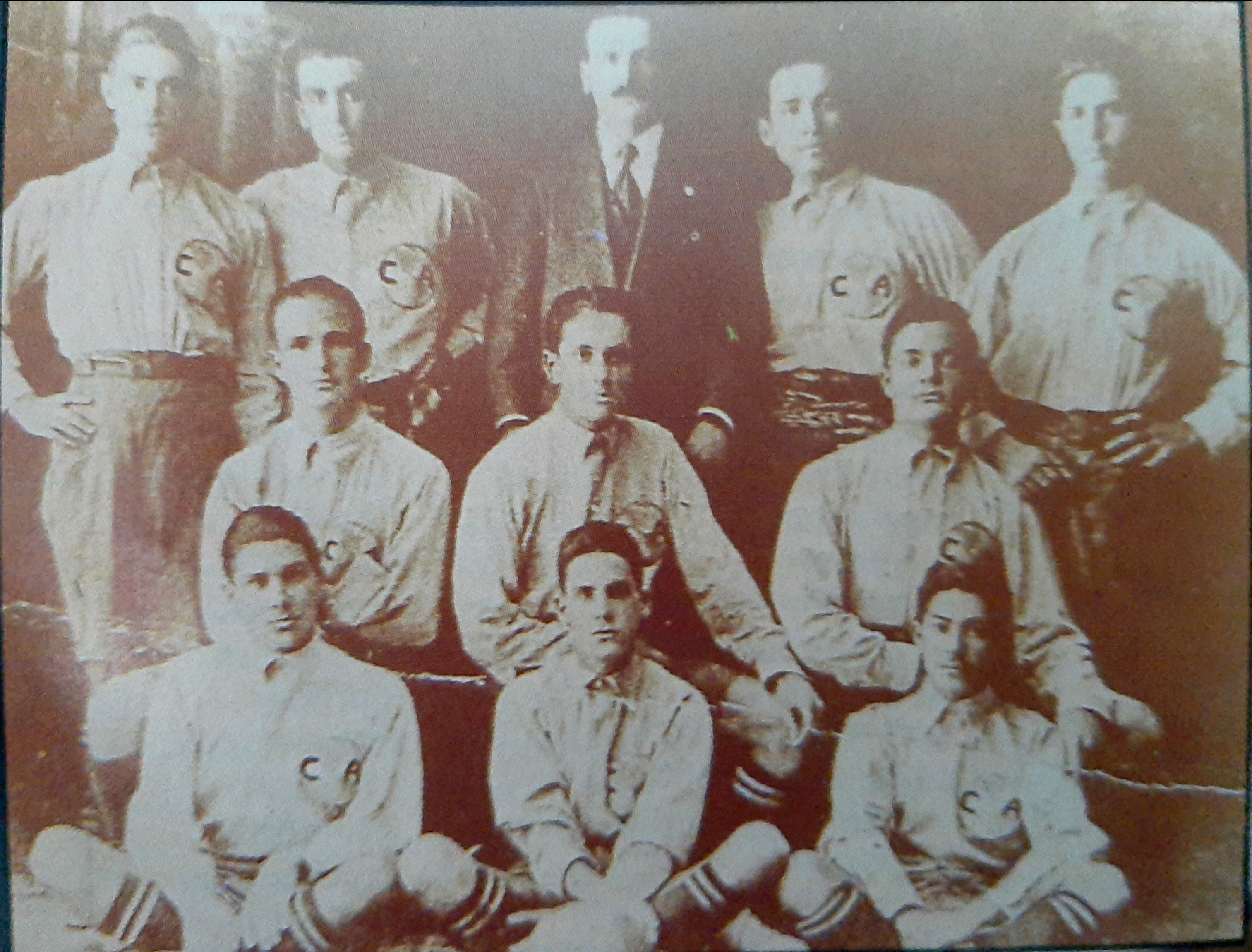
Primera fotografía del Club América en 1916; con el profesor Eugenio Cenoz al centro y de pie.

El auge desatado por el fútbol entre las colonias británica y española fue expandiéndose con rapidez dentro de la sociedad capitalina; en poco tiempo, las escuelas particulares de la Ciudad de México adoptaron el fútbol como el deporte de moda.
En 1914 en el colegio marista de "La Perpetua" se había formado un equipo llamado "Colón", cuyas principales figuras, Alonso Sordo Noriega, Luis Fabre e Ignacio De la Garza, veían con desánimo que muchas veces no alcanzaban a juntar a los once jugadores reglamentarios; su entrenador y fundador, Eugenio Cenoz, les propuso unirse a otro equipo para ser más competitivos.
A principios de 1916, el fútbol era practicado con avidez por los jóvenes estudiantes de los colegios jesuitas y maristas. En el Colegio "Mascarones", un grupo de muchachos que no rebasaban los trece años de edad, encabezados por Rafael Garza Gutiérrez "Récord" y Germán Núñez Cortina, decidieron crear un equipo con los mejores jugadores de la escuela.
El 6 de enero, muy cerca del colegio vivía doña Calixta Cortina, viuda de Domínguez, la "tía Calita", a quien su sobrino Germán pidió su casa para realizar la primera reunión. Ahí, en la calle José Antonio Alzate 136, colonia Santa María la Ribera, nació el equipo Récord.
El equipo de los "Mascarones" contaba con suficientes jugadores de calidad pero carecía de uniformes y solo tenían un balón para entrenar. Los de "La Perpetua", en cambio, tenían prometidos varios metros de tela de casimir para la confección de los uniformes; además contaban con dos balones ingleses de excelente calidad.
Decidieron reunirse el 12 de octubre de 1916 para concretar la fusión. Los muchachos se congregaron en los llanos de "La Condesa" para discutir el posible nombre del equipo. Las propuestas fueron muchas, entre ellas la del entrenador Eugenio Cenoz, que propuso Campeador; pero al final ganó por unanimidad la de Pedro “Cheto” Quintanilla, quien sugirió el nombre de América, puesto que ese día se conmemoraba la llegada de Cristóbal Colón al continente americano; además sería el propio Quintanilla quien diseñó el escudo del club, consistiendo este en un círculo que contenía la silueta del continente, todo en colores azul y crema, así como las iniciales "C y "A, correspondientes al nombre del equipo flanqueando la figura continental.
Los jugadores fundadores del equipo, eran en su totalidad de origen mexicano, algo inédito en un tiempo en el que los clubes estaban integrados en su totalidad por jugadores extranjeros, o en su defecto incluyendo solo algunos elementos nacionales, como era el caso del paradójicamente llamado Club México. El plantel estaba conformado por:
- Carlos Brehen
- Luis Brehen
- Adrián Domínguez
- Florencio Domínguez Cortina
- Eduardo Domínguez Cortina
- Ernesto Gómez
- Francisco Martínez
- José Noriega
- Adrián Oribe
- Jorge Pereda
- Palma Pérez
- Alonso Sordo Noriega
- Manuel de la Garza
- Rafael Garza Gutiérrez

El naciente equipo propuso formar una directiva que realizara las gestiones necesarias para ser aceptado en la Liga Mexicana. Como presidente quedó a cargo Florencio Domínguez Cortina, cuya primera tarea fue la de crear dos categorías en el nuevo club: la mayor, en donde jugarían todos aquellos mayores de 15 años y que sería la que iba a buscar un sitio en el torneo de liga, y la menor, en la que participarían los menores de 15 años y la cual estaría a cargo de Rafael Garza Gutiérrez, quien contaba con solo 13 años de edad.
El club fue nutriendo su plantel de estudiantes y competía ante equipos de colegios similares como el Juárez, Savignon, San José o el Franco Inglés. El éxito obtenido por la escuadra americanista, que salió victoriosa en todos los torneos interescolares en los que participaba, motivó a sus directivos a que decidieran solicitar su ingreso a la Liga Mexicana de Football Amateur Association en julio de 1917. De acuerdo a los estatutos de este circuito, para ingresar, el equipo debía sostener una serie de tres encuentros ante los equipos de la Asociación y dependiendo de los resultados se decidiría la admisión. El equipo pasó la prueba, ganó dos, a Germania FV y Club México y empató uno, ante el poderoso España.

Fuimos al campo el domingo pasado, esperando aburrirnos soberanamente, un club novel, el América, medía sus fuerzas con el respetable Júnior. El desastre del primero, era a nuestro juicio, inevitable.

Así comienza la crónica del semanario Rojo y Gualda del primer juego oficial del América en el exclusivo Campo del Club España el 21 de octubre de 1917, que terminaría con derrota 0-1 ante el Júnior Club. Su primera victoria sería en la segunda jornada el 4 de noviembre de 1917; 2-0 sobre el Deportivo Español, con goles de Abel Flores Reyes. Su inicio en la Liga fue titubeante y al final de la temporada 1917-18 terminó en el último lugar. En su debut en la Copa Tower el 31 de marzo de 1918 logró una histórica victoria en el juego de ida de la primera ronda ante el España 2-1, sin embargo, fue goleado y en consecuencia eliminado en el juego de vuelta al perder 3-0.

### Los primeros años

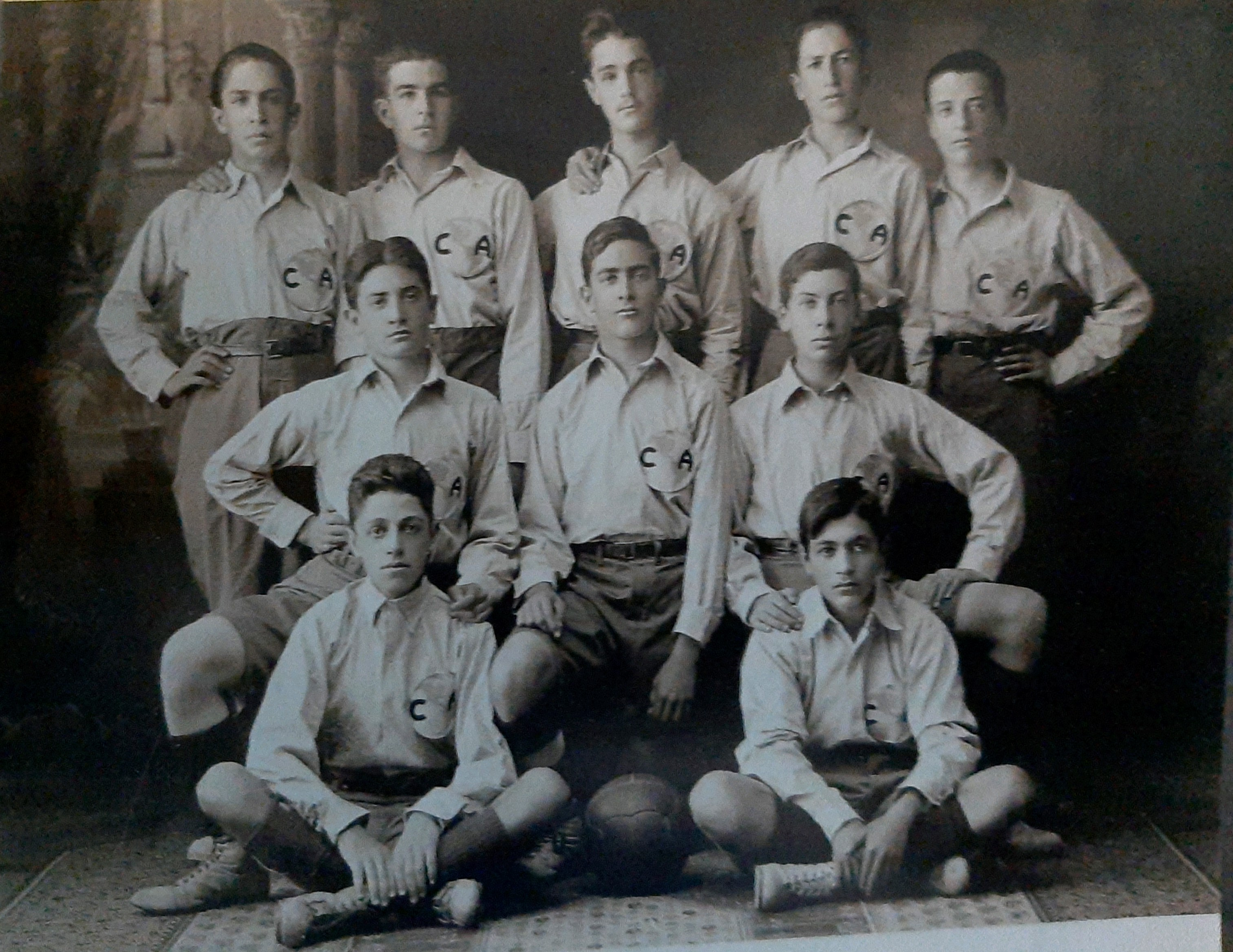
Primer plantel del Club América que participó en la Liga Mexicana 1917-18.

Tras los resultados obtenidos en la campaña de debut, el América se vio obligado a nutrir su plantel con jugadores de los colegios maristas, Savignon, Alvarado y San José. Por ese motivo y para evitar confrontaciones entre los nuevos miembros y los jugadores originales, se adoptó un nuevo nombre más conciliador en mayo de 1918: Club Centro Unión. Con esa denominación se inscribió en la Copa Amistad, organizada por el Asturias, club de reciente formación, que con dicho torneo pretendía medir su capacidad frente a equipos de la Primera Fuerza; el Unión con una destacada actuación ganó el torneo, el primero de su historia, aunque de carácter no oficial.
El que sí habría de convertirse en su primer campeonato oficial sería la edición 1919-20 de la Copa Tower, el más respaldado, por la Asociación de Aficionados, de los certámenes coperos que se organizaban al final de cada torneo liguero, y primer antecedente de la Copa México. El equipo inició su participación en la primera ronda venciendo 2-1 al Club México, en la semifinales dio cuenta 2-0 del Germania FV; el 27 de junio de 1920 obtuvo el campeonato al vencer en la final 1-0 al Asturias con gol de Alfredo García Besné.
Contrario a la tendencia vigente de la época, en la que los clubes de la Liga Mexicana jugaban con cuadros compuestos íntegra o mayoritariamente por jugadores extranjeros, el conjunto americanista se distinguió durante sus primeros tres lustros de existencia por integrar en su mayoría al plantel con jugadores mexicanos; De hecho el primer jugador extranjero en la historia del club llegaría dos años después de su fundación, en 1918, su nombre era Alcinde Prodoscime, de origen italiano.
Ciertos disgustos entre algunos integrantes del Unión, fueron rápidamente aprovechados por los elementos de mayor raigambre americanista, para restituir el antiguo nombre en febrero de 1920. Previo al arranque del torneo de liga, el América logró arrebatarle la Copa Vizcaya, de carácter amistoso, al España. En esta temporada (1920-21) el América se enlistó en la separatista Liga Nacional, que un año antes había sido organizada por el expulsado España y los clubes Tigres y España de Veracruz. Su separación de la Liga Mexicana se prolongó por una temporada más.
En ese mismo año empezó a formarse el cuadro base que les permitiría aspirar al título. Las primeras adquisiciones fueron Enrique “Matona” Esquivel y Horacio Ortiz, que venían del extinto Pachuca. Después recibieron a un grupo de orizabeños muy experimentados que estudiaban en la Ciudad de México. El primero de ellos en ponerse la camiseta crema fue Firpo Nadal que llegó en 1923. Luego le siguieron Ernesto Sota, Juan Terrazas y los hermanos Hesiquio y Luis Cerrilla. El equipo había ganado en fortaleza física y velocidad.
Con la reunificación de la Liga Nacional y Liga Mexicana, nació formalmente el Campeonato de Primera Fuerza de la FMF en la temporada 1922-23. Misma en la que el cuadro americanista terminó en tercer lugar. El silbatazo inicial sería la tarde del domingo 22 de octubre de 1922 en el Parque España. En el partido inaugural se enfrentaron América y el España. Los Cremas se impusieron 2-0 con goles de José "Camote" Izquierdo, anotador del primer tanto, y Alfredo García Besné.
Para finales de 1922 el embajador de México en Guatemala, Juan de Dios Bojórquez, invitó al único equipo de la Primera Fuerza compuesto en su mayoría por jugadores mexicanos, el América, para disputar una serie de encuentros amistosos realizados a principios de enero de 1923 contra el Comunicaciones en la capital de aquel país, siendo así el primer representante del fútbol mexicano en el extranjero. Si bien, el equipo Comunicaciones recibió el aval de su Federación para ser reconocido como Selección de fútbol de Guatemala, esto no ocurrió con el América, por lo que dicha gira no fue oficializada, ni reconocida como los primeros partidos de una selección nacional mexicana. Sin embargo, sí representaron los primeros juegos internacionales de un club mexicano. Aquellos duelos escenificados los días 1, 4 y 7 de enero concluyeron con dos victorias mexicanas 3-2 y 4-1 en el primer y tercer partido; y una derrota 3-1 en el cotejo restante.
En reciprocidad a la serie jugada en enero, la Selección de fútbol de Guatemala, realizaría una gira en la Ciudad de México a finales del mismo 1923. Ahora sí, oficializada y reconocida como Selección Mexicana de Fútbol, se formó una escuadra integrada con la base del América y reforzada con elementos del Necaxa y el Club México. La selección mexicana disputaría su primero de tres encuentros amistosos el 9 de diciembre en juego celebrado en el Parque España.
En el primer viaje del equipo, el jugador Carlos Garcés da nacimiento al "siquitibum", porra que entonces alentó a los jugadores y que aún hoy lo sigue haciendo. Su creador, tomó por referencia el sonido que hacía la locomotora del tren en que viajaba con el equipo. Rafael Garza Gutiérrez, fue el capitán de la primera selección nacional, para con el paso del tiempo, convertirse en director técnico del Club América, así como de la Selección mexicana.
En la campaña 1923-24, terminó empatado en el primer lugar con el España, por lo que tuvo que realizarse un partido de desempate, que al final ganaría el cuadro hispanista con marcador 2-1. Un acto de honestidad deportiva o fair play impidió la coronación americanista; luego de que el capitán y entrenador Rafael Garza Gutiérrez preguntara al delantero Alfredo García Besné, si el gol que había anotado (y qué significaba el 2-0 del cuadro crema) había sido con la mano. Ante la afirmativa del jugador, "Récord" Garza reportó el incidente, el gol se anuló, el equipo albinegro remontó, ganó el partido y en consecuencia el título.

### El tetracampeonato

#### Primer título: 1924-25

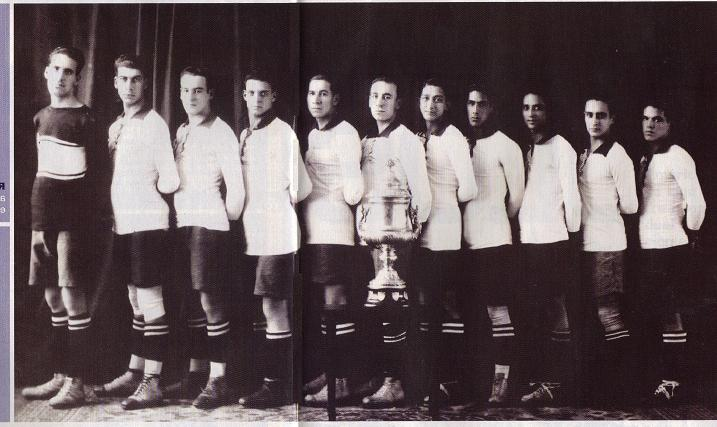
Plantel del Club América que consiguió el primer Campeonato de Liga en la temporada 1924-25.

El inicio del campeonato fue positivo, América ganó sus primeros cinco partidos. El primer contratiempo llegó tras las fiestas decembrinas con un empate ante otro contendiente, Asturias. Sin embargo, América encabezado por jugadores como Alfredo García Besné y Juan Terrazas, se repuso rápidamente para ganar tres de los siguientes cuatro partidos. El triunfo 1-0 ante Asturias el 1 de marzo de 1925 en la jornada 10 fue definitivo; todo se decidió en el Campo Asturias, en un cotejo que estaba empatado a cero hasta tres minutos antes del final, cuando el capitán y referente del equipo, Rafael Garza Gutiérrez "Récord", mandó un centro a la ubicación de Juan Terrazas, que eludió al arquero y mandó el balón al fondo de la red. A dos fechas del final de la campaña, América aseguró la cima de la tabla, y en consecuencia el campeonato.
Bajo el mando de Rafael Garza Gutiérrez "Récord", que ejerció como entrenador-jugador, de los 12 partidos que disputó en el campeonato 1924-25, América ganó 10 y empató dos, quedando invicto; anotó 22 goles y recibió solamente cuatro, al tiempo que el ariete Alfredo García Besné conquistó el título de goleo individual con 10 anotaciones.
El naciente éxito del equipo empezó a generar elementos de identidad entre sus aficionados, de tal manera que, además del célebre "siquitibum", durante el juego contra España, y de manera espontánea, familiares del jugador Germán Núñez Cortina comenzaron a corear una nueva porra: "¡Fibra América, fibra!" Dicha porra se alternó con la ya mencionada para volverse las oficiales del club.

#### Segundo título: 1925-26
El bicampeonato llegó un año después, cuando los equipos españoles habían decidido abandonar la liga ante la molestia de que un equipo mexicano se proclamara campeón, regresando a la misma unas semanas después para que el torneo se pudiera desarrollar. Los conjuntos hispanos, que vieron el campeonato del América como una afrenta a su dominio, decidieron reforzarse para la siguiente campaña. La temporada 1925-26 se preveía como una de las más disputadas en la historia. América supo defender su título desde el primer momento, ganando 9 de los 12 partidos disputados. Los "Cremas" sumaron a su destacada defensiva, una delantera efectiva que promedió 3 goles por juego.
En febrero de 1926 la escuadra cumplió 24 meses sin conocer la derrota antes de enfrentar al Asturias, equipo con el cual disputaban la cima de la tabla general. El juego quedó marcado por la polémica cuando el árbitro finalizó prematuramente el encuentro ante el reclamo asturiano, los americanistas tuvieron que regresar de los vestidores para jugar los minutos restantes. Al final, ambos equipos quedaron empatados en la cima de la tabla al concluir el calendario regular, por lo que la Liga en un hecho sin precedentes, buscó favorecer a Asturias para evitar que los equipos españoles intentaran retirarse nuevamente del campeonato, se decretó que América y dicho equipo tendrían que disputar una serie de tres partidos para definir al campeón. Tras la división de victorias en los dos primeros cotejos, 2-1 a favor del América en el primero y 4-1 para los asturianos en el segundo, todo debía definirse el 9 de mayo de 1926 en el Parque España; con gol de Juan Terrazas América ganó el partido 1-0 y con ello el título.

#### Tercer título 1926-27

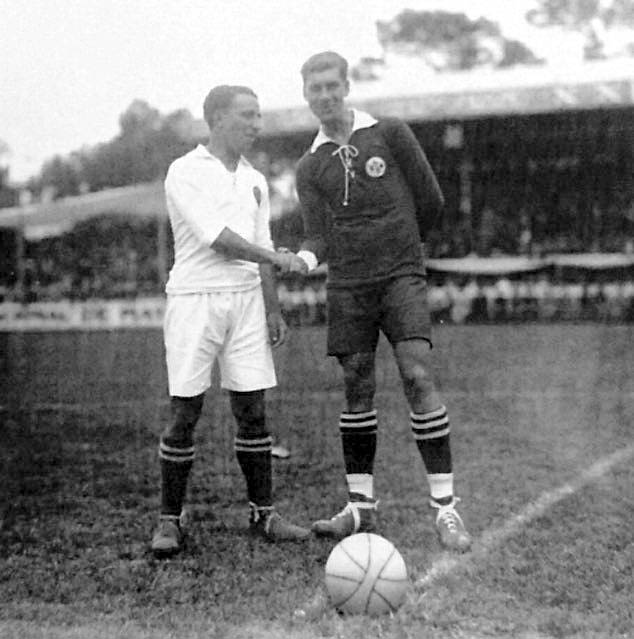
Rafael "Récord" Garza, saludando al jugador del Real Madrid, Félix Quesada, previo a un juego amistoso en 1927.

A la generación de bicampeones americanistas se unieron previo al inicio del torneo de Liga 1926-27, el jugador Benito Contreras proveniente del Deportivo Toluca, el arquero suplente Bracho y el director técnico Percy Clifford. El América se impuso sobre sus adversarios durante el torneo, incluyendo la mayor goleada en la historia del club al vencer 10-0 al Germania FV el 19 de diciembre de 1926. Al arribar a la última jornada, el cuadro americanista no necesitaba más que un empate para coronarse por tercera vez consecutiva. El 6 de marzo de 1927 América venció 5-0 a Aurrera, sin embargo el rival se presentó incompleto; el árbitro no aceptó la inscripción de otros jugadores para completar la oncena, no obstante dicha decisión fue revocada posteriormente, jugándose nuevamente el partido. Fue la tarde del 5 de junio de 1927 cuando con dos goles de Benito Contreras en los últimos diez minutos, remontaron y vencieron 2-1 al Aurrerá en el "Campo de la Verónica" (nombre coloquial del cuarto y más relevante estadio Parque España). De esta manera el equipo se quedó en definitiva con la Copa Challenger, un trofeo que, luego de la fundación de la liga en 1922, se había acordado sería entregado a la primera escuadra que consiguiera ganar la liga en tres ocasiones consecutivas.
Por si fuera poco, en 1927, América enfrentó en dos ocasiones ni más ni menos que a uno de los gigantes del fútbol mundial, el Real Madrid. Ambos duelos arrojaron resultado favorable a los «merengues», 4-2, el 4 de septiembre y 5-3, catorce días más tarde.

#### Cuarto título 1927-28
Para 1927-28, América reportó como novedades a Pedro Suinaga, Charles Neumayer, Carlos Carral, y Manuel Romero Vargas. Los Azulcremas aspiraban a igualar la hazaña que en la década previa habían fraguado el Reforma Athletic Club y el Club España, la obtención de cuatro títulos en fila. El primer juego lo disputaron ante el México al que le ganaron 2-1, y en adelante solo el España pudo vencerlos, incluido un empate 5-5 con Asturias; en este juego Ernesto Sota se convirtió en el primer y único jugador en anotar cinco goles en un mismo partido en la historia del club. La victoria 7-3 ante el Germania FV (goles de Roberto Gayón, Ernesto Sota, cuatro de Pedro Suinaga y uno de Rafael "Récord" Garza) el 30 de septiembre de 1928 resultó la más significativa, pues a tres fechas del final, fue la que aseguró el primer lugar de la tabla, y por ende el tetracampeonato. El último juego lo disputaron el 11 de noviembre de 1928, ante el Aurrerá, de donde salieron victoriosos con un marcador de 3-1. Obtuvo su cuarto título con 24 puntos de 28 posibles, 40 goles a favor y 19 en contra.
En la primera gran época del equipo, sobresalieron jugadores como Ignacio De la Garza, Manuel Yáñez, Francisco "Camion" Henríquez, Enrique "Matona" Esquivel, Luis "Oso" Cerrilla, Rosendo y Juan Terrazas, Horacio Ortiz, Agustín Rosales, Márquez Acuña, William Heyder, Romero Vargas, Hesiquio Cerrilla, Carral, Roberto Gayón, Muñoz, Guillermo Márquez, Charles Newmayer, Alfredo "Fofo" García Besné, Ernesto Sota, Isidoro Sota, Manuel Aguilar, Carlos Garcés y Rafael "Récord" Garza.
La brillante racha americanista se vio interrumpida por el Marte del general Aguirre, donde participaban varios futbolistas tapatíos. De cualquier manera, el América se ubicó en la tercera posición de la tabla general al terminar el campeonato 1928-29. Como consuelo le quedó el triunfo en la Copa Covadonga. Con el fin de los años 1920, se cerró también la primera edad dorada de los "Azulcremas", con algunos jugadores de origen veracruzano, como Alfredo "Viejo" Sánchez, un destacado mediocampista procedente del Orizaba que se incorporó al equipo en 1929.

### Década de 1930
La transición de los años 1920 a los 1930 representó para el América un período de transformación. Poco a poco se retiraban jugadores de la primera gran generación y llegaban nuevos valores. Fue así como se vio emerger en el torneo 1929-30 al guardameta Rafael Navarro “Navarrito”, que intervino con la Selección mexicana en las eliminatorias para el Mundial de Italia 1934.
En el certamen 1929-30, parecía que el América volvería por sus fueros, pero solo le alcanzó para ser subcampeón, apenas un punto abajo de los albinegros del España.
En 1930 fue nombrado presidente del club Juan de Dios Bojórquez, el exembajador y político que había gestionado la primera visita de un representativo mexicano a suelo extranjero; quien además de administrar el club, era director del Departamento de Estadística Nacional en el gobierno de Pascual Ortiz Rubio. El también ingeniero, se convirtió en el benefactor económico de la institución. Con su ayuda, el club cambió la sede de su casino de unos cuartos oscuros de la calle de Morelos, donde lucía sus trofeos en “tres mesitas rinconeras”, a una suntuosa residencia en la avenida Insurgentes; además como era la forma y modo de la época, los jugadores eran inscritos en la nómina de alguna de las dependencias del Distrito Federal para respaldar sus sueldos y los gastos del equipo.
El proyecto de Bojórquez para el equipo incluía la construcción de un club deportivo y un estadio para 30 mil aficionados. Convirtió al club en una sociedad cooperativa y puso a la venta acciones de 10 y 100 pesos. Logró la adquisición de un terreno al costado del Estadio Nacional para la realización del mencionado proyecto. Sin embargo, y pesar de que el terreno inició obras de introducción de drenajes y la colocación de césped tipo inglés, esto nunca se concluyó. La obra fue abandonada y el gobierno expropió el predio.
Luego de la suspensión de la Liga 1930-31 y con la nueva denominación de Liga Mayor, el América fue perdiendo protagonismo, que recayó en el tradicional España, en el llamado Equipo del Pueblo Atlante y en el gran dominador de la década, la llamada dinastía de los once hermanos: el Necaxa. Luego de ocupar el 4.º, 6.º y 4.º lugar respectivamente en los torneos 1931-32, 1932-33 y 1933-34, el conjunto americanista recuperó algo de protagonismo en la liga al terminar como subcampeón del torneo 1934-35 por debajo del Necaxa, situación que repitió en la siguiente temporada 1935-36, también por debajo del equipo electricista.

#### La primera Copa México
América debutó en la Copa México el 9 de julio de 1933 con victoria 9-2 frente al Sporting Club, en la primera edición de 1932-33; su primera actuación relevante sería la final de 1936-37 que perdió ante Asturias. Aunque los años 1930 no fueron una buena etapa para el América, pues prácticamente se quedó con las manos vacías, la excepción ocurrió precisamente con la Copa México conquistada en 1937-1938, justo cuando en el plantel se encontraba una de las máximas figuras del fútbol mexicano, Luis “Pirata” Fuente; venciendo en la final, disputada en el Parque España el 24 de julio de 1938, 3-1 al España con goles de Enrique Ostos, Francisco Argüelles y Octavio Vial, quien había debutado un año antes y habría de convertirse en el máximo goleador americanista durante más de 40 años (hasta la llegada de Zaguinho).
Pese a la sequía liguera, surgieron algunas personalidades, que son recordadas hasta nuestros días como destacados americanistas. Allí está, por ejemplo, el guardameta Rafael Mollinedo, quien se dice fue un autodidacta de fútbol, pues aprendió en la cancha los secretos del oficio, caracterizándose por su valentía.
A través de esta década, el América sostuvo una gran cantidad de juegos internacionales; Destacó el triunfo sobre el Athletic Club, el 28 de julio de 1935, por 2-1.
Uno de los triunfos más resonantes fue contra el FC Barcelona, venciéndolo 2-0, el 20 de junio de 1937. Y tampoco escapa de la memoria ese empate a dos goles contra la notable Selección Vasca, ocurrido en 7 de noviembre de ese mismo año.

#### La huelga de 1936
Hacia 1936 el concepto de "amateurismo", en torno a las relaciones de participación y pertenencia entre clubes y jugadores, es únicamente simbólico. Muchos de los jugadores, especialmente las figuras nacionales y extranjeras, ya percibían sumas importantes de dinero. La mayor parte de los futbolistas eran contratados como empleados de las instituciones o empresas ligadas a los dueños o directivos de los clubes; aunque en los hechos sus sueldos (que superaban a los de los empleados regulares) se debían a su actividad balompédica, sin existir normatividad o contrato que lo especificara.
En el caso de América, el club aún operaba bajo el tradicional sistema de aportaciones de socios miembros del club, por lo que no tenía empresa o institución que lo respaldara como ocurría con otros equipos. Sin embargo muchos de los jugadores se encontraban registrados como trabajadores del Departamento del Distrito Federal, gracias a la simpatía personal de varios de sus funcionarios, especialmente del mismo regente Cosme Hinojosa.
En medio de la coyuntura de política social que vivía el país bajo el gobierno de Lázaro Cárdenas, abiertamente promotor de los derechos y libertades de todos los trabajadores, ocurrió un acontecimiento significativo para la historia de las relaciones jugadores-directivos. Un grupo de jugadores del equipo, invocando el derecho al contrato colectivo y las prestaciones de ley, presentan un pliego petitorio a los directivos, que de no ser aceptado derivaría (advertían los futbolistas) en el ejercicio del derecho a huelga. Las peticiones eran:
- Contrato colectivo de trabajo por dos años que garantice los derechos establecidos en el artículo 123 de la constitución.
- Un salario mensual que satisfaga las necesidades básicas de los jugadores y sus familias.
- Registro ante las secretarias de Hacienda y Trabajo de la profesión «futbolista».
- Creación del Sindicato de Futbolistas Profesionales del Club América.

Los directivos y los miembros de la Liga Mayor y la Federación se niegan a aceptar las demandas y emiten un comunicado de desconocimiento de toda acción de movilización laboral. En dicho anuncio los directivos apelaron e hicieron alusión al “espíritu de deportivismo que inspiraba el amateurismo” y acusaron a los jugadores de ir en contra de esos preceptos e incluso los nombraron “mercantilistas” por pretender cobrar una actividad que generaba pocos ingresos; esto a pesar de que existían buena cantidad de ganancias en los estadios, no solo por concepto de taquilla, sino por renta de asientos acojinados, venta de bebidas y alimentos, colocación de publicidad estática y derechos de transmisión radiofónicos.
Este sería el primer intento de reivindicación en derechos de los trabajadores dentro del gremio futbolista en la historia del balompié mexicano.

### Tiempos difíciles
Durante la década de 1940 y parte de la de 1950, vivió los peores años de su historia, ocupando algunas de las últimas posiciones de la tabla. Es en ese lapso que el equipo estableció las marcas negativas de su historia, como los 101 goles recibidos en la temporada 1945-46, la racha de 15 juegos seguidos sin ganar, incluidas seis derrotas consecutivas en 1946-47 y la peor goleada de la historia en liga: 2-9 contra Atlas el 3 de noviembre de 1946 en el Parque Oblatos. El club fue penúltimo de la tabla en los torneos 1946-47, 1951-52 y 1952-53 salvándose del descenso en las últimas dos ocasiones por una mínima diferencia.
Dentro de la Copa México 1942-43 se disputó el primer partido oficial contra Guadalajara, saldado con una derrota 0-1 en el Parque Oblatos el 1 de agosto de 1943.
La temporada 1943-44 no fue especialmente buena, pero se disputó el primer "Clásico de clásicos" dentro del torneo de liga contra el Guadalajara el 16 de enero de 1944 en el cual perdieron 1-3; el América se vengaría en la segunda vuelta con un contundente 7-2 en un partido particularmente violento.
El momento más destacado de estos años se presentó al llegar a la final de la Copa México 1944-45 ante el Puebla, con quien perdería 4-6 el 17 de junio de 1945.
América, sin embargo, si destacó en dicha década en el ámbito administrativo. Primero cuando, en abril de 1943, a iniciativa del presidente del equipo César Martino, los clubes integrantes de la liga acordaron ceder a las presiones gubernamentales y se promovió el registro formal de la profesión “jugador de fútbol” en la Secretaría del Trabajo y los consecuentes impuestos frente a Hacienda; dando paso a la expansión de la liga. Después cuando por iniciativa del mismo Martino, se promovió la reducción de plazas extranjeras para los planteles de la Liga Mayor; y con el apoyo de José Manuel Núñez, mandamás del Atlante, convencieron a delegados del España, A.D.O., Veracruz, Marte, Guadalajara y Atlas, acordando por ocho votos contra dos, los del Asturias y Moctezuma, limitar a cuatro las plazas foráneas. Fue una lucha de intereses, ya que varios equipos tenían hasta una docena de cartas de futbolistas nacidos fuera de México y recurrieron al juicio de amparo para poder alinearlos, pugna que derivó en la publicación de un Decreto presidencial en enero de 1945 y que fue derogado meses después.

### El bicampeonato de Copa México
Bajo la dirección técnica del exdelantero de cantera Octavio Vial, los periodos de crisis y malas temporadas comenzaron a quedar atrás, cuando empezó a dar frutos la incorporación de destacadas figuras de las fuerzas básicas (debutantes en 1950) como Pedro Nájera y Eduardo González Palmer; el primero, el jugador con más partidos durante casi veinte años (hasta ser superado por Carlos Reinoso en 1977) y el segundo, campeón de goleo individual en la temporada 1958-59. A la par de exitosas contrataciones extranjeras como Emilio Fizel, Norberto Yácono y Héctor Ferrari (exintegrantes del River Plate en tiempos de la legendaria "Máquina" de los años 1940), así como el regreso del portero Manuel Camacho, entre otros.
El primer gran éxito llegó en la temporada 1953-54, pero en el torneo de Copa México. La primera ronda se jugó en una fase grupal en la que América terminó como líder con tres victorias, dos empates y una derrota, compartiendo grupo con Atlas, León y Toluca. La fase final fue un triangular bajo el formato de puntos, entre los líderes de grupo (América, Atlante y Guadalajara), y disputado a una ronda en sede neutral. En él, un triunfo ante Atlante y un empate ante Guadalajara, permitió al América y al conjunto tapatío disputar un duelo de desempate, en la práctica una final, el 12 de mayo de 1954 en la cancha del Estadio Olímpico de la Ciudad de los Deportes. Tres tiempos extra y 140 minutos después (luego de empatar a cero en tiempo reglamentario, y a uno en el extra; con gol americanista de José Santiago), con todo el agotamiento físico que esto implica, el reglamento no dictaminó más recurso que los penaltis. Fueron series de tres disparos por equipo, ejecutados por el mismo jugador, Juan Bigoton Jasso por Chivas y Emilio Fizel por los Cremas. A raíz de la expulsión de Camacho, se improvisó a Eduardo González Palmer como portero, y el goleador se convirtió en la figura al atajar uno de los disparos de Jasso, en tanto que Fizel no falló ningún disparo. América se coronó campeón de la Copa México por primera vez desde 1937-38. Cuatro días después disputó el Campeón de Campeones ante Marte, que ganó el encuentro 1-0.
En la temporada 1954-55 durante la jornada 4 alcanzó momentáneamente el liderato general, dato a destacar, considerando que no lo lograba desde hacía más de 10 años. Finalizó en 5.º puesto aquella campaña de liga. Justo después de la cual comenzó la Copa México 1954-55, esta se jugó en esa ocasión a eliminación directa; por lo que dos triunfos en cuartos de final ante Oro y uno en semifinales en partido único contra Atlante, permitió a los Cremas volverse a enfrentar al Guadalajara en la gran final el 6 de marzo de 1955 en el Estadio Olímpico de la Ciudad de los Deportes. Una sola jugada definió el encuentro al inicio de la segunda mitad, José Lamadrid llegó con balón dominado hasta linderos del área, donde filtró para Manuel Cañibe, quien, habilitado por el "Bigotón" Jasso, anotó ante las protestas rojiblancas por un aparente fuera de lugar. América se coronó campeón de copa, y cuatro días después en el mismo estadio, disputó y ganó el Campeón de Campeones 1954-55 al Zacatepec, campeón de liga, el marcador final fue 3-2, con gol de Pedro Nájera y dos de Manuel Cañibe.
La temporada 1955-56 resultó numéricamente desastrosa para el América, sin embargo sobresalió notablemente la presencia de la máxima leyenda del balompié mexicano: Horacio Casarín, que no solo fue el mayor goleador del equipo con 13 anotaciones, sino que también ejerció como líder del plantel.
A finales de la década anterior los Cremas estaban en bancarrota. Todavía encabezados por Rafael Garza Gutiérrez, sus directivos habían hecho hasta lo imposible por mantener el equipo, que aún subsistía bajo el modelo de club de socios. En numerosas ocasiones habían apelado a antiguos benefactores del club, como César Martino, pero con el paso de los años, este y otros empresarios se mostraban más renuentes a colaborar. El también fundador del club logró reunir un nuevo grupo de socios benefactores, sin embargo no fue suficiente, ya que únicamente consiguió evitar la desaparición de la institución; incluso se acudió a pedir la ayuda del entonces Presidente de la República Adolfo Ruiz Cortines, aficionado abiertamente del equipo, pero que se negó a participar de la asociación que financiaría al club.
El año 1956 marca un punto de inflexión en la historia del América, al ser adquirido por el empresario refresquero Isaac Bessudo propietario de la popular marca Jarritos. El nuevo dirigente (ya que también asumió la presidencia del club) solventó los problemas financieros del equipo y, por primera vez en la historia, dio al club una proyección mediática que le permitió generar recursos económicos. Bessudo era un constante patrocinador de eventos futboleros y golfísticos, destacándose los pentagonales internacionales que atraían a clubes del extranjero.
El torneo de liga 1958-59 significó un parteaguas para el desempeño del equipo en años próximos; ya la temporada anterior 1957-58, luego de una mala primera vuelta que incluso puso en riesgo al equipo, llegó a la dirección técnica del club el multifacético Fernando Marcos, quien después de imprimir un nuevo estilo de juego al equipo lo levantó. Para el nuevo torneo con la consolidación de Eduardo González Palmer, Juan Martínez Bosco, Pedro Nájera, Mario Pavés y Héctor Ferrari, el conjunto americanista realizó su mejor actuación en décadas culminando en 4.º lugar de la tabla general.

### Cambio de dueños y tres títulos
Compramos al América porque nuestra meta es conseguir la sede para México del Mundial de 1970. Si no estamos dentro del fútbol no podremos hacerlo. Yo no sé nada de fútbol, pero si sé de negocios y voy a convertir a América en un negocio exitoso y redituable. Me han dicho que el mejor directivo es Guillermo Cañedo, que el mejor técnico es Ignacio Trelles y que los mejores jugadores son argentinos y brasileños. Sobre esa base voy a construir al América del futuro.

-Emilio Azcárraga Milmo, 1959; el día que se anunció que Telesistema Mexicano había comprado el Club América 

El 22 de julio de 1959, el Club de Fútbol América es adquirido por Emilio Azcárraga Milmo, hijo de Emilio Azcárraga Vidaurreta propietario de Telesistema Mexicano, la empresa que hoy día es Televisa. Teniendo a Darío Pastrana como presidente, los dos primeros años con su nuevo dueño fueron de estudio y siembra para el club. Entre los apodos del equipo, que comenzaron a popularizarse se encontraban "Los Canarios", por los colores de su uniforme, y "Los Millonetas" por sus propietarios.
Con un cuadro consolidado como el de la anterior temporada y la llegada de Walter Ormeño y Alfonso Portugal, el equipo disputó a gran nivel y hasta la última jornada el título de liga 1959-60, mismo que quedó en manos del legendario "Campeonisímo" Guadalajara. Dicha disputa a lo largo del torneo y los duelos que los enfrentó, (2-0 para el América como visitante en la primera vuelta quitándole lo invicto al Guadalajara, y 2-1 para las Chivas en la segunda, donde ambos llegaron empatados en primer lugar) significan para muchos el nacimiento del Clásico de clásicos.
El 20 de enero de 1961 se presentó a Guillermo Cañedo de la Bárcena como presidente del club, quien procedía del Zacatepec, en el cual tuvo un exitoso desempeño alcanzando los títulos de liga de 1954-55 y 1957-58. Ligado también como accionista del club, había llegado por determinación del mismo Azcárraga Milmo. Cañedo planteó como proyecto la reconstrucción financiera y deportiva de la institución, hacer una costumbre adquirir costosos y renombrados jugadores extranjeros y mexicanos; Encabezó en su administración el ambicioso plan del dueño por masificar la afición al fútbol partiendo de la popularidad de un equipo que asumiera el rol de antagonista. Como resultado de las buenas acciones de Cañedo en la directiva americanista, los logros no tardaron en llegar. Luego de una abrupta caída del liderato general durante la temporada 1960-61, Fernando Marcos dejó la dirección técnica en manos de Ignacio Trelles. Al tiempo que el club realizó las contrataciones significativas de los brasileños Francisco Moacyr, Ney Blanco de Oliveira, Urabato Núñez y José Alves Zague; mismas que aumentaron el nivel ofensivo del club y los regresaron a la lucha por el título de liga en 1961-62 ante Guadalajara, que acabó quedándose con el campeonato.
La temporada 1962-63 incluyó dos torneos de Copa, la tradicional disputada desde 1933 y una extra llamada Copa Adolfo López Mateos en la que participaron los 14 equipos que integraban la primera división. Se disputó entre el 17 de febrero y el 10 marzo en dos sedes únicas, el Estadio Jalisco y el Estadio Olímpico Universitario. Se jugó a un partido en eliminatoria directa; el América dirigido por Ignacio Trelles derrotó sucesivamente 3-0 a Tampico, 4-1 a Irapuato y 5-1 al Atlante. En la final el 10 marzo en Ciudad Universitaria enfrentó al Oro, campeón de la liga 1962-63. Los Cremas se impusieron 4-1, sobresaliendo la actuación del brasileño Francisco Moacyr quien anotó tres tantos. El América se coronó campeón y recibió el trofeo donado por la Presidencia de la República.
A la temporada siguiente se produjo el retiro del prolífico goleador Eduardo González Palmer, pero al mismo tiempo el debut de un nuevo elemento de gran nivel en la ofensiva: Javier Chalo Fragoso. La campaña 1963-64 resultó ser hasta ese momento la mejor de los últimos 35 años, el equipo lideró la liga hasta la jornada 22, pero una derrota ante Guadalajara, definió el título a favor de los tapatíos.
La suerte cambió en la Copa México 1963-64, la cual marcó el debut de Alejandro Scopelli en la dirección técnica; Jugada a eliminación directa, el conjunto crema dio cuenta de Orizaba (2-1), Necaxa (3-2) y Toluca (4-1), para disputar la final contra Monterrey; el duelo jugado en Ciudad Universitaria el 19 de abril, terminó empatado a cero, por lo que se disputó un partido de desempate. Así, la noche del 21 de abril de 1964 en el Estadio Olímpico Universitario, el equipo consiguió el título superando 6-5 en la tanda de penales (luego de empatar a uno, con gol de Antonio Jasso) a Monterrey. Durante esa noche, Alfonso Portugal cumplió una gran actuación al anotar 5 de los 6 tiros azulcremas. Días más tarde en Ciudad Universitaria disputó y perdió el duelo por el Campeón de Campeones ante las Chivas.
En 1964-65 dos brasileños más se integraron a las filas de un cuadro con mayor equilibrio en sus líneas: Arlindo dos Santos y Edvaldo Izidio Neto Vavá, este último campeón mundial en Chile 1962. Si bien en la liga el equipo sufrió un retroceso al ubicarse en 4.º, refrendó su hegemonía en la Copa México 1964-65, que en esta ocasión se jugó con cuatro grupos de cuatro, los líderes después de los juegos ida y vuelta, pasaron a semifinales. Luego de superar en su grupo a Toluca, Zacatepec y UNAM, derrotó en semifinales a Cruz Azul con global 3-2, para finalmente obtener el cetro copero ganando 4-0 a los Canarios del Morelia, la tarde del 7 de marzo de 1965 en la cancha del estadio de la Ciudad Universitaria. Las anotaciones fueron obra de Javier “Chalo” Fragoso y de Vavá, cada uno con un par. Una semana más tarde ahí mismo perdió el duelo por el Campeón de Campeones ante las Chivas.
El América estaba recuperando su protagonismo de antaño en el fútbol mexicano, pues la liga 1965-66 también quedó en su poder. Con un gran inicio, de 19 goles a favor y seis triunfos en las primeras seis jornadas, comenzó una campaña atípica en la dirección técnica del América, pues problemas de salud del entrenador Alejandro Scopelli hicieron aparecer como responsables del equipo a José Moncebáez y luego en las últimas jornadas (de ahí que se le acredite el título oficialmente) a Roberto Scarone. Sin embargo, y a pesar de no haber perdido el liderato general a lo largo de la campaña, el campeonato de liga terminó definiéndose hasta la última jornada. El 19 de diciembre de 1965, el conjunto guiado por Scarone superó 2-0 al Veracruz sobre la cancha de Ciudad Universitaria con anotación de Javier Fragoso al minuto 34 y un gol olímpico de Jorge "Coco" Gómez al minuto 80, para asegurar el liderato general con dos puntos de ventaja sobre Atlas. Al finalizar la campaña, los cremas habían sumado 42 unidades, producto de 18 victorias y seis empates; sufriendo 6 derrotas y permitieron 29 goles. El brasileño "Zague" contribuyó con 20 anotaciones (fue campeón de goleo) a la cosecha de 55 tantos que hicieron al América la mejor ofensiva entre 16 clubes que entonces aglutinaba el máximo circuito.
Aunque al año siguiente los Millonetas, como también se conocía en esa época al equipo, cedieron el título al Toluca, sin duda el evento más significativo para el club fue la inauguración del Estadio Azteca al sur de la Ciudad de México, la tarde del 29 de mayo de 1966, cuando el Coloso de Santa Úrsula abrió sus puertas para la celebración del encuentro entre América y el conjunto italiano Torino. El resultado de la confrontación fue de empate a dos goles. Tocó el honor de marcar el primer tanto en el Azteca al brasileño Arlindo dos Santos “Memín”.

### Años 1970: protagonismo local y primeros títulos internacionales
A partir de la temporada 1970-71, el Campeonato de Liga comenzó a definirse con una ronda de fase final, bajo un sistema de eliminación directa llamado "liguilla" luego de los partidos de temporada regular. En aquel primer torneo los 18 equipos fueron divididos en dos grupos de nueve equipos, jugando todos contra todos a visita recíproca, al final de las 34 jornadas, los dos líderes de cada grupo se enfrentarían en la final, que también sería a ida y vuelta.
En dicha temporada, América tuvo un flojo inicio producto de cuatro derrotas en los primeros siete partidos, por lo cual el entrenador Luis Grill fue sustituido por José Antonio Roca, quien debutó con derrota ante el Necaxa el 17 de enero de 1971; pero de inmediato empezó a recuperar terreno al hilar 11 fechas sin perder y registrar únicamente 2 derrotas en los siguientes 28 partidos, con solo dos derrotas como local, y goleando a sus acérrimos rivales (5-2 a Guadalajara); el equipo americanista terminó la temporada regular como líder general, producto de 17 victorias, 10 empates y 7 derrotas, con un ataque que logró 56 anotaciones (20 de ellas de Enrique Borja, en el equipo desde 1969 y que se proclamó campeón de goleo individual) y una defensa que permitió 33 goles, para una suma total de 44 puntos.
Parte del éxito de este equipo fue la mancuerna que comenzó a rendir frutos entre el mencionado centro delantero Enrique Borja y el mediocampista chileno Carlos Reinoso que había llegado al equipo desde el torneo anterior. América disputaría frente al Deportivo Toluca la primera final de liga de la historia; el partido de ida jugado en el Estadio Luis Gutiérrez Dosal el 25 de julio de 1971, terminó empatado a cero. La vuelta se disputó el 1 de agosto de 1971 en el Estadio Azteca; con goles de Carlos Reinoso al minuto 13 y de Horacio López Salgado al 75, los cremas derrotaron 2-0 a los diablos rojos y se coronaron campeones de liga.
Parte del plantel lo integraron: Prudencio "Pajarito" Cortes, René "Popeye" Trujillo, Antonio Zamora, Luis Miguel Barberena, Mario "Pichojos" Pérez, Roberto "Negro" Hodge, Carlos Reinoso, Antonio Martins "Toninho", Roberto "Monito" Rodríguez, Enrique Borja, Juan Manuel Borbolla, Horacio López Salgado y Sergio Ceballos.
Para la temporada 1971-1972 el América tiene un buen inicio de temporada, llegando invicto a la jornada 9 (hilvanando, con los 15 juegos sin derrota con que cerró la anterior campaña, la marca de 24 partidos sin perder, plusmarca para la época); en la fecha 10 se enfrentó al nuevo equipo residente del Coloso de Santa Úrsula, el Cruz Azul, el 1 de enero de 1972, quien lo venció por dos tantos a uno en la presentación del portero Miguel Marín. América finalizó aquella temporada en el 2.º lugar de la tabla, en tanto que Enrique Borja se proclamó campeón de goleo individual con 26 tantos. La liguilla en esta ocasión se disputó entre los dos primeros lugares de los dos grupos en que se dividieron los equipos. Los cremas enfrentaron en semifinales a Monterrey, equipo ante el que necesitó de un partido de desempate para definir la eliminatoria, luego de una victoria por bando, el duelo extra lo ganó América 3-1; con lo cual llega a la final que se decide en un único partido en el Azteca en contra del Cruz Azul. Varios descuidos defensivos hacen estragos en el equipo que cae 1-4 con una gran actuación del portero de los Celestes, Miguel Marín.
En la temporada 1972-73, a pesar de terminar en 4° lugar general, el Conjunto de Coapa, no clasifica a la liguilla por el título, debido a que compartió el grupo con el 2.º y 3.º de la tabla, León y Atlas, que fueron quienes ocuparon las dos plazas disponibles en su grupo como líder y sublíder para ingresar a las semifinales. Por lo cual por primera vez un campeón de goleo se quedó fuera de la liguilla (Enrique Borja logró el tricampeonato con 24 tantos).
En la víspera del invierno de 1973, y luego de la jornada 16 de liga, se comenzó a disputar la edición 1973-74 de la Copa México, que constó de una ronda grupal de seis clubes por cada uno de los tres grupos constituidos, a solo un duelo contra cada compañero de sector, para luego dar paso a las semifinales entre los líderes y el mejor sublíder de grupo, y posteriormente la final. Dirigidos por José Antonio Roca, el equipo fue líder de su sector con 3 victorias y dos empates (compartiendo grupo con Torreón, Atlante, UNAM, Cruz Azul y Jalisco), venció en los dos duelos de semifinal a Zacatepec, y enfrentó en los dos juegos de la final a Cruz Azul. El partido de ida el 13 de diciembre terminó empatado a un tanto; mientras que el juego de vuelta concluyó con triunfo americanista 2-1 con tantos de Osvaldo Castro “Pata Bendita” y Roberto Hodge "El Negro", obteniendo de esta forma el campeonato de copa, el 16 de diciembre de 1973 en el Estadio Azteca.
Sin embargo, dentro del torneo de liga no clasifica a las liguillas de 1973-74 y 1974-75 al terminar en 8.º y 5.º lugar de la tabla general respectivamente, hilando 3 campañas sin fase final. Lo positivo, además del título de Copa, recayó en el doblete como campeón de goleo de Osvaldo Castro Pata Bendita en 1973-74, pues fue el máximo romperredes en la Copa con 10 goles y en la Liga con 26; a lo anterior se suma el debut en 1974 de los dos jugadores con mayor trayectoria, actividad y palmarés en la historia del club: Alfredo Tena (el 26 de mayo en el juego por el campeón de Campeones 1973-74) y Cristóbal Ortega (el 8 de septiembre en la Copa 1974-75). En la temporada 1974-75 se estableció la marca del club de ocho victorias consecutivas en partidos oficiales, al intercalar seis triunfos en la liga y dos en la copa, entre el 26 de enero y el 16 de marzo de 1975.
En la temporada 1975-76, algunos de los nombres más recordados son el de Carlos Reinoso consolidado ya como medio creativo, el paraguayo Hugo Enrique Kiese y el brasileño Alcindo Martha de Freitas; pero la base del éxito de aquel equipo (ahora dirigido por el técnico Raúl Cárdenas) fue el gran trabajo de su defensiva integrada por los tres porteros que se rotaron la titularidad en la campaña Rafael Puente, Francisco Castrejón y Néstor Verderi, así como por los defensas Miguel Ángel Cornero, Javier Sánchez Galindo, Mario "Pichojos" Pérez y René "Popeye" Trujillo; sector del equipo que no solo lo demostró a lo largo de la fase regular, sino que habría de lograr una de las grandes hazañas en la Primera División. El equipo terminó la campaña regular luego de 38 jornadas como líder general, producto de 23 victorias, 7 empates y 8 derrotas (53 puntos). América se coronaría campeón de liga sin recibir gol en la liguilla hilvanando más de 641 minutos con la valla invicta, incluyendo el último juego de la fase regular. Vencieron en cuartos de final a UAG (global 1-0), en semifinales a Unión de Curtidores (global 2-0) y en la final, los Cremas se impusieron por marcador global de 4-0 (3-0 en la ida y 1-0 en la vuelta) a la U de G en el Azteca el 8 de agosto de 1976; los goles corrieron por cuenta de Alcindo Martha de Freitas, Carlos Reinoso y dos de Hugo Enrique Kiese, quien anotó uno en la ida y otro en la vuelta.
A punto estuvo el club de conseguir la denominación de Campeonísimo, ya que había perdido el 4 de octubre de 1975 con global de 3-2, la final de la Copa México 1975-76 ante Tigres UANL. Sin embargo, América derrotó 2-0 (goles de Miguel Ángel Cornero y Carlos Reinoso) a los Tigres de la UANL en el duelo por el Campeón de Campeones 1975-76 celebrado en el Estadio Azteca el 15 de agosto de 1976.

#### Campeón interamericano y relevo generacional
Participó por primera vez de manera oficial en la Copa de Campeones de la Concacaf en la edición de 1977. Su primer juego sería (parte de la primera ronda) en la denominada Zona Norteamericana, sin embargo, el New York Inter-Giuliana de Estados Unidos se retiró de la competición, con lo cual el equipo clasificó a la ronda final. En dicho torneo privó la desorganización y los conflictos administrativos, por lo que varios clubes fueron abandonando la competencia. La ronda final pactada para jugarse con tres equipos en el estadio Nacional de Paramaribo, Surinam, al final solo se disputó entre el cuadro mexicano y el conjunto local SV Robin Hood. El primer juego terminó con victoria de un tanto (gol de "Luisinho") para el equipo americanista y en el segundo juego el 17 de enero de 1978, se saldó con empate a uno (tanto de Hugo Enrique Kiese), con lo que alcanzó su primer título como campeón de la Concacaf.
En 1978 se jugó una serie de tres encuentros entre el campeón de la Copa de Campeones de la Concacaf: América y el campeón de la Copa Libertadores: Boca Juniors, para definir el cetro de la Copa Interamericana; Después de la ida jugada el 28 de marzo en Buenos Aires que ganara 3-0 el local, el 12 de abril se jugó la vuelta en la Ciudad de México con resultado de 1-0 a favor del cuadro mexicano (gol de Hugo Enrique Kiese). Ya que el reglamento contemplaba la definición del certamen por puntos (los dos tenían dos unidades por sus respectivas victorias), hubo la necesidad de un tercer duelo; sería el cuadro "Xeneize" quien solicitara que este mismo se disputara en el estadio Azteca. El 14 de abril el conjunto americanista venció 2-1, con gol de José Aceves y uno de tiro libre de Carlos Reinoso, un minuto antes de finalizar los tiempos extra, y se coronó campeón de la Copa Interamericana 1978, después de cinco ediciones era el primer equipo de Concacaf en ganar la Copa Interamericana.
Mientras, en el torneo de liga 1977-78, el club finalizó como líder general luego de 19 victorias, 13 empates y ocho derrotas para una suma de 51 puntos. En esta campaña aconteció un momento emotivo para la institución, al presentarse el retiro de Enrique Borja el 18 de septiembre en un juego de la campaña regular ante Pumas de la UNAM, el ex equipo del ídolo crema y a quien por primera vez le pudo marcar, anotando dos de los cuatro goles con el que los americanistas vencieron a los universitarios. Al final de la fase regular y por acuerdo previo de la Federación con los clubes, el equipo tuvo que ceder a cinco jugadores del plantel a la selección mexicana que se concentraría de cara a la Copa del Mundo Argentina 1978 (Pedro Soto, Jesús Martínez, Alfredo Tena, Antonio De la Torre y Cristóbal Ortega), con lo cual América y el resto de los clubes jugarían la liguilla sin seleccionados. La afectación quedó manifiesta cuando el equipo quedó fuera en cuartos de final al perder en penales con Tampico.
La misma situación, ser líder general, viviría en la temporada 1979-80 luego de 23 triunfos, 11 empates y solo 4 derrotas (57 puntos), hasta ese momento el mejor desempeño estadístico en la historia de la liga. Dicha temporada se caracterizó por el consiguiente relevo generacional del equipo (incluida la salida de Carlos Reinoso al final de la campaña anterior) y la larga racha de 19 partidos consecutivos sin derrota entre las jornadas 17 y 35; lo que curiosamente significó, por la ubicación en el calendario, enfrentar a todos los equipos del máximo circuito sin caer ante ninguno. Sin embargo, y luego de dos derrotas, dos empates y solo dos triunfos, caería eliminado en la liguilla grupal donde compartió sector con Zacatepec, Neza y Tigres.

### Años 1980: la década dorada

#### Nacen las Águilas
Luego de una mala campaña en la que el equipo no clasificó a la liguilla de 1980-81, (terminando en 13.º, la peor posición desde 1948-49) y de haber sustituido al final de la campaña a José Antonio Roca con Carlos Reinoso, finalmente el equipo inició un periodo de reestructuración. El 3 de julio de 1981 llegó la primera gran sacudida, cuando Guillermo Cañedo deja la presidencia del club. Entró al relevo Emilio Díez Barroso y con él llegaron grandes cambios, buscando consolidar al América como uno de los mejores equipos dentro del fútbol mexicano.
El 20 de septiembre de 1981 se concreta el concepto "Águilas del América", el equipo cambió de imagen y adquirió el mote de águilas. En gran medida debido a una importante campaña publicitaria, se consiguió que el sobrenombre se asumiera como parte del folclore balompédico mexicano. Dicha campaña mediática es también, en parte, la responsable de la polarización que causa el equipo entre los aficionados de otros clubes, pues debido a que la institución es propiedad de los dueños de la empresa Televisa, los aficionados percibían que el equipo América tenía una ventaja injusta en términos de difusión y visibilidad en los medios. El águila había sido usada anteriormente en el escudo del equipo, por un corto período, en el año de 1938.
Esas primeras "Águilas" de 1981-82 terminaron en segundo lugar de la tabla general por debajo de Atlante, fueron eliminadas en semifinales por Tigres UANL.
El América de la temporada 1982-83 realizó una de las mejores actuaciones en la historia de la temporada regular, al concluir el torneo con 26 victorias, 9 empates y 3 derrotas en 38 juegos, 69 tantos a favor y 27 en contra, encabezando con ello en ofensiva y defensiva el campeonato y un total de 61 puntos. Implantando con los números anteriores los récords de más victorias, más triunfos como local (17), más puntos y mayor porcentaje de efectividad (80.26 % de los puntos disputados), además de implantar una marca para el club de más juegos sin derrota como local (28 entre 1981-82 y 1982-83). Estos logros incluyen el campeonato de goleo de Norberto Outes en la temporada con 22 goles. Su paso por la temporada regular, pareció refrendado al imponerse con global de 6-0 al Atlético Potosino en la ronda de cuartos de final, e incluso en la semifinal de ida jugada en el Jalisco al derrotar 2-1 al Guadalajara, sin embargo la historia cambiaría drásticamente.
El 22 de mayo de 1983 en el estadio Azteca se escenificó una de las broncas más memorables en la historia del fútbol mexicano; Chivas necesitaba ganar de visitante al líder general y el mejor local del torneo para pasar a la final. Los ánimos se caldearon desde temprano en el partido. A los tres minutos Samy Rivas de las Chivas, y Cristóbal Ortega saltaron por un balón, el americanista recibió un codazo en el rostro y salió lesionado. A los 12 minutos fue expulsado Alberto Guerra técnico del cuadro jalisciense. Norberto Outes goleador del local salió expulsado al 25 luego de soltar un puñetazo a Eduardo Cisneros, quien previamente lo había derrumbado con una patada por detrás. En el conato de bronca que sucedió a la expulsión, un jugador tapatío, Javier Cárdenas Martínez, fue expulsado luego de golpear a Mario Trejo, esa primera bronca duró 9 minutos y nadie más salió expulsado. Guadalajara con un mejor juego, consumó la hazaña y con tantos de Ricardo "Snoopy" Pérez a los 44, Demetrio Madero a los 45 y Samy Rivas a los 88 pusieron el marcador 3-0 y la hecatombe apareció. Roberto Gómez Junco se burló frente a la banca local, indicando con los dedos los 3 goles del marcador, sus compañeros suplentes lo secundaron y Hugo De Anda, preparador físico del equipo capitalino se fue contra de ellos. Todos contra todos por más de 20 minutos, salvo los técnicos, uno expulsado y el otro inamovible de su lugar en la banca Carlos Reinoso; jugadores, cuerpo técnico, directivos y personal de seguridad e incluso algunos aficionados. Edgardo Codesal, árbitro del encuentro ya había dado por terminado el juego, cuando la bronca rebasó los cinco minutos. Las consecuencias deportivas terminaron perjudicando al Guadalajara que sufrió la expulsión de siete jugadores por dos partidos, situación que afectó en la final contra Puebla, misma que perdió en penales 7-6.

#### Campeonato 1983-84 y la final contra Guadalajara
Luego de siete años de espera, el América conquistaría un nuevo título de liga, y de una manera significativa, ya que fue venciendo en la gran final a su acérrimo final: Chivas de Guadalajara. Después de un inicio titubeante, en el que perdió tres juegos en las primeras fechas, comenzó a hacerse fuerte y volvió a concluir como líder general, esta vez sin números tan impresionantes como el torneo anterior, tal vez conscientes, de que lo importante no era establecer récords sino llegar bien embalado a la "liguilla". En esta ocasión terminó con 18 victorias, 15 empates y 5 derrotas (51 puntos); llegó a la final luego de vencer en cuartos de final y semifinales a Monterrey (global 2-1) y Cruz Azul (global 2-0) respectivamente. Mientras que Guadalajara llegó como cuarto lugar de la tabla y después de eliminar en cuartos de final a Tecos de la UAG y a Pumas de la UNAM en semifinales, por lo que por primera vez en la historia del Campeonato de Liga la serie de gran final fue protagonizada por el Clásico de clásicos.
El juego de ida se disputó el 7 de junio de 1984 en la cancha del Estadio Jalisco. América se puso al frente con goles de Carlos Hermosillo al minuto 9 y Mario Trejo al 63; sin embargo Guadalajara, emulando lo hecho en la semifinal del torneo pasado remontó la desventaja y consiguió el empate a dos tantos por conducto de Eduardo De la Torre al 79 y Néstor De la Torre al 82.
El juego de vuelta se disputó el domingo 10 de junio de 1984 en el Estadio Azteca. El partido parecía tomar condiciones adversas para América después de que Armando Manzo cometiera falta sobre Ricardo "Snoopy" Pérez al minuto 26 y saliera expulsado. Guadalajara tuvo la oportunidad de abrir el marcador, cuando el arquero local cometió penal al mismo "Snoopy" al minuto 39; sin embargo el tiro de Eduardo Cisneros fue atajado por el portero americanista Héctor Miguel Zelada. Con un hombre menos América se puso arriba en el marcador al segundo tiempo con goles de Eduardo Bacas (57´) y Alfredo Tena (65´); Fernando Quirarte acercó al cuadro rojiblanco al minuto 85, pero Javier Aguirre anotó al 90´ el definitivo 3-1, con lo cual América se coronó campeón de liga 1983-84, derrotando a su acérrimo rival, al tiempo de implantar la marca de más juegos consecutivos sin derrota en una misma campaña (sus 21 últimos juegos, incluyendo los de la final). El goleador del equipo en este campeonato fue el delantero argentino Gustavo Echaniz con 13 tantos.

#### Bicampeonato 1984-85
Nuevamente el equipo inició la fase regular de manera complicada, al no obtener triunfo alguno hasta la jornada 7 luego de cinco empates y una derrota sorpresiva en la jornada inaugural ante Atlético Potosino. Al concluir la jornada 23, dejó la dirección técnica del club Carlos Reinoso debido a problemas de salud, la jornada 24 la dirigió Mario "Pichojos" Pérez y en la 25 llegó Miguel Ángel López. El club terminó la temporada regular como 4.º de la tabla producto de 17 triunfos, 12 empates y 9 derrotas.
En la liguilla superó a Chivas con global de 3-0 en cuartos de final, en semifinales venció en penales al sorpresivo Atlas, en una serie que terminó 1-1 (8-7 en penales).
En la final enfrentarían al líder general de la competencia Pumas de la UNAM. El primer partido fue el 23 de mayo de 1985 en el Azteca, concluyendo con empate a uno (gol de Carlos Hermosillo). El juego de vuelta se escenificó el 26 de mayo de 1985 en el Olímpico de C.U., el resultado de empate a cero, paso a segundo plano luego de los trágicos acontecimientos ocurridos en el túnel de acceso número 29 del estadio; la desorganización y la corrupción, sumados al sobrecupo, ocasionaron la muerte de varias personas, cuando trataron de ingresar al inmueble y fueron aplastados por la multitud.
El reglamento de competencia establecía que en caso de existir empate en el marcador global, se disputaría un tercer duelo de desempate en cancha neutral, para lo cual fue seleccionado el Estadio Corregidora de Querétaro, el encuentro se celebraría el 28 de mayo. En medio de una fuerte polémica por el arbitraje de Joaquín Urrea, las Águilas derrotaron 3-1 a los Pumas con goles de Daniel Ruso Brailovsky (minuto 11 y 53) y Carlos Hermosillo (minuto 76), consiguiendo el campeonato de liga 1984-85.

#### Tricampeonato
En el campeonato de liga PRODE 1985, se dividió a los 20 equipos en cuatro grupos de cinco clubes cada uno, solo se jugó entre los rivales del sector a visita recíproca, los 2 mejores de cada sector calificaron a la liguilla. Dicho torneo se jugó sin seleccionados nacionales, que estaban concentrados de cara a la Copa del mundo a jugarse en territorio mexicano. América perdió a Armando Manzo, Álex Domínguez, Carlos Hermosillo, Mario Alberto Trejo y Carlos de los Cobos (Cristóbal Ortega fue el único seleccionado que permaneció con el equipo todo el torneo), así como la inesperada baja de Brailovsky quien dejaría el país luego del trágico terremoto del 19 de septiembre. América lideró el grupo que compartió con Guadalajara, Ángeles de Puebla, Irapuato y Tigres UANL, con 5 victorias, 2 empates y una derrota; enfrentó en cuartos de final a U de G (ganó 3-1 global) y en semifinales a Atlante (ganó 5-3 global).
En la gran final enfrentaría a Tampico-Madero. El partido de ida fue el 3 de octubre en el Estadio Tamaulipas, el equipo cayó 4-1 (gol de Cristóbal Ortega), en una ventaja que aparentaba ser definitiva. Sin embargo el 6 de octubre en el estadio Azteca las Águilas fueron protagonistas de la mayor remontada en la historia de las finales de liga mexicana. De hecho el primer tanto cayó hasta el minuto 54 por conducto de Ricardo Peláez, después Eduardo Bacas al 57, el empate global lo logró Ramón Ireta al 80, por lo que el juego se fue a tiempos extra; Eduardo Bacas concretó la hazaña al minuto 120 anotando el 4-0 definitivo (5-4 global), alcanzando con ello el tricampeonato.
Simultáneamente en dicho año América disputó sin éxito su segunda participación en la Copa de Campeones de la Concacaf, cuya fase inicial se jugó en el Memorial Coliseum de Los Ángeles, siendo esta la ronda de octavos de final, donde eliminó a Guadalajara en dos partidos (3-1 y 1-1) en lo que fue el primer Clásico de clásicos disputado en competencia internacional. En cuartos de final también en dos duelos, esta vez ida-vuelta eliminó al Vida (0-1 y 3-0) y en semifinales fue eliminado sorpresivamente por Olimpia (2-2 y 0-1).

#### Títulos 1987-88
Luego de dos temporadas, México 1986 y 1986-87, relativamente positivas (semifinales y cuartos de final, ocupando el 4.º y 3.º de la tabla, respectivamente), el club incorporó un nuevo grupo de jugadores que incluyó al hijo del exastro americanista José Alves, Luis Roberto Alves Zaguinho y el mediocampista Antônio Carlos Santos.
Nuevamente un flojo inicio (3 derrotas en las primeras 6 jornadas) caracterizó el comienzo de la temporada, en esta ocasión con la consecuente destitución del técnico Cayetano Rodríguez, quien fue sustituido por Jorge Vieira, entrenador brasileño que impuso un estilo de propuesta ofensiva, que daría frutos al accionar del equipo. América finalizó como líder general una vez más, ahora con 24 victorias, 7 empates y 7 derrotas (55 puntos), con un balance goleador de 86 tantos a favor y 39 en contra.
Paralelo al Campeonato de liga 1987-88, y aún con la dirección técnica de Cayetano Rodríguez, disputó por tercera ocasión la Copa de Campeones de la Concacaf en su edición 1987; iniciando en la ronda de cuartos de final, venció en duelos a visita recíproca a Saprissa (global 4-1) y en semifinales a Monterrey (global 5-3); Enfrentando en la gran final a Defence Force, empataron el juego de ida a un tanto (gol de Juan Antonio Luna) y la vuelta, jugada el 28 de octubre de 1987 en el Azteca, obtuvo el título al ganar 2-0 con goles de Carlos Hermosillo y Antonio Carlos Santos.
En la fase final por el título de liga venció a Puebla (global 6-2) en cuartos de final, en semifinales a Atlético Morelia (5-5 global, 6-4 en penales), para enfrentar de nueva cuenta en la final a Pumas de la UNAM. El juego de ida en Ciudad Universitaria terminó con triunfo universitario 1-0. La vuelta fue el 3 de julio de 1988 en el Azteca, el conjunto de Coapa obtuvo el título venciendo 4-1 con goles de Gonzalo Farfán (2), Adrián Camacho y Antônio Carlos Santos.
Finalmente en una serie a visita recíproca los días 7 y 10 de julio, se enfrentó y venció a Puebla campeón de Copa México por el título de Campeón de Campeones 1987-88 (global 3-2; goles de Gonzalo Farfán en la ida en el estadio Cuauhtémoc, Carlos Hermosillo y Guillermo Huerta en la vuelta en el estadio Azteca).
El palmarés en este ciclo pudo haberse ampliado, pero debido a cuestiones ajenas a lo futbolístico no fue así. La Copa Interamericana 1988 estaba pactada para ser disputada entre el América (Campeón de la Copa de Campeones de la Concacaf 1987) y Peñarol de Uruguay (Campeón de la Copa Libertadores 1987). A pesar de estar programada desde diciembre de 1987, horas antes de que se disputara el partido el 19 de abril de 1988 en el Memorial Coliseum de Los Ángeles en Estados Unidos, los presidentes de la Concacaf y Conmebol, Joaquín Soria Terrazas y Nicolás Leoz respectivamente, notificaron al promotor del encuentro, Enrique Sokra, que el 10% de las ganancias brutas del partido debían ir a las arcas de ambas confederaciones. El promotor rechazó esas condiciones, debido a esto se decidió seguir con el encuentro con el nombre de Copa Confraternidad ya sin el aval de ninguna confederación, a pesar de las amenazas a los dos equipos de que podrían ser sancionados.
El partido originalmente se iba a disputar el 19 de abril de 1988, no obstante, una intensa lluvia hizo que se aplazara dos días. El 21 de abril el encuentro se jugó y después de un empate a dos goles en tiempo reglamentario (tantos de Santos y Zague), el América se coronó en penales con marcador de 5-4.
Finalmente el América fue suspendido 2 años de toda competencia organizada por la Concacaf y posteriormente no pudo disputar la Copa de Campeones de la Concacaf 1989, derecho que había ganado al haber sido campeón de liga en la temporada 1987-88.

#### Título 1988-89
El camino al bicampeonato americanista estuvo lejos de ser cómodo, no solo porque las águilas flaquearon y sumaron la elevada cuota de 12 derrotas en temporada regular, sino porque algunos cuadros lucían más fuertes, como era el caso del líder general Puebla. América concluyó en 6.º lugar de la tabla general. La liguilla de dicho torneo se jugó bajo el formato grupal, los azulcremas integraron el grupo "A" junto con Guadalajara, el líder Puebla y Tecos de la UAG; tres victorias, dos empates y solo una derrota le dieron el pase a la gran final donde enfrentaría a Cruz Azul. El Azteca, sede de ambos duelos, presenció uno de los desenlaces más emotivos en liguilla, ya que el duelo de ida fue un partido de volteretas que terminó con triunfo americanista 3-2 (goles de Zague, Hermosillo y Santos). Mientras que en el juego de vuelta del 16 de julio, el conjunto azulcrema se adelantó por conducto de Juan Hernández, sin embargo Cruz Azul logró empatar el marcador global, no obstante un gol de Carlos Hermosillo sentenció el marcador 2-2 (global 5-4).
Finalmente, cuatro días después venció en duelo único en el estadio Azteca a Toluca (campeón de Copa) por el título de Campeón de Campeones 1988-89 con marcador 2-1 (goles de Hermosillo y Carlos Alberto Seixas).
La siguiente temporada 1989-90, el bicampeón defensor arañó la posibilidad de un nuevo tricampeonato al terminar como líder general de la competencia, sin embargo cayó en semifinales ante U de G, luego de un polémico arbitraje; En una jugada por el costado izquierdo, Alfonso Sosa proyecto a Sergio Díaz, quien mandó un centro a área que Farfán interrumpió con su brazo derecho, fuera del área chica, sin embargo el árbitro José Antonio Garza y Ochoa señaló penalti, mismo que anotó Dávalos y significó el triunfo y calificación de los Leones Negros a la final.
Algunos de los integrantes del equipo que destacaron en esta etapa fueron: Cristóbal Ortega, Alfredo Tena, Héctor Miguel Zelada, Armando Manzo, Álex Domínguez, Carlos Hermosillo, Mario Alberto Trejo, Carlos de los Cobos, Vinicio Bravo, Daniel Brailovsky, Gustavo Echaniz, Juan Antonio Luna, Gonzalo Farfán, Roberto Alderete, Efraín Munguía, Manolo Rodríguez, Eduardo Bacas, Adrián Chávez, Cesilio de los Santos, Luis Roberto Alves "Zaguinho" y Antônio Carlos Santos, entre otros.

### Años 1990: sequía en liga

#### Tres títulos internacionales cierran el ciclo de la generación ochentera
Todavía con la base de algunos de los elementos insignia de la década de 1980, el "Conjunto de Coapa" realizó un destacado ciclo futbolístico 1990-91, al alcanzar las series por el título de las tres competencias que enfrentó (liga, copa y campeonato continental). Primero, entre el 16 y 23 de enero de 1991 disputó la final de la Copa México 1990-91 ante U. de G., perdiendo por global 1-0. Posteriormente alcanzó la final del campeonato de liga 1990-91 enfrentando a los Pumas de la UNAM. El partido de ida jugado en el Azteca el 19 de junio terminó con victoria del equipo local 3-2; La vuelta el 22 de junio en C.U. concluyó con marcador 1-0 en favor del cuadro universitario, la regla del gol de visitante permitió coronarse a los Pumas.
Finalmente, y de manera paralela, participó por cuarta ocasión en la Copa de Campeones de la Concacaf, en esta ocasión venció en ronda preliminar de un juego al Saint Petersburg de Estados Unidos 1-0, para luego derrotar con global de 4-2 al Olimpia. La final sería contra FC Pinar del Río; el juego de ida en Cuba terminó empatado a dos (goles de Guillermo Huerta y Toninho), la vuelta en el Azteca, jugada el 12 de marzo de 1991, finalizó con marcador favorable al conjunto local de 6-0 (3 goles de Toninho, 2 de Zague y autogol de Osmín Hernández), para conquistar su tercer título de Concacaf.
Con ese título tuvieron la posibilidad de enfrentar a Olimpia, campeón de la Copa Libertadores 1990, por la disputa de la Copa Interamericana 1991. El juego de ida en Asunción terminó empatado a uno (gol de Edú Manga). La vuelta en el Azteca se jugó coincidentemente el 12 de octubre, fecha del aniversario 75 de la fundación del club. El partido resultó polémico luego de una gresca entre jugadores en la cual se vio involucrado el técnico Carlos Miloc; dos goles de Toninho dieron como resultado el 2-1 (3-2 global) con el que se consiguió el segundo título de Copa Interamericana (Es el único de los tres equipos de Concacaf, ganadores de la copa, que la obtuvo en dos ocasiones).
Con la mediática inclusión del ex astro mexicano del Real Madrid Hugo Sánchez, quien regresó a México luego de 11 años en España, y bajo la dirección técnica nuevamente de Miguel Ángel López, América disputó con éxito la Copa de Campeones de la Concacaf 1992 al conquistar, en final escenificada en Santa Ana, California, su cuarto título del área. El 5 de enero de 1993 derrotó 1-0, con gol precisamente del Pentapichichi, al Alajuelense; previamente había eliminado en series de dos partidos a Saprissa (global 4-2), Dallas Rockets (7-2 global) y San Francisco Bay Blackhawks (4-3), para posteriormente derrotar en semifinal a duelo único al S.V. Robinhood con goleada 7-0.

#### El América de Beenhakker
La veteranía y posterior retiro de algunos jugadores, la baja de juego de otros tantos, la falta de renovación en contrataciones extranjeras de calidad y la ausencia de debuts de canteranos de buen nivel, restó protagonismo al América, pero no por ello competitividad. Luego de los fracasos en los torneos 1991-92, 1992-93 y 1993-94 (eliminación en repechaje y dos semifinales consecutivas respectivamente), la directiva todavía encabezada por Emilio Díez Barroso planeó una reestructuración del equipo partiendo de la novedosa contratación de un técnico europeo de renombre: el neerlandés Leo Beenhakker, entrenador tricampeón con el Real Madrid en 1986-87, 1987-88 y 1988-89 en la Liga Española, campeón de la Copa del Rey 1989, y seleccionador de los Países Bajos en Italia 1990.
El técnico tomó las riendas del equipo el 15 de junio de 1994, en sustitución de Miguel Ángel López, después de la Copa del Mundo de Estados Unidos 1994, anunció las contrataciones del camerunés François Omam-Biyik y el zambiano Kalusha Bwalya.
Desde las primeras fechas, América comenzó a exhibir un fútbol inusual en México, con un estilo de juego vertical y ofensivo, con base en un buen cuadro de jugadores mexicanos como Luis Roberto Alves "Zaguinho", Juan Hernández, Raúl Rodrigo Lara, Joaquín del Olmo, y el juvenil canterano Cuauhtémoc Blanco; quienes congeniaron con el estilo de los refuerzos africanos.
Si bien el debut fue flojo (triunfo 2-0 como visitante a León el 4 de septiembre), la escuadra de Beenhakker comenzó a despuntar luego de su resultado de la jornada 6 el 7 de octubre en el Azteca ante Atlético Morelia; Después de iniciar perdiendo 0-2 en los dos primeros minutos del juego con goles de Marco Antonio Figueroa y Juan Morales, acabó ofreciendo una gran voltereta con goles de Biyik (4), Del Olmo, Kalusha y Zague. Finalizando el encuentro 7-3 en favor del cuadro local, tan solo a los 25 minutos ya habían dado vuelta al marcador.
El 21 de octubre en el Azteca, por primera vez desde 1933 (9-2 al Sporting en Copa México), América anotó más de siete tantos en un juego al golear 8-1 a Correcaminos de la UAT, esto con dobletes de Zague, Biyik y Cuauhtémoc Blanco, así como obras solitarias de Kalusha y Francisco Uribe.
El 13 de noviembre en uno de los Clásicos de clásicos más espectaculares de la historia, América supera al Guadalajara 4-3 luego de ir perdiendo 3-2. Kalusha, Biyik, Zague y Blanco marcaron por las águilas.
Una nueva voltereta se escenificó ante Veracruz luego de empatar 3-3, cuando ya perdía 3-0 al minuto 40. El 11 de diciembre, nuevamente, tras iniciar perdiendo 2-0 (goles de Héctor del Ángel a los 4 minutos y de Carlos Hernández a los 16), se levantó para acabar goleando 8-2 a TM Gallos Blancos (Tampico Madero) en el Corregidora.
De manera simultánea al accionar del conjunto, se presentaron actuaciones relevantes a nivel individual, como es el caso de François Omam-Biyik quien no solo concluyó como mejor goleador del equipo en una sola temporada (33 goles), esto en medio de la intensa lucha por el liderato de goleo, (al final ganada por Carlos Hermosillo con 35), sino que rompió la añeja marca de Horacio Casarín de más juegos consecutivos anotando, que era de nueve (establecida entre 1943-44 y 1944-45). La quebró el 4 de diciembre al marcar en la victoria de su equipo 3-1 contra Pumas de la UNAM y la dejó en 11 marcando en la goleada sobre TM Gallos Blancos.
Con el neerlandés en el banquillo, las Águilas jugaron como locales 16 encuentros, en esos cotejos registró una asistencia global de 839 mil espectadores para un promedio general de 52 437 espectadores por partido, el más alto de la última década. América llegó a la jornada 33 (habiendo descansado en dos por el número impar de equipos contendientes) con 31 partidos jugados, 18 ganados, 9 empates y 4 derrotas (45 puntos y una efectividad de 72.5%), un balance goleador de 78 tantos a favor (2.51 por juego) y 40 en contra, ubicado en el liderato general y con la clasificación asegurada a la liguilla faltando 5 partidos por disputarse.
Sin embargo el 6 de abril de 1995 se anunció su separación del club, por parte de la directiva, permaneciendo durante muchos años en duda el porqué de su despido. El equipo no se recuperó anímicamente y dirigido primero por Emilio Ferrera y luego por Mirko Jozic, fue eliminado en semifinales por Cruz Azul.
En este contexto, varios años después, el 16 de marzo de 2010, en entrevista vía telefónica para el programa de televisión Los invitados del Cuau, que conducía Cuauhtémoc Blanco en la cadena Fox Sports, Leo Beenhakker declaró que el entonces presidente del América, Emilio Diez Barroso, le ordenó al neerlandés no alinear a Joaquín del Olmo por presuntos conflictos económicos entre el presidente y el jugador. Beenhakker al negarse y ponerlo a jugar, fue contactado por Giuseppe Rubolotta, entonces vicepresidente del América, "para que hiciera maletas".

#### El inicio de los torneos cortos
Al iniciar los torneos cortos, el Invierno 1996, representó su peor temporada de los últimos 40 años; se contrató a Ricardo La Volpe para dirigir al club, pero después de un desastroso 5-0 en el Jalisco ante el Guadalajara, fue cesado de su cargo, y se le dio el lugar a Carlos de los Cobos, quien no pudo hacer mucho para evitar ver al equipo eliminado de una liguilla por primera vez desde 1980-81, rompiéndose así la cadena de 16 liguillas consecutivas (récord del fútbol mexicano).
En el Verano 1997, con la llegada de Jorge Solari, terminó como líder general de la competencia, misma en la que repitió la mayor racha de victorias en liga de su historia, ocho (la primera vez fue 1993-94, y tercera vez en partidos oficiales incluyendo el ciclo 1974-75), pero la intención de obtener el título es finalizada por el Atlético Morelia quien los elimina en cuartos de final.
Luego de superar una ronda previa de calificación ante dos clubes venezolanos, en la edición de 1998 se produce el debut de los clubes mexicanos en la Copa Libertadores, y correspondió al clásico de clásicos el honor de protagonizar el primer partido de ese torneo para equipos mexicanos de la historia, el 4 de marzo de 1998 en el Estadio Jalisco, con triunfo 1-0 para el visitante, con gol de Alberto García-Aspe. El segundo duelo de grupo que los enfrentó en el Azteca terminó con victoria 2-0 también para el conjunto americanista. Los equipos mexicanos compartieron grupo con Gremio de Porto Alegre y Vasco da Gama; América clasificaría como uno de los mejores terceros lugares con 2 victorias, 2 empates y 2 derrotas, por lo que fue el primer conjunto mexicano en pasar a la segunda ronda de la Copa Libertadores de América y el primero en obtener un punto en esta competencia fuera de México ante el Vasco da Gama, con el empate 1-1. En aquella edición el club es eliminado en octavos por River Plate (global 2-1). El título de goleo de Cuauhtémoc Blanco en Invierno 1998 (el primero desde 1982-83) con 16 goles matizó un torneo donde la falta de equilibrio entre ofensiva y defensiva derivó en la no clasificación del equipo a la liguilla.

### El nuevo siglo: Fin de la sequía en liga e inicia la relevancia en Sudamérica

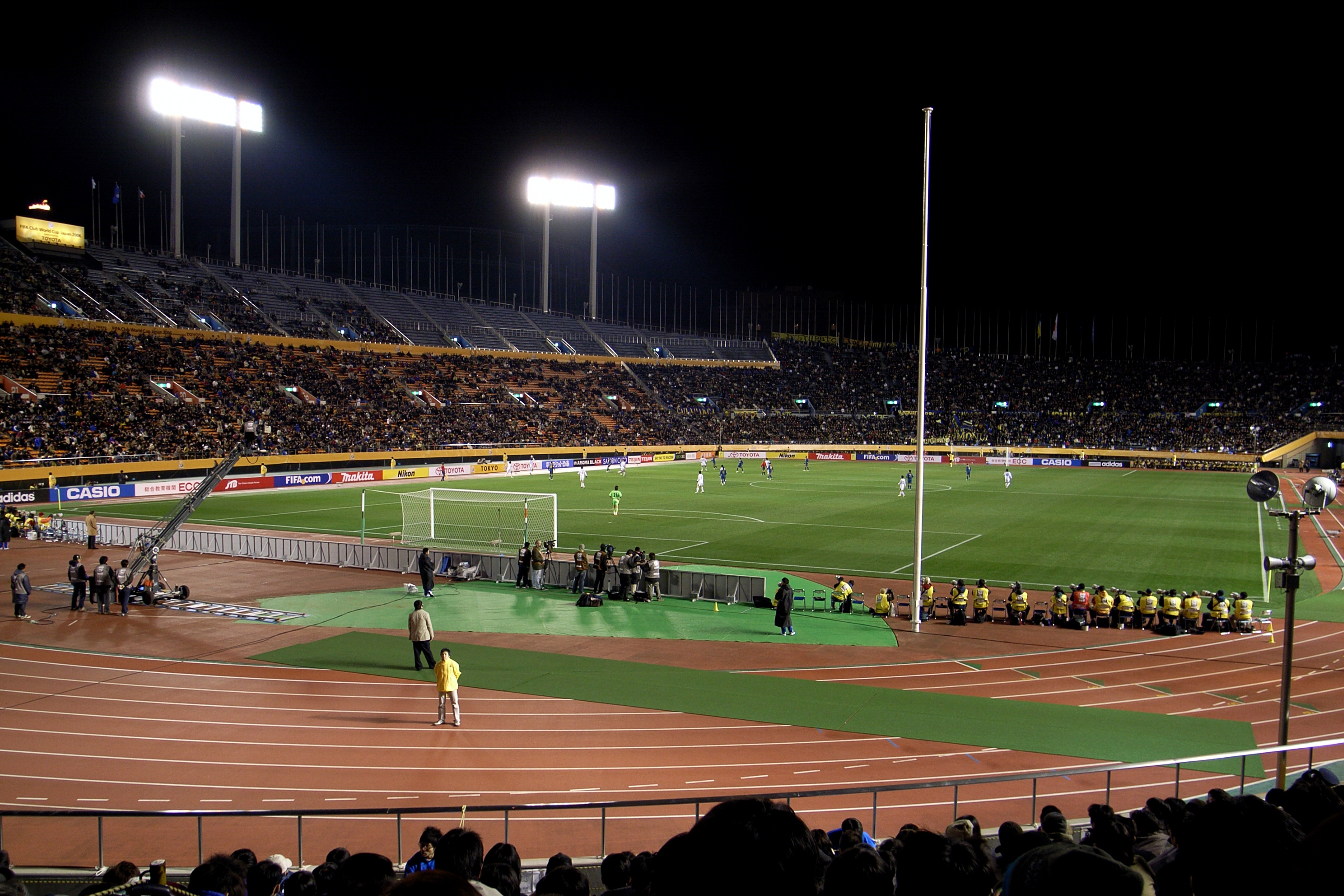
Partido de la Copa Mundial de Clubes 2006 Club América contra él Jeonbuk Hyundai Motors (Corea del Sur), en el que los norteamericanos ganaron su único partido, 1-0 con gol de Ricardo Rojas.

La Copa Libertadores 2000 significó una de las mejores actuaciones futbolísticas en la historia del club, en buena medida por el nivel de calidad alcanzado frente a conjuntos sudamericanos altamente competitivos; con la dirección técnica de Alfredo Tena y una sobresaliente actuación de Cuauhtémoc Blanco, quien anotaría 9 goles en el certamen. Encuadrado en el grupo 3 con Corinthians, Olimpia y LDU de Quito, inicia su participación el 16 de febrero venciendo como local 2-0 al conjunto brasileño, después cae 3-1 como visitante ante la escuadra paraguaya y cierra la primera vuelta de partidos ganando 1-0 en casa al equipo ecuatoriano. La segunda vuelta de partidos en el grupo comienza con una derrota en suelo brasileño 1-2, resultado que alejaba opciones considerables de calificación.
No obstante el 12 de abril del 2000, consigue la mayor goleada para equipos mexicanos en Copa Libertadores al vencer 8-2 al Olimpia de Paraguay; El primer tiempo fue con un desarrollo favorable a las águilas aunque apenas culminó 3-2, mientras que en la complementaria se desenvolvió el potencial ofensivo del equipo. Al minuto de juego, Hermosillo abrió la cuenta, pero lo empató Luis Monzón a los 10. A los 14, Blanco decretó el 2-1 y a los 42 apareció de nuevo Hermosillo para el tercero, aunque rápidamente Víctor Quintana selló el 3-2. En la segunda mitad, a los 61 Pável Pardo liquidó la historia con el 4-2, que luego fue ampliado por Blanco a los 64, José Luis Calderón a los 71, el ingresado José Luis Salgado a los 75 y otra vez Blanco a los 85. Posteriormente un empate a dos como visitante en Quito selló la clasificación a octavos de final.
En octavos de final, el juego de vuelta como visitante estuvo precedido de una serie de amenazas de muerte producidas por miembros de las "barras" del club colombiano América de Cali a Cuauhtémoc Blanco. El equipo mexicano había derrotado a la escuadra colombiana 2-1 en el juego de ida, con gol de último minuto de Blanco en el Estadio Azteca, lo que provocó los mensajes de animadversión contra el mexicano, advirtiéndole del peligro que corría de presentarse en suelo visitante. En el juego de vuelta el 9 de mayo, Blanco marcó los tres goles de la victoria 3-2 del equipo mexicano, lo que le valió los aplausos de los aficionados rivales. En la siguiente fase derrotaron por 4-1 en el global al Bolívar.
Las semifinales habría de disputarlas frente a uno de los equipos más competitivos de esa época en Sudamérica, Boca Juniors, que integraba en esos momentos a una destacada generación de futbolistas encabezados por Juan Román Riquelme y dirigidos por Carlos Bianchi. La serie resultó emotiva y memorable por distintas circunstancias; el partido de ida el 31 de mayo se afrontó con las bajas por lesión de Cuauhtémoc Blanco y el portero titular Adolfo Ríos, factores claves para la derrota 4-1 en la Bombonera. Sin embargo en la vuelta el 7 de junio de 2000 en el Estadio Azteca, el conjunto mexicano produjo una importante voltereta; José Luis Calderón comenzó la avanzada ofensiva al anotar en el minuto 12', no obstante el marcador no se alteraría en el resto del primer tiempo. En la segunda parte Fabián Estay anotaría al minuto 68, finalmente el minuto 81' llegaba acompañado de un córner ejecutado directo a la cabeza de Calderón poniendo el marcador 3-0 (4-4 global que mandaba a penales el cotejo), pero un tanto de último minuto de Wálter Samuel calificó a los Xeneizes a la final. En el torneo local a pesar de la buena producción ofensiva (36 goles en 17 partidos), ya no lograron calificar.
En el Invierno 2000 llegó hasta cuartos de final, donde el entonces campeón Toluca los eliminó por un empate global que puso a los Diablos en semifinales por su mejor posición en la tabla.
El 5 de agosto de 2001 lograron conquistar la única edición de la Copa de Gigantes de la Concacaf derrotando por marcador de 2-0 (goles de Jesús Mendoza y Octavio Valdez) al D.C. United en el Memorial Coliseum de Los Ángeles, después de vencer previamente a Municipal y Saprissa. Este campeonato, había sustituido por esa ocasión al tradicional torneo del área, de tal manera que su ganador clasificaría a la eventual Copa Mundial de Clubes de la FIFA 2003, que nunca se jugó.
En ese mismo año, en el torneo de Verano 2001 con el técnico Alfio Basile, logran el liderato general, gracias a la incorporación de jugadores como Ricardo Rojas, Iván Zamorano, Frankie Oviedo, José Luis Calderón y Fabián Estay, pero finalmente caen en semifinales con el Pachuca.
América volvió a ser campeón en el torneo de Verano 2002, cuando ganaron su primer título de liga en 13 años al derrotar en la final al Necaxa, luego de remontar el marcador adverso de 2-0 de la ida, 3-0 en la vuelta (global 3-2). Llegaron a la liguilla en 8.º lugar general, derrotaron al superlíder La Piedad en cuartos de final (6-2 global), y en semifinales a los Pumas de la UNAM (global 2-1); el primer juego en el Azteca quedó empatado sin goles, pero el partido en CU cambió drásticamente la historia, primero un error de Miguel España que anotó en su propia meta, dejando a los felinos universitarios fuera, el partido se tensó cuando Víctor Müller logró el empate para los Pumas, pero pocos minutos después del segundo tiempo Christian Patiño pudo vencer la cabaña de Esdras Rangel y marcó el tanto que ponía a las Águilas en la gran final, misma que sería disputada en ambos encuentros dentro del Coloso de Santa Úrsula.
En el juego de ida, el Necaxa tomaba ventaja con goles de Víctor Ruíz y uno de Zague, el máximo anotador de las Águilas. El juego de vuelta realizado el 26 de mayo en el Estadio Azteca generó más tensión, el primer tiempo terminó sin tantos, lo que le daba a Necaxa el campeonato, pero a los 58 minutos Christian Patiño logró introducir el balón a la portería de Nicolás Navarro, y solo cuatro minutos después Iván Zamorano ponía el gol del empate global, así continuó el encuentro hasta acabar los 90 minutos reglamentarios, por lo tanto el árbitro decretó tiempo extra hasta definir al ganador. Al minuto 105 Carlos Gutiérrez estuvo a punto de marcarle un gol a Adolfo Ríos pero atajó de manera inmediata y lo evitó, solo dos minutos después Hugo Castillo recibió un tiro de esquina de Álvaro Ortiz y con la cabeza anotó el «gol de oro» con el que América finalmente obtendría el título.
En su calidad de campeón de la Copa de Gigantes de la Concacaf participó en la Copa de Campeones de la Concacaf 2002 donde cayó eliminado en la primera ronda con doble derrota frente a Liga Deportiva Alajuelense.
Simultáneamente, el América logró llegar hasta las semifinales de la Copa Libertadores 2002 donde fueron eliminados por el São Caetano de Brasil. Esto después de una extraordinaria primera fase en la que terminó con 5 victorias y un empate, sin recibir anotación (compartió grupo con Talleres de Córdoba, Deportivo Tuluá y River Plate); venció en los dos juegos de octavos de final y cuartos a Cienciano y Morelia respectivamente; la Copa tuvo un receso durante la Copa del Mundo 2002, por lo que ya mermado y fuera de ritmo enfrentó las semifinales. A pesar de la eliminación, su participación concretó el mejor registro estadístico para cualquier club mexicano en la historia del torneo, al concluir con un acumulado de nueve victorias, dos empates y una sola derrota.
Para el Apertura 2002 Cuauhtémoc Blanco regresa al equipo buscando obtener el bicampeonato, en este mismo torneo las Águilas hicieron su presentación hasta la jornada 2 contra Guadalajara, ya que su primer partido sería contra Pachuca, pero debido a su compromiso con la Libertadores se aplazó la fecha; en ese mismo torneo Manuel Lapuente se separó provisionalmente del cargo, regresando hasta la fecha 11, por problemas de salud; en el interinato de Mario Carrillo el equipo logró una buena productividad de 8 victorias y dos empates, con el regreso de Lapuente el equipo terminó en primer lugar de la tabla, producto de 13 victorias, 4 empatados y 2 perdidos (43 puntos, récord de torneos cortos). Logró acceder nuevamente a la liguilla en la cual enfrentó a Santos, un empate de 3 goles en el entonces Estadio Corona ponía a las Águilas en semifinales, pero en el Azteca Santos reaccionó venciendo 1-2, los Laguneros accedieron a semifinales y dejaron al campeón en el camino.
El Clausura 2003, se convirtió en un atípico torneo para el equipo donde con seis derrotas, cinco empates y ocho victorias no logró llegar hasta la liguilla. Al mismo tiempo, el fracaso del equipo se extendió al terreno internacional durante la Copa de Campeones de la Concacaf 2003, cuando perdió una ventaja global de tres goles en el juego de vuelta de la semifinal (había ganado el juego de ida 4-1) en el estadio Azteca frente a Toluca, perdiendo 4-0. La displicencia con la que se tomó este torneo fue tal, que dicho encuentro fue dirigido por el auxiliar José Manuel de la Torre y no por el técnico titular. Al final del torneo de liga salió Manuel Lapuente de la dirección técnica.
En el Apertura 2003 se presentó el regreso de Leo Beenhakker, con ello el equipo logró cierta regularidad en la liga, en su primer torneo no logró calificar a la liguilla. Curiosamente en el mismo año 2003, el equipo no calificó a la liguilla en dos torneos de manera consecutiva, siendo la segunda ocasión en su historia (1972-75) y primera en los torneos cortos. Pero en el Clausura 2004 pudo clasificar a cuartos de final, se enfrentaron a Toluca, perdiendo los dos juegos, sobresaliendo el de vuelta, ya que un percance ocurrido contra Sao Caetano en la ronda de octavos de final de la Copa Libertadores 2004, provocó el veto del estadio Azteca para dicho juego, en el cual las Águilas sin público se despidieron de Adolfo Ríos (quien se retiró, cediendo su lugar al canterano Guillermo Ochoa), de Leo Beenhakker, y del torneo.
En esa mencionada Copa Libertadores 2004 América obtuvo la primera victoria de un club mexicano en Brasil, precisamente ante Sao Caetano, pero en fase grupal, donde terminó como líder, por encima del mencionado equipo brasileño, The Strongest y Peñarol. Nuevamente se vio las caras con el São Caetano en octavos de final, el cual ganó 2-1 la ida. En la vuelta (que concluyó con empate a uno), en el Azteca se desató una de las mayores broncas en la historia de la competencia y del club, el resultado fue el veto del estadio un juego de la liga y tres de competencias sudamericanas, así como un año de suspensión de torneos de la CONMEBOL hacia Cuauhtémoc Blanco.
El Apertura 2004 concluyó como otro mal torneo para las Águilas, primero se dio la controversial contratación del exjugador águila Oscar Ruggeri, que trajo refuerzos que no terminaron funcionando: Sebastián Saja, Djalminha, Horacio Ameli y Claudio López (el único que destacó y permaneció en el club); también se dio la salida de Cuauhtémoc Blanco a los Tiburones Rojos del Veracruz, y la de Ricardo Rojas a la Universidad Católica, después de la jornada 6 Ruggeri se marchó de México, por lo que su lugar fue ocupado por Mario Carrillo, el equipo finalizó en lugar 13.

#### El campeón menos vencido
En el torneo de Clausura 2005 consiguen el título de liga bajo el mando de Mario Carrillo. Calificaron a la liguilla en 3.º de la tabla, producto de 7 victorias, 9 empates y una derrota (30 puntos). Eliminaron en cuartos de final a Santos Laguna (global 3-3) y vencieron por partida doble a Cruz Azul en semifinales (6-3 global). En la final derrotan a los Tecos de la UAG con un global de 7-4, 1-1 en la ida en Zapopan y 6-3 en el Estadio Azteca (con dos goles de Aarón Padilla, dos de Claudio López, y tantos de Jesús Mendoza y Cuauhtémoc Blanco). En este torneo América estableció el récord de menos derrotas, incluyendo liguilla (aunque empató más de la mitad de sus partidos), se coronó campeón de liga con una sola derrota, ocurrida en temporada regular, en los 23 juegos que disputó para obtener el título (17 de temporada regular y 6 de liguilla) con un balance general de 10 victorias, 12 empates y una derrota. Con jugadores como Claudio López, Cuauhtémoc Blanco, Kleber Boas, Aarón Padilla, Guillermo Ochoa, Pável Pardo, entre otros, las Águilas lograron obtener la corona el 29 de mayo del 2005, el mismo día en que el Estadio Azteca cumplía su 39 aniversario.
Así mismo lograron el título de Campeón de Campeones 2004-05 al vencer al UNAM 2-1 (doblete de Kléber Pereira) en el Estadio Azteca el 27 de julio, luego de haber empatado a cero en la ida cuatro días antes. En el Apertura 2005, el equipo mantuvo un buen nivel terminando como líder general de la competencia y estableciendo la plusmarca de mayor número de partidos sin conocer la derrota en el fútbol mexicano, con 28 entre la jornada 7 del Clausura y la 11 del Apertura 2005 (curiosamente el récord anterior, también le pertenecía al equipo —1971/1972 con 24 juegos—). La histórica racha se extendió a un total de 32 duelos oficiales, considerando los dos juegos del Campeón de Campeones contra UNAM y los dos correspondientes a la serie de octavos de final de la Copa Sudamericana 2005 ante Atlético Nacional (torneo de debut para el equipo en esta competencia, donde quedaría eliminado en la ronda de cuartos de final frente a Vélez Sarsfield). Sin embargo en la liguilla es eliminado sorpresivamente por Tigres con una goleada de 4-1 en el mismo Estadio Azteca en la fase de cuartos de final (luego de haber ganado la ida 3-1).
El 19 de abril de 2006 obtiene la Copa de Campeones de la Concacaf 2006, el quinto título de este torneo en su historia al derrotar al Toluca, por 2-1 en tiempo extra, en juego celebrado en el Estadio Azteca, los anotadores fueron Kléber Boas y Duilio Davino; el partido de ida había concluido con empate a cero. Con este campeonato, logró su pase a la Copa mundial de clubes 2006. En dicho torneo había vencido en cuartos de final a Portmore United (global 7-3) y en semifinales a Alajuelense (global 2-1).
El Apertura 2006 bajo la dirección técnica de Luis Fernando Tena parecía cambiar el rumbo del equipo, ya que el club lograba ocupar los primeros lugares nuevamente, ganó 9 partidos, empató 3 y perdió 5, en cuartos se enfrentó al Atlas al cual logró eliminar duramente; en semifinales enfrentó a Guadalajara, sin embargo el Rebaño con un global de 2-0 logró acceder a la final.
El 11 de diciembre debuta en el Copa Mundial de Clubes de la FIFA 2006, no obstante tuvo una mala actuación, en la cual solo ganó el partido contra el equipo Jeonbuk Hyundai Motors de Corea del Sur, para después perder con el FC Barcelona (España) quien les goleó 4-0 y terminó siendo derrotado por el equipo Al-Ahly (Egipto) en el partido por el tercer lugar.
En 2007, América se convierte en el equipo mexicano con mayor actividad futbolística en un año al disputar 71 partidos, (34 de liga, 8 de liguilla, 12 de Copa Libertadores, 8 de Copa Sudamericana, 3 del torneo amistoso de pretemporada Superliga, 4 del torneo Interliga y 2 del torneo amistoso Copa Panamericana). A pesar de la intensa actividad el equipo logra actuaciones sobresalientes, pero no exitosas; al perder la final del Clausura 2007 ante el Pachuca con global 3-2, sufriendo apenas su segunda derrota como local en finales de liga y con la salida de su último jugador emblemático: Cuauhtémoc Blanco. En este torneo repitió la liguilla en cuartos contra Atlas y en semifinales contra Guadalajara cambiando la historia del torneo anterior.
En el ámbito internacional, concluyó como segundo lugar de grupo en la Copa Libertadores 2007 por debajo del Libertad y por encima de Banfield y Nacional de Ecuador, superó en octavos de final a Colo-Colo; sin embargo es eliminado en cuartos de final por Santos de Brasil; no obstante fue el primer equipo mexicano en tener al líder de goleo de una Copa Libertadores, y fue Salvador Cabañas con 10 goles. Obtiene el subcampeonato de la Copa Sudamericana 2007 al caer por la regla del gol de visitante contra Arsenal de Sarandí. Alcanzó la última instancia, luego de eliminar en octavos de final al campeón vigente Pachuca (global 4-3), en cuartos a Vasco da Gama (global 2-1) y en semifinales al Millonarios de Colombia (global 5-2). El partido de ida el 30 de noviembre de 2007 en el Estadio Azteca terminó 2-3. En el partido de vuelta, jugado el 5 de diciembre de 2007 en el Estadio Presidente Perón, el equipo logró anotar los dos goles de visitante que le hacían falta para obtener el título, por conducto de un autogol de Cristian Díaz al minuto 18 y Juan Carlos Silva al 62, pero en el minuto 83 Martín Andrizzi anotó el gol del empate global y Arsenal se coronó por el ya mencionado criterio de desempate.
En el torneo de Clausura 2008 se colocaron en el lugar 18 de la tabla general, incluidos 11 partidos consecutivos sin ganar, siendo este su peor torneo y quedando por primera vez en la historia en el último lugar. En este mal torneo estuvieron al mando Daniel Brailovsky, quien después de la derrota ante el Atlas fue destituido de su cargo, por lo que se contrató a Rubén Omar Romano, quien no mejoró la situación con 9 derrotas y un empate en la liga, después de la derrota en el partido de ida de los octavos de final de la Copa Libertadores en el Azteca este renunció y el puesto fue dejado a Juan Antonio Luna, que solo pudo obtener el pase hasta semifinales en la Libertadores y un triunfo por 1-0 ante el Monterrey en la última jornada, siendo el único partido de liga en que dirigió a las Águilas.
No obstante tuvo una sobresaliente participación en la Copa Libertadores 2008, contrastando con su nivel en el torneo local, manifestó un destacado nivel competitivo frente a los rivales sudamericanos, haciéndose fuerte como local, clasificó como segundo lugar de grupo por debajo de River Plate y por encima de Universidad Católica y Universidad de San Martín. Fue en este punto cuando el 7 de mayo de 2008 llegó la histórica y sorpresiva victoria 3-0 en el Estadio Maracaná sobre el Flamengo, esto en el partido de vuelta de la ronda de octavos de final, aún más cuando América había perdido el juego de ida 2-4 en el Estadio Azteca. Posteriormente eliminó con global 2-1 a Santos en cuartos de final. El equipo concluyó su actuación al ser eliminado en semifinales ante la Liga Deportiva Universitaria de Quito por la regla del gol de visitante, luego del empate 1-1 global. Salvador Cabañas repitió como líder de goleo en el máximo certamen sudamericano con 8 goles, siendo con ello el máximo goleador de clubes mexicanos en Copa Libertadores.
En el Apertura 2008, tratando de superar los malos resultados de la temporada anterior se contrata al técnico argentino Ramón "El Pelado" Díaz; este año se convirtió en el segundo en el que el conjunto de Coapa no calificaba a la liguilla en los dos torneos cortos anuales.
Para el Clausura 2009, el Pelado dirigió otros cuatro partidos, hasta que una derrota en el Azteca ante el Pachuca fue cesado y se le dio su puesto al hombre que hizo campeón a la Selección mexicana sub-17 en Perú 2005: Jesús Ramírez, pero su falta de experiencia con equipos de Primera División fue la que hizo que el equipo no pudiera levantarse en aquella temporada y con este fueron tres torneos seguidos sin asistir a una liguilla, situación que no ocurría desde las temporadas 1972-73, 1973-74 y 1974-75.
Llegó el Apertura 2009 y aún con Ramírez al mando, finalmente regresaron a una liguilla, después de tres torneos sin poder lograrlo, pero en cuartos de final se enfrentaron a los Rayados quienes eliminaron a las Águilas por marcador global de 2-1.

### Años 2010: década de éxitos
En el Torneo Bicentenario 2010 Jesús Ramírez siguió con el equipo y nuevamente los llevó a cuartos de final donde cayeron con Toluca por global de 4-2, y finalmente Ramírez salió del equipo. En ese mismo torneo sufrieron la baja de Salvador Cabañas debido a una herida por arma de fuego en la cabeza el 25 de enero de ese año.
Al llegar el Apertura 2010 volvió Manuel Lapuente, con quien ya habían ganado el título del Verano 2002. Clasificaron a la liguilla donde eliminaron a San Luis en cuartos de final, pero en semifinales tropezaron con Santos Laguna (global 5-4).
En el Clausura 2011 apenas en la jornada 3 Lapuente fue separado nuevamente del club, para ocupar ese puesto regresó Carlos Reinoso quien no dirigía a las Águilas desde el Invierno 1998; lograron llegar hasta cuartos de final donde los eliminó Morelia. Después de tres años volvían a una competencia sudamericana, la Copa Libertadores 2011, lideraron su grupo por delante de Fluminense, Nacional y Argentino Juniors, en esta ocasión alcanzaron la ronda de octavos, siendo eliminados por Santos. Además hubo desacuerdos con la directiva, ya que el Azteca sería usado para una serie de conciertos del grupo U2. Mientras se buscaba una cancha neutral para jugar la liguilla y la segunda fase de la Libertadores, finalmente se decidió por La Corregidora en Querétaro, pero este escenario no benefició al equipo, ya que empataron su juego contra Santos y perdieron con Morelia siendo eliminados de ambas competencias.
El Torneo Apertura 2011 se convirtió en otro muy mal torneo para las Águilas, pues solo ganaron 3 encuentros, empataron 6 y perdieron 8 terminando en el lugar 17 de la tabla general.
En el mes de noviembre de 2011, el ex-americanista Ricardo Peláez es presentado como nuevo presidente del club, ocupando el lugar de Michel Bauer, este mismo mes se presentó como nuevo estratega a Miguel Herrera.
En el Clausura 2012 fue uno de los protagonistas al concluir en tercer lugar con 32 puntos (9 victorias 5 empates y 3 derrotas). En los cuartos de final se enfrentó a Pachuca a quien derrotó por global de 3-2 (3-1 en Hidalgo en la ida y 0-1 en el Azteca de vuelta) ya en semifinales se enfrentó a los Monterrey pero fue eliminado con global de 2-0 después de empatar a cero en el Estadio Azteca y ser derrotados 0-2 en el Estadio Tecnológico.
Para el Apertura 2012 nuevamente bajo la conducción de Miguel Herrera, el América hace una buena campaña ganando 8 partidos, empatando 7 y solo perdiendo 2. En la liguilla venció por marcador de 3 a 2 a Morelia, ganando 2-0 en el Estadio Morelos y perdiendo 1-2 en el Estadio Azteca, en semifinales cayó por marcador de 3 a 2 global ante el Toluca. Al tiempo que, en el retorno del torneo de Copa México, el equipo quedó eliminado en fase de grupos.

#### La dramática final contra Cruz Azul
América hizo una regular campaña en la Copa México Clausura 2013, al quedar en la posición número uno en la fase de grupos. Sin embargo no pudo avanzar a la final, ya que enfrentando al Cruz Azul en semifinales y tras un agónico empate a un gol, el juego fue directamente a penales, en los cuales Aquivaldo Mosquera erró el último penal dándole ventaja a la Máquina Cementera, la cual accedió a la final donde a la postre sería campeón.
Para el torneo Clausura 2013 se presenta la consolidación del proyecto de reestructuración iniciado por el club al contratar a Miguel Herrera y Ricardo Peláez. Finalizó la temporada regular como 2.º de la tabla general producto de 9 triunfos, 5 empates y 3 derrotas (32 puntos), balance de 30 goles a favor y 15 en contra. Enfrentó y venció con doble triunfo a Pumas UNAM (global 3-1); en semifinales, luego de un trepidante empate a 2 en la ida, venció como local 2-1 a Monterrey. La gran final sería ante otro grande del balompié nacional: Cruz Azul.
Con una serie más (la tercera en finales, luego de la de 1971-72 y 1988-89) del Clásico Joven entre América y Cruz Azul, se disputó el juego de ida el 23 de mayo en el Estadio Azul, que terminó con triunfo cruzazulino 1-0 con gol de Christian Giménez.
El partido de vuelta en el Azteca, generó tal expectativa, que posteriormente se convirtió en el partido más visto en la historia del fútbol mexicano dentro de los torneos de liga. El duelo marcó la pauta en el fútbol nacional en lo que se refiere a audiencia tras las expectativas generadas a lo largo de la semana por dos de los equipos más populares en México. Fueron 41 puntos de audiencia los que marcó el duelo que fue transmitido por Televisa, cifra que marca un récord en la liga mexicana, pues ninguna de las finales anteriormente disputadas se había acercado a ese registro.
El 26 de mayo del 2013 la expectativa generada por el duelo fue correspondida con una de las finales más emotivas en la historia de la Liga Mexicana. El partido comenzó con una expulsión al minuto 13 para Jesús Molina de América, que dejó en desventaja numérica al cuadro local, sin embargo esto no fue bien aprovechado por el conjunto celeste que no modificó su propuesta de sostener la ventaja conseguida en la ida y luego por el gol conseguido por Teófilo Gutiérrez al minuto 20, lo que ponía el global 2-0. Al segundo tiempo Cruz Azul no aprovechó las ventajas ante el equipo local, y no tardo en padecer las consecuencias de los ataques americanistas. Un tiro de esquina cruzó el área sin que nadie pudiera rematar, Christian Bermúdez volvió a centrar de primera intención, centro que fue rematado por Aquivaldo Mosquera al minuto 88 para anotar el primer gol americanista; en tiempo de compensación (minuto 90+3) luego de tiros de esquina infructuosos, Moisés Muñoz remató la pelota y con un ligero desvío del defensa rival Alejandro Castro consiguió el gol de la igualada en el global, y del triunfo en el juego de vuelta. Lo cerrado o precautorio de los tiempos extras llevó la definición del título a la tanda de tiros penales. Por Cruz Azul anotaron Rogelio Chávez y Gerardo Flores, fallaron Javier Orozco y Alejandro Castro. En tanto que por el América anotaron Raúl Jiménez, Christian Benítez, Osvaldo Martínez y el tiro definitivo a cargo de Miguel Layún.
Con este título América jugó la Liga de Campeones de la Concacaf 2013-14 para obtener su pase al Copa Mundial de Clubes de la FIFA 2014 como representante de Concacaf, sin embargo fue eliminado por primera vez en primera ronda. El torneo Apertura 2013 significó la defensa del título a buen nivel, alcanzando el liderato general de la competencia con 11 ganados, 4 empatados y 2 perdidos (37 puntos), en la liguilla eliminó en cuartos de final a Tigres (global 3-3), en semifinales a Toluca (global 3-2). En la gran final enfrentó a León; en ella América perdió por primera vez en la historia los dos juegos de la gran final (global 1-5), y también por primera ocasión perdió un juego de vuelta, y en consecuencia el título, en un duelo celebrado en el Estadio Azteca donde hasta ese día (15 de diciembre de 2013) había obtenido todos los títulos que definió ahí, en juegos ida-vuelta.
El mal paso de la selección mexicana en la eliminatoria mundialista (que derivó en la destitución de tres técnicos en el proceso), combinado con el buen desempeño del club en el torneo de liga, llevó a la FMF a nombrar provisionalmente al técnico americanista Miguel Herrera como entrenador de la equipo mexicano para cumplir los duelos de repechaje contra Nueva Zelanda y conseguir finalmente la clasificación, todo ello con una base de jugadores americanistas. Posteriormente se nombró de manera definitiva como director técnico nacional a Herrera, y al club capitalino llegó como entrenador el argentino Antonio Mohamed, quien ante la premura del nuevo torneo Clausura 2014, sumado al desgaste y actividad de los jugadores, tuvo el peor desempeño estadístico de los últimos dos años y consecuentemente esto derivó en la eliminación del equipo en la ronda de cuartos de final frente a Santos Laguna.

#### Doblete: Liga y Concacaf
En el Apertura 2014, el club concluyó por decimonovena ocasión en el primer lugar de la tabla general con 31 puntos, resultado de 9 victorias, 4 empates y 4 derrotas. En la liguilla, enfrentó en los cuartos de final a Pumas de la UNAM, dividiendo victorias por idéntico 1-0, ante el empate global, el equipo clasificó por su mejor posición en la tabla. En semifinales eliminó sin dificultades a Monterrey por global de 3-0. En la gran final se enfrentó con Tigres UANL, y tras perder el partido de ida 1-0 en el estadio Universitario, en la vuelta el 14 de diciembre de 2014 en el Estadio Azteca, América remontó con marcador 3-0 (global 3-1), con tantos de Michael Arroyo, Pablo Aguilar y Oribe Peralta, obteniendo de esta forma un título más de liga.
Tras la final, Antonio Mohamed dejó el cargo de entrenador después de los rumores que se dieron durante toda la fase final en relación con su eventual reemplazo. El 18 de diciembre de 2014, Gustavo Matosas fue presentado de manera oficial como nuevo entrenador rumbo al Clausura 2015.
De manera simultánea al torneo de liga, el equipo disputó la ronda de grupos de la Liga de Campeones de la Concacaf 2014-15; en ella se ubicaría en la primera posición de su sector, por encima de Bayamón y Comunicaciones. Sus resultados incluyeron la segunda mayor goleada en la historia de la institución, al vencer como visitante 10-1 a Bayamón. La actividad de dicho certamen se reanudó en el mes de febrero con la ronda de cuartos de final, enfrentando a Deportivo Saprissa. En esta llave las Águilas eliminaron al cuadro centroamericano con global de 5-0. En las semifinales se enfrentarían a otro equipo tico, el Herediano. En el juego de ida en Costa Rica, los azulcremas fueron derrotados sorpresivamente 3-0, dejando un marcador desfavorable para la vuelta; sin embargo el 8 de abril en la cancha del Estadio Azteca, el equipo dirigido por Matosas reaccionó al notable apoyo ejercido por su afición, y en menos de treinta minutos dio vuelta al marcador global, terminando incluso por superar en tres, la diferencia de goles, al concretar ya en el segundo tiempo el 6-0 definitivo (6-3 global). De este forma clasificó a la final donde enfrentaría a Montreal Impact.
El partido de ida ante el Impact de Montreal se disputó el 22 de abril en la cancha del Estadio Azteca. El duelo que fue relativamente cerrado, ya que América no concreto varias oportunidades de anotación, tuvo al cuadro canadiense arriba en el marcador desde el minuto 16 con tanto de Ignacio Piatti. Al final Oribe Peralta definió el empate a uno en el minuto 89.
El juego de vuelta se escenificó en el Estadio Olímpico de Montreal el 29 de abril de 2015. Nuevamente el cuadro azulcrema se vio abajo en el marcador, antes de los diez minutos de juego, con un tanto de Andrés Romero. Sin embargo en el segundo tiempo el equipo mexicano reaccionaria de manera contundente con un triplete del argentino Darío Benedetto, que complementado con un gol de Oribe Peralta, daría vuelta al marcador y concretaría la victoria 4-2 (5-3 global) y por ende el sexto título de la competencia para América.
De forma paralela a su actuación en las rondas finales del torneo de Concacaf; el equipo azulcrema realizó una aceptable defensa de su título como campeón vigente, en el torneo Clausura 2015, al concluir en el segundo lugar de la clasificación general, empatado nuevamente con Tigres UANL (a quien favorecía la diferencia de goles). Sin embargo el equipo no pudo ir más allá de la ronda de cuartos de final, al quedar eliminado con marcador global de 5-7 frente a Pachuca.

#### Campeonato internacional en el centenario
Luego de la salida de Gustavo Matosas, y de manera contraria al perfil común de técnicos manejado en el equipo, se dio la llegada de Ignacio Ambriz; quien como jugador había sido compañero del presidente deportivo del club Ricardo Peláez en Necaxa y como entrenador en San Luis estuvo bajo las órdenes de José Romano (presidente operativo de la institución) cuando este fue mandatario del cuadro potosino. Su llegada fue motivo de severas críticas por parte de medios y aficionados que veían en su figura, una personalidad alejada, no solo de sus inmediatos antecesores, sino de las exigencias actuales del equipo. Su comienzo se dio en la edición del Campeón de Campeones 2014-15 (acudió como campeón del Apertura 2014), donde perdió el título a manos de Santos Laguna 1-0 (campeón del Clausura 2015), en duelo único celebrado en Frisco, Texas. Durante la campaña regular del torneo de liga Apertura 2015, mostró un nivel irregular al comenzar con una derrota frente a Puebla, hilvanar cinco victorias y después varias derrotas en el Azteca, incluido el clásico. El equipo finalizó en sexto lugar, eliminó en cuartos de final a León con marcador global de 5-3 y después fue goleado 3-0 como local en la ida de las semifinales ante uno de sus acérrimos rivales, el equipo de Universidad Nacional. El conjunto americanista estuvo a punto de realizar la hazaña de clasificar al ponerse momentáneamente 3-0 en el duelo de vuelta, sin embargo no lo consiguió y de esta forma fue eliminado.
Al mismo tiempo el equipo disputó la ronda de grupos de la Liga de Campeones de la Concacaf 2015-16 en la que concluyó como líder de su sector con diez puntos, producto de tres triunfos y un empate. Sus rivales habían sido Walter Ferretti de Nicaragua y Motagua de Honduras. El equipo enfrentaría en la serie de cuartos de final a Seattle Sounders.
Finalmente el equipo terminó su actuación en el año al participar en la Copa Mundial de Clubes de la FIFA 2015, donde enfrentó al campeón de la AFC, Guangzhou Evergrande de China en la ronda de cuartos de final. El equipo mexicano cayó derrotado 2-1 y tuvo que conformarse con la disputa de un duelo por el quinto puesto ante el campeón de la CAF, Mazembe de la RD de Congo, escuadra a la que venció con marcador de 2-1.
Situados en el primer semestre del año de su centenario, el equipo afrontó la disputa de las rondas finales de la Liga de Campeones de la Concacaf 2015-16. Haciendo patente su fortaleza como local en el Estadio Azteca durante los encuentros definitivos, el equipo superó de manera cerrada sus eliminatorias ante Seattle Sounders en cuartos de final (2-2 en la ida, 3-1 en la vuelta) y Santos Laguna en semifinales (0-0 en la ida, 1-0 en la vuelta). En la final enfrentaría al vigente campeón de liga mexicana los Tigres UANL. El duelo de ida que había generado la expectativa de un encuentro cerrado, fue dominado por el equipo azulcrema que venció 2-0 (goles de Darío Benedetto y Osvaldo Martínez) en el Universitario de Nuevo León a los regiomontanos. Finalmente el 27 de abril de 2016, América ganó su segundo título consecutivo en la Liga de Campeones de la Concacaf, al vencer 2-1 a Tigres en el partido de vuelta en el Estadio Azteca y al adjudicarse la serie 4-1 en el global. Andre-Pierre Gignac les dio a los visitantes una ventaja 1-0 a los 39 minutos, pero el anfitrión logró anotar dos veces en la parte de complemento a través de Michael Arroyo (68 ') y Osvaldo Martínez (de penal en el minuto 87).
Con el triunfo, el Club América obtuvo un lugar en la Copa Mundial de Clubes de la FIFA 2016 y logró imponer a la vez, la plusmarca como el equipo con más títulos a nivel de clubes del máximo certamen del área con siete; Y de paso en el primer equipo de la zona en alcanzar los 10 títulos internacionales.
A la par del certamen continental, el equipo mantuvo un relativo protagonismo en la liga al permanecer en la disputa de los primeros lugares de la tabla general en el Clausura 2016, sin embargo las constantes indisciplinas y fallas en el nivel y sistema de juego derivaron en la eliminación en la fase de semifinales frente a Monterrey.
En el segundo semestre del año, dentro del torneo de liga Apertura 2016, una serie de resultados negativos ocasionó el cese del técnico Ignacio Ambriz; quien sería sustituido por Ricardo La Volpe, que ya había dirigido al club veinte años atrás en el Invierno 1996. Dentro del torneo de Copa México Apertura 2016 el equipo (aún con Ambriz) había clasificado como líder general a la ronda de octavos de final, donde (ya con La Volpe en el banquillo) eliminó a Veracruz 1-0, para luego dar cuenta de Chiapas 3-2 en cuartos de final; finalmente fue eliminado en la ronda de semifinales al caer en la serie de penales 3-4 con Guadalajara, luego de concluir el tiempo reglamentario con empate a uno.
América clasificó a la liguilla como quinto lugar de la tabla general; eliminó en cuartos de final a Guadalajara con marcador global de 2-1 y en semifinales ganaría la serie 3-1 a Necaxa. Al calificar a la final, y tal como lo establecía el reglamento vigente, la serie definitiva se pospuso mientras el equipo participaba en la Copa Mundial de Clubes de la FIFA 2016.
En el certamen internacional comenzó su participación en la ronda de cuartos final el 11 de diciembre frente al Jeonbuk Hyundai de Corea del Sur, campeón asiático, a quien venció 2-1. En semifinales enfrentó el 15 de diciembre al campeón de Europa, el Real Madrid; el resultado fue favorable para el conjunto merengue dos goles a cero, ambos tantos cayeron en los tiempos de compensación del primer y segundo tiempo. Finalmente el 18 de diciembre, y luego de remontar un marcador adverso de 2-0, empatando a dos tantos, el equipo caería 3-4 en la ronda de penales frente al Atlético Nacional de Colombia, esto en el marco del duelo por el tercer lugar.
De regreso a México el equipo afrontó la final del campeonato de liga frente a Tigres UANL. El juego de ida en el estadio Azteca concluyó con empate a un gol. En la vuelta, que se disputó el 25 de diciembre de 2016, y en el marco de un cerrado encuentro, terminó con empate a cero en los primeros noventa minutos. En los tiempos extra cayeron los goles, uno por cada equipo, por lo que la igualada derivó en la definición de penales, misma que perdería el club 3-0.
Con la continuidad de Ricardo Lavolpe, el equipo afrontó los dos torneos locales del primer semestre de 2017. En el torneo de Copa logró la clasificación a la ronda de octavos de final, misma donde caería ante Tijuana, perdiendo en duelo único un gol por cero. En la liga, nuevamente mostró irregularidad y finalizó el certamen en noveno lugar, perdiendo la posibilidad de clasificar en las últimas jornadas, cuando acumuló tres derrotas consecutivas, dos de ellas como local, y bastándole apenas un punto para clasificar. En medio de la caída en el nivel deportivo del equipo, se presentó la renuncia, de quien había sido presidente deportivo del club desde 2011, Ricardo Peláez. La eliminación del equipo significó su primera ausencia en fase final desde el Apertura 2011, luego de diez liguillas consecutivas.
La eliminación prematura del torneo anterior significó la salida de Lavolpe y el retorno de Miguel Herrera. Sin embargo la mala planeación, las dificultades financieras para conformar un plantel competitivo, las constantes lesiones y las reiteradas bajas de juego, ocasionaron nuevamente participaciones que, aunque estadísticamente aceptables (como el tercer lugar de la tabla general en liga), resultaron en fracasos para las aspiraciones del club. En los torneos de Supercopa 2017 (perdió 2-0 ante Querétaro, asistió ante la imposibilidad del vigente campeón de copa para jugar dos partidos el mismo día —Guadalajara, también campeón de liga, jugaría el campeón de Campeones— y habilitado por ser quien acumuló más puntos en el ciclo anual del torneo); Liga Apertura 2017 (eliminado por el eventual campeón Tigres en semifinales con global de 4-0, y luego de cuatro partidos sin anotar gol) y Copa Apertura 2017 (eliminado en semifinal por Monterrey en ronda de penales, y sin concretar ninguno de los tres tiros ejecutados), a pesar de mantenerse con aspiraciones en las fases finales, concluyó un año sin obtener título alguno por primera vez desde 2012.
Aun cuando se solventaron algunas de las problemáticas acontecidas en el torneo anterior, el club permaneció con una serie de altibajos que lo llevó a competir activamente en el torneo de liga Clausura 2018 y en la Liga de Campeones de la Concacaf 2018. En el torneo local alcanzó la segunda posición de la tabla general, pero fue eliminado en semifinales con global 3-6 ante Santos Laguna; mientras que en la competencia internacional fue eliminado sorpresivamente en semifinales por Toronto con global 2-4.

#### Ciclo 2018-19 con tres títulos
A pesar de los fracasos acontecidos la temporada anterior, el equipo mantuvo al director técnico Miguel Herrera y reforzó algunas de sus líneas para disputar los dos torneos caseros del segundo semestre del año. En la Copa México Apertura 2018 volvió a clasificar con relativa comodidad a la segunda ronda; sin embargo, luego de empatar en el tiempo reglamentario a dos tantos, cayó en penales con Fútbol Club Juárez en la fase de octavos de final. En tanto en el torneo de liga Apertura 2018, a pesar de algunos resultados adversos, el equipo concluyó en segundo lugar de la tabla general. En la fase final eliminó con marcador global de 5-4 a Toluca en cuartos de final y 7-2 a UNAM en semifinales. En la final enfrentaría, por cuarta ocasión en serie definitiva, al líder general de la competencia (y desde ese certamen compañero en el Estadio Azteca) Cruz Azul. El partido de ida, a pesar de la expectativa generada deslució con un marcador de empate a cero. El duelo de vuelta el 16 de diciembre permaneció cerrado en términos futbolísticos, hasta el minuto 50 cuando Edson Álvarez adelantó al cuadro azulcrema (visitante administrativo) con un disparo fuera del área; este mismo jugador concretaría al minuto 89 el dos a cero definitivo con el que América se coronó campeón de liga.
En el primer semestre de 2019, y aun cuando era el campeón vigente de liga, el equipo buscó solventar algunas de las carencias ofensivas que había padecido en el torneo de su coronación, por ello se presentaron las incorporaciones de Nicolás Castillo y Nicolás Benedetti. En la Copa México Clausura 2019 encabezó su grupo por encima de Atlético de San Luis y Necaxa, eliminó con marcador de 5-2 a Pachuca en octavos de final, derrotó a Guadalajara 2-0 en cuartos de final y 4-0 a Tijuana en semifinales. La final la disputó el 10 de abril de 2019 ante FC Juárez en el estadio Benito Juárez; las características cerradas en el estilo de ambos conjuntos, derivó en la definición a través de un gol por la vía del tiro penal, anotado por Emanuel Aguilera, con lo cual América se proclamó campeón de este certamen por primera vez desde 1973-74. No obstante, no pudo conseguir el doblete y el bicampeonato de liga luego de caer eliminado por el criterio de "mejor posición en la tabla" ante León en la fase semifinal de la Liga Clausura 2019.
Inició el nuevo ciclo futbolístico con la disputa del Campeón de Campeones 2018-19 el 14 de julio de 2019 en el Dignity Health Sports Park de Carson, California; en calidad de campeón de liga del Apertura 2018 se enfrentó al campeón de liga del Clausura 2019 Tigres de la UANL. El encuentro concluyó en el tiempo regular con empate a cero; la definición fue directamente a tanda de penales, donde el equipo conquistó su sexto campeonato del certamen con marcador de 6-5, en la tercera ronda de muerte súbita, siendo el portero Agustín Marchesín el anotador de dicho tanto.
Durante el segundo semestre de 2019 el equipo únicamente disputó la Liga Apertura 2019, sin embargo se vio inmerso en una serie de dificultades no planeadas, que volvieron irregular su paso durante el certamen; las bajas por traspaso al extranjero de Edson Álvarez, Mateus Uribe y Agustín Marchesín, y las constantes lesiones en las que vieron involucrados la mayoría de los titulares, mellaron significativamente el nivel de juego del equipo, no obstante de haber incorporado contrataciones destacadas, que incluyeron a las figuras mexicanas Guillermo Ochoa y Giovani Dos Santos, así como el juvenil uruguayo Federico Viñas (que se destacó por su goles decisivos). El club concluyó la fase regular en sexto lugar, en la liguilla trascendió su capacidad de respuesta al remontar en los juegos de vuelta, marcadores adversos de los encuentros de ida, frente a Tigres y Morelia en cuartos de final y semifinales respectivamente. Sin embargo en la final, y a pesar de haber momentáneamente repetido la fórmula, es decir, remontar la derrota de la ida, frente a Monterrey en el juego de vuelta, este empató el marcador global (3-3) y superó al equipo de Coapa en la tanda de penales 4-2, todo esto en el Estadio Azteca el 29 de diciembre de 2019.

### Años 2020
En el primer semestre del año 2020 el equipo habría de tener participación en el torneo de liga Clausura 2020 y en la Liga de Campeones de la Concacaf 2020. Encararía ambas competencias considerablemente disminuido al presentar nuevas bajas por lesión, la salida al extranjero del mediocampista Guido Rodríguez y problemas extracancha de algunos jugadores. Sin embargo, a la altura de la jornada 10 del campeonato local (ubicado en el cuarto lugar) y después del partido de ida de los cuartos de final del torneo continental (había eliminado en octavos de final en penales a Comunicaciones y vencido 3-0 en el mencionado juego de cuartos a Atlanta United), el 15 de marzo de 2020 se decretó la suspensión del torneo de liga (previamente el certamen continental también) por la contingencia sanitaria derivada de la Pandemia por COVID-19. La postergación de la competición local alcanzó un punto crítico hasta que el 22 de mayo de 2020, y por primera vez desde el campeonato 1930-31, las autoridades de la liga determinaron la finalización del torneo.
Reiniciada la actividad en el marco de la denominada "nueva normalidad" por la Pandemia de COVID-19, el equipo continuó arrastrando la serie de problemáticas con las que inició y terminó el inconcluso torneo anterior, es decir, lesiones, bajas de juego, indisciplinas y ahora contagios por COVID-19. La situación hizo crisis con las tempranas eliminaciones en cuartos de final de la liga Guard1anes 2020 y la semifinal de la postergada Liga de Campeones de la Concacaf 2020; lo anterior, aunado a su reincidente indisciplina, derivaron en la destitución de Miguel Herrera.
El equipo inició una etapa de renovación con la llegada al banquillo del entrenador argentino Santiago Solari, quien por principio pretendió recuperar el nivel de jugadores que habían estado a la baja y concluir con la larga racha de lesiones que mermaban al equipo, también realizó la novedosa incorporación de un jugador surgido de la Fábrica del Real Madrid, Álvaro Fidalgo; modificó la dinámica y rutina de las concentraciones, la metodología, disciplina y seriedad de los entrenamientos (contrastante con el bajo nivel y falta de trabajo del anterior entrenador). El torneo de liga Guard1anes 2021 se desenvolvió de manera satisfactoria ante el mejoramiento del nivel de juego del equipo, en decaimiento los últimos tres años; esto se manifestó en la consecución de una destacada racha histórica sobre la cancha de diez victorias consecutivas entre las jornadas 5 y 14, cortada a siete luego que una alineación indebida de Federico Viñas (quien no jugó, pero estuvo en la banca sin registro formal durante 30 minutos) ocasionara se le retiraran los tres puntos del triunfo 2-0 sobre Atlas de la fecha 7. Sin embargo, sumando una victoria en la Liga de Campeones de la Concacaf 2021, en medio de la racha liguera, permitió a Solari y al equipo empatar la marca de ocho triunfos consecutivos en partidos oficiales (implantada en 1974-75, 1993-94 y Verano 1997). En este torneo al terminar el primer semestre del año el club alcanzó la ronda de semifinales luego de eliminar a Olimpia (2-2 por gol de visitante) y vencer 4-2 en el global a Portland Timbers. La siguiente fase se jugaría en agosto.
En tanto en el torneo de liga se concluyó con la mejor marca en torneos cortos para un técnico debutante, y en general se empató el mejor desempeño estadístico en un certamen corto de 17 fechas, al terminar con 38 puntos, producto de 12 victorias, dos empates y tres derrotas finalizando en el segundo lugar de la tabla (los mismos del Apertura 2005 donde América fue líder general; y por debajo de las 43 unidades del Apertura 2002, torneo de 19 jornadas). No obstante, y con las desventajas de no haber renovado el plantel en puestos claves por la premura del cambio en la dirección técnica, el equipo no logró superar puntuales deficiencias que se acarreaban del pasado y cayó eliminado por gol de visitante (global 5-5) ante Pachuca en cuartos de final.
En el segundo semestre del año el equipo disputó las semifinales de la Liga de Campeones de la Concacaf 2021, superando a Philadelphia Union; su rival en la final fue Monterrey, sin embargo caería por primera vez en la historia de la serie definitiva por el título de la confederación, luego de haber ganado siete de siete. En el torneo de liga Apertura 2021 mantuvo un nivel de competencia óptimo para concluir nuevamente como líder general de la competencia con 35 puntos en la fase regular, sin embargo cayó por global 3-1 con Pumas de la UNAM en la ronda de cuartos de final. En el Clausura 2022 a pesar de remontar catorce posiciones en la tabla general para clasificar a la fase final, luego de ocupar el último peldaño en la jornada 10 y concluir como cuarto lugar, el conjunto americanista cayó por global 4-1 en semifinales ante Pachuca.
En el Apertura 2022 nuevamente se presentó un mal inicio del equipo, y de nuevo remontó posiciones, en esta ocasión para concluir como líder general de la competencia con 38 puntos, la reacción se fraguó en gran medida al conseguir implantar una nueva marca de victorias consecutivas en la historia del club con nueve, racha acumulada entre las jornadas 7 y 14, pero incluyendo el duelo adelantado de la fecha 16, jugado entre las jornadas 10 y 11. El nivel balompédico destacado del equipo se refrendó en la ronda de cuartos de final al establecer la marca histórica de la liga del global más abultado en fase final, al derrotar 11-2 a Puebla. Sin embargo caería por global 3-2 en semifinales frente a Toluca.

#### Tricampeonato de liga 2023-24
Después del abandono de la dirección técnica del equipo por Fernando Ortiz, el equipo contrató al entrenador brasileño André Jardine, cabeza del campeón olímpico Brasil en Tokio 2020, para participar paralelamente en la primera versión oficial de la Leagues Cup y el torneo de liga Apertura 2023; a la vez de sumar las incorporaciones del delantero Julián Quiñones y el defensa Kevin Álvarez. Fuera de ellos (y la tardía llegada de Igor Lichnovsky), el conjunto "azulcrema" mantuvo la base de jugadores que desde tres años atrás habían iniciado un proceso de renovación, no concretado desde la etapa de Santiago Solari. La recuperación del estado físico de elementos afectados, la continuidad del nivel destacado de jugadores como Henry Martín, Diego Valdés y Álvaro Fidalgo, así como la consolidación de refuerzos de torneos pasados, serían los componentes de la sobresaliente actuación del club en ese semestre.
Luego de una temprana eliminación en el torneo norteamericano y de caer en su primer partido de fase regular en la liga, la escuadra americanista realizó una notable campaña reflejada en registros tales como la cadena de 19 partidos sin derrota, 20 juegos sin perder como visitante y 27 duelos consecutivos marcando gol, desde luego estas dos últimas rachas heredadas de certámenes anteriores. Todo esto le permitió concluir la fase regular como líder general de la competencia con 40 puntos (el mejor registro del equipo en torneos de 17 fechas), producto de 12 victorias, cuatro empates y solo una derrota; también finalizó como la mejor ofensiva con 37 goles y la mejor defensiva con 14 tantos encajados.
En la liguilla enfrentó en cuartos de final a León, a quien venció en el marcador global 4-2 (empate a dos en la ida, triunfo 2-0 en la vuelta). En semifinales definió la serie ante Atlético de San Luis desde el partido de ida al ganar con marcador de 0-5, lo que provocó el titubeo y descenso de nivel en la vuelta como local donde perdió 0-2, no obstante alcanzó su final de liga número dieciocho.
La serie por el título de liga sería ante el campeón vigente, Tigres de la UANL. El partido de ida el 14 de diciembre se jugó en el estadio Universitario de Nuevo León, este concluyó con empate a un tanto. Los "azulcremas" abrieron el marcador por la vía penal a través de Henry Martín, y Ozziel Herrera logró el empate para los "felinos".
El juego de vuelta se celebró el 17 de diciembre de 2023 en el Estadio Azteca, ante la expectativa de un duelo que enfrentaba por quinta vez en los últimos nueve años, en finales de competencia oficial, a estos dos conjuntos. En un partido cerrado en medio campo, con actuaciones destacadas de los porteros, el tiempo regular concluyó con empate a cero tantos. El desarrollo del partido cambio en la prórroga y se sucedieron los goles americanistas, primero marcó Julián Quiñones al minuto 91, después a través de un disparo de larga distancia lo hizo Richard Sánchez al 103 y Jonathan Rodríguez al 119 cerró la cuenta del 3-0 definitivo (4-1 global), y por ende la consecución del campeonato de liga.
Durante el primer semestre de 2024, el equipo inició su participación en la Copa de Campeones de la Concacaf 2024, alternando con la Liga Clausura 2024; en ambos torneos presentándose como uno de los favoritos, ya que conservó la mayor parte del plantel campeón y únicamente complementó la escuadra en algunas zonas. No resultó exitosa su incursión en el certamen continental, a pesar de resultados notables en las rondas previas (globales de 3-2 a Real Estelí en primera fase, 5-3 a Guadalajara en octavos de final y 9-2 a New England Revolution en cuartos de final) ya que cayó 3-2 con Pachuca en semifinales, perdiendo no solo la posibilidad de su octavo título confederativo, sino la clasificación a la Copa Mundial de Clubes de la FIFA 2025. Sin embargo, pese a un descenso en el ritmo futbolístico de varias de las figuras, mantuvo la inercia de resultados positivos en la campaña regular, concluyendo nuevamente como líder general de la competencia con 35 puntos, producto de diez victorias, cinco empates y dos derrotas (30 goles a favor y 12 en contra); este hecho no solo representó sus primeros lideratos hilvanados desde las campañas 1982-83 y 1983-84, sino concluir el ciclo futbolístico como el mejor equipo de la liga, que le redituaria, además de un galardón en el Balón de oro, su clasificación directa a la ronda de octavos de la Copa de Campeones de la Concacaf 2025.
En la fase final por el título, repitió en menos de dos semanas, enfrentamiento a eliminación directa con el Pachuca, en esta ocasión saliendo avante en los cuartos de final de la liga, empatando a dos en el global, y avanzando por su mejor posición en la tabla. En semifinales derrotó por global de 1-0 a Guadalajara; enfrentándose en la final de liga, por quinta vez en la historia a Cruz Azul. El partido de ida en el Estadio de la Ciudad de los Deportes concluyó con empate a un tanto; la vuelta se disputó el 26 de mayo de 2024 en el Estadio Azteca, está se definió por medio de un gol vía tiro penal cobrado por Henry Martín. El global 2-1 significó el bicampeonato para el conjunto americanista (no lo era desde las temporadas 1987-88 y 1988-89) y acreditarse automáticamente el Campeón de Campeones 2023-24.
El título automático del Campeón de Campeones derivó en su participación por el cetro de la Supercopa de la Liga MX 2024, competencia a duelo único, creada en 2022, para enfrentar al equipo que resultara bicampeón de liga del mismo ciclo futbolístico, contra el anterior ganador del Campeón de Campeones, en este caso Tigres de la UANL (vencedor en 2022-23). El partido se celebró el 30 de junio de 2024 en el Dignity Health Sports Park de Los Ángeles. El conjunto azulcrema conquistó el título al vencer 2-1 a los universitarios, con tantos de Javairô Dilrosun y Henry Martín.
El Torneo Apertura 2024 se desarrolló en medio de coyunturas que mermaron la actuación del equipo durante la fase regular; de inicio el club jugó la totalidad del certamen fuera del Estadio Azteca, al concretar su mudanza temporal (por la remodelación de su inmueble para la Copa del Mundo de 2026) al Estadio de la Ciudad de los Deportes; a lo largo de la campaña, dieciséis jugadores estuvieron al menos un partido ausentes por lesión; la falta de pretemporada que chocó nuevamente con la interrupción del torneo de liga debido a la Leagues Cup 2024, competición donde sería eliminado en la fase de cuartos de final. Todo esto ocasionó que, después de ocho torneos consecutivos, acabara por debajo de los cuatro primeros lugares de la tabla general; fue octavo con 27 puntos, producto de ocho victorias, tres empates y seis derrotas, anotando 27 goles y recibiendo 21.
En medio del torneo de liga, disputó y ganó la llamada Campeones Cup 2024, certamen que enfrentó a los campeones vigentes de la Major League Soccer 2023 y del Campeón de Campeones 2023-24 de la Liga MX. El 25 de septiembre en el estadio Lower.com Field de Columbus, Ohio venció 5-4 en la serie de penales (luego de empatar a un tanto en el tiempo reglamentario) al cuadro local, el Columbus Crew.
Por primera vez, desde que se restituye el repechaje (hoy llamado "play-in") en el Apertura 2020, América accede a la fase final por medio de dicha reclasificación, en esta derrotó por la vía de los penales (3-2) a Tijuana, luego de empatar a dos en el tiempo regular. En cuartos de final (como ganador de la primera ronda del play-in) fue sembrado como séptimo, para enfrentar al sublider Toluca, venciendo al cuadro mexiquense en los dos partidos de la eliminatoria por idéntico marcador de 2-0. En semifinales se reeditó la final del torneo anterior contra Cruz Azul, líder general de la competencia y favorito al cetro; ambos equipos compartían la localía de la Ciudad de los Deportes, el juego de ida terminó con empate a cero, y la vuelta, que sería destacada por la prensa como uno de los mejores partidos en la historia de la liguilla, concluyó con victoria americanista de 4-3. En la final enfrentó a Monterrey, el juego de ida tuvo que disputarse en el Estadio Cuauhtémoc de Puebla, debido al empalme el 12 de diciembre con un evento en la Plaza México, vecina de Ciudad de los Deportes; América ganó el duelo 2-1 con tantos de Kevin Álvarez y Alejandro Zendejas. El partido de vuelta se jugó el 15 de diciembre de 2024 en el Estadio BBVA; el primer gol del partido fue un tiro de larga distancia de Richard Sánchez que definió la serie, aun cuando un gol de "Rayados" caería en los últimos minutos del segundo tiempo. América consiguió el tercer tricampeonato de liga en su historia, el primero de cualquier institución desde el establecimiento de los torneos cortos (el conjunto azulcrema había sido el último tricampeón en 1983-84, 1984-85 y Prode 1985), y también el primer cetro de liga que conquista en una final de vuelta jugada fuera del Estadio Azteca.

## Símbolos

### Escudo
Desde su fundación, el 16 de octubre de 1916, el Club América ha mantenido el actual escudo, solo con ciertas variaciones y en temporales excepciones. El primer diseño que portó el club, desde su fundación hasta la década de los años 1940 (a excepción de un breve lapso de dos años en los que el club cambió de nombre), era de forma circular, la circunferencia de color azul, el círculo de color crema contenía la silueta del continente americano, en un tono similar un poco más oscuro, y con las iniciales «C» «A» en color azul marino flanqueándola. El creador del símbolo fue el mismo jugador que ideó el nombre de la institución, Pedro Quintanilla. No obstante durante 1917 alternó en algunas ocasiones el escudo con un distintivo que presentaba las iniciales del club entrelazadas, con letras art nouveau.
Durante los años de 1918 – 1920, cuando el club cambió de nombre a «Club Centro Unión», igualmente utilizó un diseño circular, y dentro el nombre del club con las letras en art decó entrelazadas. Al regresar al nombre anterior, volvieron a adoptar el escudo original.
La siguiente modificación fue hasta la temporada 1943-44, donde el escudo original fue encerrado en un triángulo junto con la imagen de un águila de perfil, con las alas estilizadas en señal de vuelo. Pero este emblema no tuvo buena aceptación y solo duró tres campañas.
Posteriormente, en los años 1950, se realizó la modificación más significativa y la que perdura en la actualidad. Al escudo se le agregó en el fondo del continente, los cinco gajos que simulan la forma de un balón, la silueta continental es de color azul y las iniciales del club de color rojo.
Cabe mencionar que el América es el único equipo en México que invierte los colores de su escudo según sea el color del uniforme que utilice, siendo:
- Escudo con fondo azul y el continente amarillo: cuando se utiliza el uniforme amarillo.
- Escudo con fondo amarillo y el continente azul: al utilizar el uniforme azul.

Las letras «C A» siempre aparecen en color rojo.

### Himno
El compositor del tema musical fue Carlos Blanco. La canción se estrenó el 25 de septiembre de 1981, el mismo Carlos Blanco la interpretó en vivo en el "Coloso de Santa Úrsula" en un partido contra Puebla, en el cual el equipo obtuvo la victoria tres goles a cero. Desde ese día la canción fue todo un éxito, y hasta se grabó un disco LP en el año de 1982 y en el Estadio Azteca continuamente es tocado por el sonido local durante cada encuentro.
Como antecedente, y aunque nunca fue un himno oficial, a partir de 1977 se popularizó el tema musical "Llevo en mi pecho los colores del América", canción compuesta por el jugador Carlos Reinoso. También destaca que desde de 1987, durante los entretiempos de los partidos, el sonido local del Estadio Azteca popularizó entre los asistentes la reproducción del tema musical "Fiesta en América", interpretado por Chayanne; la canción no tiene ningún vínculo con el club o incluso el deporte, pero alegóricamente era usado para motivación de los aficionados, perdurando su uso como elemento sonoro en los contenidos audiovisuales del equipo.
| (Coro) ¡Águilas, a ganar! América ¡Águilas! América ¡A ganar! Estoy contigo oye mi corazón. América ¡Águilas! América ¡A ganar! No te detengas tú serás el campeón. I Hoy mira el águila que llega, majestuosa y audaz. Oye su canto, es el canto, del que viene a triunfar. (Coro...) | II Cuando las águilas atacan, con coraje y con fe. Tiembla el estadio casi estalla, cuando llegan al gol. (Coro...) III Águilas, vamos sigan adelante, al ataque final. Con mucha garra y con entrega, nadie los detendrá. (Coro...) IV Hoy es día grande en la cancha, once estrellas verás. Son once águilas valientes, de amarillo y azul. (Coro...) |

### Apodos

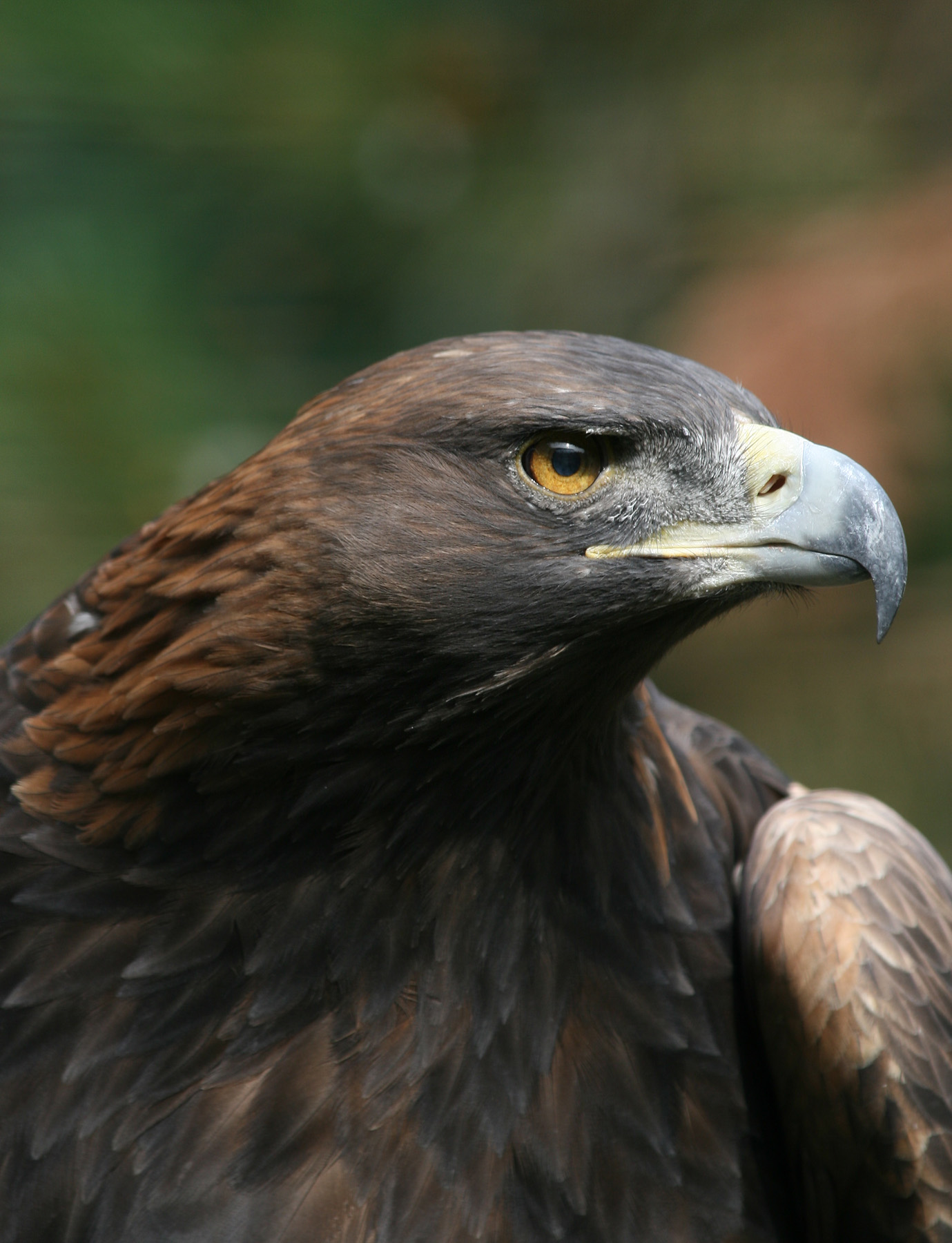
El águila, símbolo del club en la actualidad.

El club ha contado a lo largo de su historia con diversos motes o apodos, los cuales algunos los adoptó el mismo club, mientras que otros le han sido impuestos por diversas razones. Entre estos se encuentran los siguientes:
- Estudiantes: Apodo poco conocido y solo utilizado durante los primeros años del club. Los rivales empezaron a llamarlo de esta manera debido a que el club fue formado por la fusión de los equipos de los colegios "Mascarones" y "La Perpetua". Gracias a esto, al momento de su ingreso a la Liga Mexicana, el América estaba compuesto en gran parte por jugadores muy jóvenes, incluso varios de ellos, eran aún estudiantes.

- Azulcremas o Cremas: este apodo es uno de los más característicos y añejos del club, el cual data desde los años 1920 y surge por los colores del uniforme que utilizaba el club, que en aquellos años consistía en la camisa de color crema y los pantaloncillos y calcetas de color azul.[192]

- Canarios: apodo con el que se le conocía al equipo desde los años 1940, este también es debido al color amarillo de su uniforme.[193]

- Millonetas: Variante coloquial de la palabra Millonario. Se empezó a usar cuando el empresario Emilio Azcárraga Milmo compró al club en 1959 y esté contrató dos años después al exitoso presidente del Club Zacatepec, Guillermo Cañedo de la Bárcena; además empezó a adquirir notables figuras extranjeras y así, con base en el dinero, formar el poderío del equipo.[194]

- Águilas: Aunque este emblema ya había aparecido fugazmente en una variante del escudo del club en los años 1940, fue el 20 de septiembre de 1981 con la llegada del presidente americanista Emilio Díez Barroso que, buscando renovar la imagen del club decide cambiar el mote del equipo a Águilas, pues se buscó tomar la representación de un animal que transmitiera orgullo y además dominara su ambiente,[195] todo esto apoyados de una fuerte campaña publicitaria. Este apodo permanece hasta nuestros días con gran aceptación.

### Mascotas
Desde 1981, la mascota oficial es un Águila real, la cual actualmente, de nombre "Celeste", hace unos breves vuelos en la parte trasera de las instalaciones de Coapa, sin la presencia de personas, salvo su entrenador. El ave surca el Estadio Azteca en cada partido del equipo, donde termina su trayecto encima del balón y más tarde en el brazo de su responsable. En 1989 Javier Ramírez Campuzano, hijo de Pedro Ramírez Vázquez, creó un personaje animado representativo del águila que recibía el nombre de "Cuauhtli" (águila en idioma náhuatl), dicho personaje era un águila vistiendo el icónico uniforme ochentero, esta aparecía en forma de caricatura en las transmisiones del partido, como botarga y en los múltiples afiches, banderas y recuerdos del equipo. A lo largo del tiempo se recuerdan otras mascotas como el Milloneta, un personaje representado con cabeza de globo terráqueo observándose el escudo del club, vestimenta elegante con saco, guantes, monóculo, pantaloncillo azul y un sombrero de bombín, vigente desde finales de los años cincuenta hasta finales de la década de 1960.

## Afición: el «americanismo»

### Popularidad
Contrario a la creencia, que señala la popularidad del equipo construida a partir de su incursión en la televisión en los años 1960; en realidad el club ya tenía un sólida base de aficionados (americanistas) en la región central del país, en especial de la Ciudad de México, desde la década de los años 1920. Esto debido a su irrupción como «tetracampeón» del Campeonato de Primera Fuerza de la FMF durante las temporadas 1924-25, 1925-26, 1926-27, 1927-28, contando con un plantel constituido por una mayoría de jugadores mexicanos; en detrimento de los tradicionales clubes conformados en su mayoría por extranjeros (España, Asturias, Reforma, Germania, etc.). Dicha situación le generó la simpatía del público mexicano, por ende se convirtió en el equipo más popular de la Ciudad de México.
De acuerdo a las diversas encuestas de los últimos años realizadas por Grupo Reforma (2013 y 2017), Consulta Mitofsky (de 2014 a 2017, y de 2019 a 2025), El Universal (2021), Nielsen Sports (2024) y El Financiero/Fox Sports (2025), es el equipo más popular de México, delante de su tradicional rival, el Club Deportivo Guadalajara; sin embargo, de acuerdo a la segunda encuestadora, que también lo ubica como el «equipo más odiado», definió a los equipos en una tercera categoría a la que llama interés. Esto es, conocer la proporción de aficionados pendientes de la información, trayectoria o expectativas que le genera un equipo, sea de su agrado o no, lo cual surge de sumar los porcentajes de preferencia y rechazo; con base en ello se determinó que el 72 por ciento, es decir, casi 3 de cada 4 aficionados al fútbol mexicano tiene interés en el América (desempeño y/o resultados). En 2025 el América se mantenía posicionado como la escuadra con más afición en el país, según el estudio de opinión realizado por el diario «El Financiero» y la cadena «Fox Sports México».
De la misma forma, el 20 de octubre de 2020, la empresa Gilt Edge Soccer Marketing publicó un estudio que ubicó al «Conjunto de Coapa» como el noveno equipo de fútbol más popular en Estados Unidos, el primero entre los equipos mexicanos. En 2024 un estudio de "World Soccer Talk" reveló que es el equipo de fútbol con mayor audiencia televisiva en cualquier plataforma, ya sea TV abierta, restringida o en línea dentro de Estados Unidos; situación que se repite en la televisión mexicana.
En el marco del fenómeno que significan las redes sociales, el equipo ha dado muestras de su popularidad, encabezando las interacciones y el número de seguidores de las cinco principales plataformas (Facebook, Twitter, Instagram, You Tube y TikTok), entre los clubes mexicanos, e incluso ubicándose en el tercer lugar del continente.

### Dimensión sociocultural e idiosincrasia
En sus inicios la afición al equipo fue concebida con una visión nacional y popular que los distinguiera de los clubes formados por españoles e ingleses, teniendo como base a sectores de la clase media, especialmente los vinculados a las comunidades escolares de los colegios que lo formaron. Posteriormente serían las clases populares quienes retomaron la afición cuando se produjo el ya mencionado tetracampeonato de los años 1920. En la década de los años 1930 encontró una nueva base de aficionados en fracciones de las clases acomodadas cuando se vinculó estrechamente a miembros de los entes gubernamentales en la Ciudad de México. Su mudanza al estadio Azteca en 1966 y la construcción de sus instalaciones en el área de Coapa, lo enraizaron en una de las zonas más populares de la capital de la república (los límites de Coyoacán y Tlalpan), por lo que se volvió característico que sus grupos de animación fueran integrados por vecinos de esas localidades y por ende de las clases trabajadoras, en ese tiempo un área socioeconómica casi semirrural y de personas dedicadas a oficios, más adelante, primordialmente de obreros y comerciantes. Por supuesto, y en un fenómeno que resulta evidente (y que no fue exclusivo solo de esta institución), su protagonismo deportivo en las décadas de 1970 y 1980 coincidieron con la masificación de la televisión en México, por lo que el consecuente crecimiento de su afición produjo un proceso de heterogeneización en su base de simpatizantes, es decir que, en sincronía con su diversificación, su identificación era plenamente al equipo (en sus dimensiones institucional, histórica y deportiva) y no a componentes de identidad extra futbolísticos, como los regionalismos, las instituciones educativas o un gremio específico.
La heterogeneidad de la afición americanista era una respuesta a través del Internacionalismo (haciendo uso de jugadores foráneos como política institucional) al Chovinismo de su máximo rival, en tanto la diversidad de los contextos sociales en sus seguidores es contraria al sectarismo de quienes, en otras aficiones, ven en sus equipos el reflejo de identidades locales de ciudades o estados, y de instituciones que usufructúan la imagen de universidades, empresas, etcétera. De esta manera la concepción de americanismo no se circunscribe a su espacio geográfico originario, su empresa propietaria o estrato social determinado, por lo que trasciende a todo elemento identitario que no sea la propia filosofía deportiva de la institución, la trayectoria histórica del equipo, así como el pensamiento y discurso construido por su diversa afición.

### Grupos de animación: comunitarios, institucionales y antifascistas
La creación y divulgación de las ya mencionadas porras "Siquitibum" y "Fibra América", dan cuenta de los antecedentes históricos de grupos organizados de aficionados que fungieron como animadores, casi siempre personas ligadas a jugadores, directivos o empleados del club. Sin embargo fue hasta el establecimiento del equipo en la zona de Santa Úrsula y Coapa que aparecieron las primeras porras formalmente integradas a la dinámica del club, todas en su mayoría de corte familiar y vecinal, poco numerosas y entonando las clásicas porras ya mencionadas, o incluso improvisadas. Aun persisten especialmente la "Porra Familiar del Club América" y la "Porra Unión".
En los años 1990 con la institucionalización de las llamadas «barras bravas», concepto importado de Argentina, el club respaldó la creación de dos: "La Monumental" y "Disturbio", que fueron ubicadas en la cabecera norte del estadio Azteca, la primera en la zona especial bajo, y la otra en la zona general. Sin embargo, tiempo después surgió, producto de una escisión de la primera, la porra "Ritual del Kaos", que asumió una postura crítica a la directiva, a la empresa propietaria y en general a la organización del fútbol mexicano, también promovió un discurso y dinámica de apoyo que politizara a la afición, pugnando por intereses sociales, especialmente de los sectores populares que la conformaban. Esta logró extenderse más allá de territorio capitalino, organizando grupos de apoyo en el interior de la república y en los Estados Unidos.
A partir de una fractura de esta misma, surgió un grupo más radical, la llamada "Brigada Azulcrema Antifascista", que enarboló un actuar que iba más allá, partiendo de enfoques y conceptos anarquistas. Se asumió como un grupo contestatario que reivindica el fútbol popular; lucha por la eliminación en el balompié del racismo, la xenofobia, los nacionalismos, la misoginia, la homofobia, y toda forma de discriminación; aboga por el uso del balompié como un vehículo de protesta social y atención de necesidades comunitarias; incluso ha abordado dinámicas autogestionarias como la organización de torneos barriales, asistencia social y participación en protestas sociopolíticas dentro y fuera de los estadios.

### El «antiamericanismo»
El hecho de ser un equipo propiedad de la empresa Televisa, gastar millones de dólares para tener en su plantilla jugadores extranjeros y mexicanos, las frases de José Antonio Roca en referencia a las "Chivas", y el haber derrotado en históricas, emocionantes y polémicas finales a cada uno de los tres equipos denominados «grandes del fútbol mexicano», como son UNAM, Cruz Azul y Guadalajara, han creado un fuerte sentimiento de rechazo hacia el Club América, por parte de un gran porcentaje de aficionados de los equipos rivales, lo que lo ha convertido en el equipo más odiado del país. A este sentimiento de animadversión, dentro del argot futbolístico mexicano, se le denomina: «antiamericanismo».
Cuando el empresario Emilio Azcárraga Milmo se convirtió en dueño del club en el año de 1959, tuvo un objetivo muy claro: hacer del fútbol un éxito en cuanto a materia televisiva se refiere. Un aspecto fundamental para conseguir lo anterior, era darle al recién adquirido Club América una característica que lo distinguiera claramente de todos los demás; y esto se consiguió, en buena medida, convirtiéndolo en el equipo antagonista por excelencia. Hecho que sirvió, además, para contrastar y rivalizar con el Club Deportivo Guadalajara, equipo que gozaba de gran simpatía dentro de la liga mexicana. Al no existir en el fútbol mexicano ningún equipo que provocara verdadero odio deportivo, él América tomó como propio ese papel.
La animadversión hacia el América ha sido también un buen negocio; Desde hace poco más de 50 años la competencia de Televisa (Canal 13, luego Imevisión, ahora TV Azteca) encontró un terreno fértil, abonando la rivalidad contra el equipo, en un intento de dar forma a la «competencia televisiva». En un principio enarbolando las banderas de Pumas de la UNAM (1974-1997) y finalmente la de Cruz Azul (1996-2015), luego ante la salida de estos de las transmisiones del canal, las de clubes cuya trayectoria histórica no generaba en realidad una rivalidad deportiva, pero se construía de forma mediática para dar impulso a una especie de línea editorial «antiamericanista». Esta misma ha trascendido (o incluso se ha promovido) de forma negativa entre los aficionados o no aficionados del medio local, generando expresiones de prejuicios racistas, homófobos, clasistas y otras formas de discriminación o violencia en contra del aficionado al equipo, los jugadores u otros integrantes de la institución.

## Uniforme

### Historia de la indumentaria
Correspondió a uno de los principales fundadores de la institución, Rafael Garza Gutiérrez "Récord", tomar la iniciativa para la creación de una indumentaria característica que distinguiera al equipo; haciendo uso de unos pantalones y playeras propiedad de su padre, los primeros eran de casimir azul marino, recortándolos a la altura de la rodilla para convertirlos en short; en tanto la camiseta, que pertenecía al Colegio Mascarones, era de color amarillo claro, de mangas largas y con botones al frente. El color crema, proviene de esas playeras color amarillo claro, dado que la de Garza Gutiérrez, de prolongado uso, se había convertido en crema, debido a su desgaste.
De esta manera se confirmó como primera combinación en su indumentaria la camisa abotonada crema, pantalones y medias azul marino. Dado que dicha mezcla, en especial el tono de la casaca, no se presentaba en la de ningún equipo rival, se hizo innecesario en los primeros años la existencia de un segundo uniforme o vestimenta alternativa que lo diferenciará de los demás, lo que colaboraba a la intención de generar arraigo e identidad en la indumentaria. También en aquellos años era común en todos los equipos que los uniformes tuvieran o no la presencia del escudo, dada la ambigüedad de las normas vigentes, este no era necesario, por lo que es habitual encontrar fotografías que incluyen u omiten el emblema en la vestimenta.
El primer cambio importante vino precisamente en la campaña del primer título, la de 1924-25; desaparecieron las camisas e hicieron su presentación las playeras, introducción innovadora y paradójica, pues aunque cómoda y fresca en días soleados, se volvió incómoda y pesada en jornadas de lluvia, o por el sudor, en juegos de alto rendimiento; las mismas incluían cordones en el cuello para ajustarla. La segunda novedad fue la creación de un segundo uniforme, completamente en color azul marino, y con él, los detalles en el color del uniforme contrario en los bordes de cuello y mangas.
Aunque el color crema había aparecido en las calcetas con detalles mínimos, las medias completamente de ese tono, comenzaron a usarse hasta la temporada 1953-54, siendo este el cambio más trascendente en muchos años, de una vestimenta que ya marcaba la visibilidad y diferenciación del equipo respecto a los otros. Esto sin incluir el regreso en la década anterior de las camisas, definitivamente sustituidas por playeras, esta vez de cuellos en "v" en 1950, llegando cinco años después el cuello tipo polo. La constante en todos los casos era usar el color contrario al de la playera en los contornos de cuellos y mangas.
En la temporada 1967-68 se usó por primera vez en la historia el color amarillo en la playera de forma oficial (aunque algunas fuentes manejan su uso ocasional en los años 1940, en sincronía con su apodo de la época, "canarios"); a ello se sumó un nuevo tono azul celeste en pantaloncillos y calcetas.
El siguiente cambio sustancial en la vestimenta se dio en la temporada 1970-71. Apareció el color amarillo en el short, que complementándose con el pleno de este tono en playera y medias, hizo surgir la tradicional alternancia de indumentaria para el equipo, es decir, uniforme todo amarillo como local y completamente azul de visitante. Con lo anterior también apareció la singular característica del escudo, la inversión de colores en este de acuerdo al uniforme usado. El crema regresó como tercer uniforme en varias campañas de los años 1970. Al final de esta década se incluyó por primera vez el color rojo (correspondiente a las siglas "C.A." del escudo) en detalles de los bordes de cuellos, mangas y piernas. En 1980 por primera vez se modificó el diseño del uniforme al colocar una franja horizontal roja entre el cuello y el pecho, sobre un tono amarillo que cubría las mangas y el cuello, siendo el resto de la playera, azul celeste. En 1981 se usó un tono amarillo más fuerte, al tiempo que se dejaba de usar el crema en la tercera vestimenta.
En la temporada 1982-83 surgió el diseño más característico, o por lo menos el más identificable con la historia del equipo. La playera contenía una "V" que cubría cuello, gran parte del pecho y llegaba hasta el abdomen con el color azul celeste oscuro, delimitada en los hombros y con una línea roja que formaba el contorno de la mencionada letra; dentro del perímetro al centro del pecho, el escudo del equipo, y fuera del margen de la "V", el clásico color amarillo cubría el resto del frente de la playera; en tanto en la espalda, los dorsales se encontraban también en amarillo, mientras el azul formaba una especie de capa triangular. Los hombros contenían franjas alternadas de amarillo, azul y rojo. Los pantaloncillos y calcetas en amarillo. El segundo uniforme como ya era costumbre, invertía los colores. El diseño era una estilización del pico de un águila, que desde la temporada anterior era la mascota oficial del club. Este uniforme alcanzó un grado importante de trascendencia y notoriedad por ser la vestimenta de la época más destacada del equipo. Al final de la década apareció un tercer uniforme con el tono blanco alternándose con un azul marino fuerte, dentro y fuera respectivamente, según el momento, del contorno en el "pico del águila".
La llegada de proveedores oficiales y patrocinadores a las vestimentas de todos los equipos, permitió que se generaran cambios constantes, normalmente cada inicio de temporada o ciclo futbolístico. Los cambios, que en un principio no modificaron los colores tradicionales (al menos no en lo general), presentaron algunos diseños innovadores como las "águilas en vuelo", diseño en el que la unión de tres jugadores semejaban un águila levantando el vuelo, y que se usó en la campaña 1994-95. Con el paso de los años se hizo más notoria, incluso invasiva, la presencia de patrocinadores, así como los diseños genéricos que los proveedores usaban en todos sus equipos; también se llegaron a usar colores como el verde, rosa, vino, negro, gris, naranja, morado e incluso un amarillo difuminado y mezclado con blanco. No obstante también es de resaltar el uso de elementos tradicionales como el color crema, la "V" al pecho, las "alas desplegadas" y el escudo al centro del pecho.

### Indumentaria actual
- Uniforme de local: Camiseta amarilla con detalles negros, rojos y azules, pantalón amarillo y medias amarillas.
- Uniforme de visitante: Camiseta azul marino con detalles en azul claro, pantalón y medias azul marino.

| Primer uniforme. | Segundo uniforme. |

### Uniformes recientes (2006-2025)
- 2024-25

| Primer uniforme. | Primer uniforme. | Segundo uniforme. | Tercer uniforme. |

- 2023-24

| Primer uniforme. | Segundo uniforme. | Tercer uniforme. |

- 2022-23

| Primer uniforme | Segundo uniforme | Tercer uniforme |

- 2021-2022

| Primer uniforme | Variante del primer uniforme | Segundo uniforme | Tercer uniforme |

- 2020-2021

| Primer uniforme | Segundo uniforme | Tercer uniforme |

Uniformes de portero
| Primer uniforme | Segundo uniforme | Tercer uniforme |

- 2019-2020

| Primer uniforme | Segundo uniforme | Tercer uniforme |

Uniformes de portero
| Primer uniforme | Segundo uniforme | Tercer uniforme |

- 2018-2019

| Primer uniforme | Segundo uniforme | Tercer uniforme |

Uniformes de portero
| Primer uniforme | Segundo uniforme | Tercer uniforme |

- 2017-2018

| Primer uniforme | Segundo uniforme | Tercer uniforme | Especial Mundial 2018 |

Uniformes de portero
| Primer uniforme | Segundo uniforme | Tercer uniforme |

- 2016-2017

| Primer uniforme |  | Variante del primer uniforme | Segundo uniforme | Tercer uniforme |

Uniformes de portero
| Primer uniforme | Segundo uniforme | Tercer uniforme |

- 2015-2016

| Primer uniforme | Segundo uniforme | Tercer uniforme |

Uniformes de portero
| Primer uniforme | Segundo uniforme | Tercer uniforme |

- 2014-2015

| Primer uniforme | Variante primer uniforme | Segundo uniforme | Tercer uniforme |

Uniformes de portero
| Primer uniforme | Segundo uniforme | Tercer uniforme |

- 2013-2014

| Primer uniforme | Segundo uniforme | Tercer uniforme | Especial Mundial 2014 |

Uniformes de portero
| Primer uniforme | Segundo uniforme | Tercer uniforme |

- 2012-2013

| Primer uniforme | Segundo uniforme | Tercer uniforme |

Uniformes de portero
| Primer uniforme | Segundo uniforme | Tercer uniforme |

- 2011-2012

| Primer uniforme | Variante primer uniforme | Segundo uniforme | Tercer uniforme | 95 años |

Uniformes de portero
| Primer uniforme | Segundo uniforme | Tercer uniforme |

- 2010-2011

| Primer uniforme | Variante primer uniforme | Segundo uniforme | Tercer uniforme |

Uniformes de portero
| Primer uniforme | Segundo uniforme | Tercer uniforme |

- 2009-2010

| Primer uniforme | Variante primer uniforme | 2.ª variante primer uniforme | Segundo uniforme | Tercer uniforme | Variante tercer uniforme |

Uniformes de portero
| Primer uniforme | Segundo uniforme | Tercer uniforme |

- 2008-2009

| Primer uniforme | Segundo uniforme | Tercer uniforme |

Uniformes de portero
| Primer uniforme | Segundo uniforme | Tercer uniforme | Cuarto uniforme |  |

- 2007-2008

| Primer uniforme | Segundo uniforme | Tercer uniforme |

- 2006-2007

| Primer uniforme | Segundo uniforme | Tercer uniforme |

### Proveedor y patrocinadores actuales
Proveedor
- Adidas

Patrocinador principal:
- Caliente

Otros:
- Coca Cola
- Corona
- Total
- GNP Seguros
- Viva
- The Home Depot
- Toyota

### Antecedentes de proveedores y patrocinadores
A continuación se enumeran en orden cronológico el fabricante de las indumentarias y el principal patrocinador con aparición en la playera del club, que han tenido desde 1984.
| Período   | Proveedor | Patrocinador |
| 1984–1988 | Adidas    | Ninguno      |
| 1988–1990 | Adidas    | Bancomer     |
| 1990–1993 | Adidas    | Coca Cola    |
| 1993–1994 | Umbro     | Coca Cola    |
| 1994–2000 | Adidas    | Coca Cola    |
| 2000-2005 | Nike      | Coca Cola    |
| 2005-2015 | Nike      | Bimbo        |
| 2015-2018 | Nike      | Huawei       |
| 2018-2023 | Nike      | AT&T         |
| 2023-2025 | Nike      | Caliente     |
| 2025-     | Adidas    | Caliente     |

En el año 2005 Nike y América firmaron un convenio por cinco años más, donde la empresa deportiva proveerá al club de la indumentaria hasta el 2010, dicho convenio se renovó constantemente hasta su terminación en 2025, asimismo desde el 2005 y hasta el 2015 existió un contrato con Grupo Bimbo para ser el patrocinador principal del club.
A partir del Torneo Apertura 2010 su segundo patrocinio deja de ser Coca-Cola y fue Powerade. Para el Torneo Apertura 2011 regresó la marca Coca Cola en lugar de Powerade. A principios del año 2012, el Club América anunció su alianza con Nutrilite.
En el 2025 el Club América estableció un acuerdo con la marca Adidas como proveedor de su indumentaria; para esa misma fecha cuenta con dieciséis patrocinadores: AT&T, Corona, Caliente, Powerade, GNP Seguros, Free Fire, Viva, Restonic, Coca-Cola, Kavak, Chilchota, Gonher, eFootball, Carl's Jr., Total y Geely.

## Instalaciones

### Casa club: «El Nido Águila»
Ubicada en la calle "Del Toro" #100, en los terrenos de la antigua Hacienda de Santa Úrsula Coapa (mismo nombre de la colonia en que se ubica) al sur de la Ciudad de México, específicamente en la Demarcación Coyoacán. Actualmente su superficie es de 70 049.957 metros cuadrados de extensión, y se ha adaptado para que tanto los jugadores de todas las categorías como el personal administrativo y cuerpo técnico tengan el mayor confort posible.
Cuenta con oficinas administrativas, cuatro canchas para entrenamiento del primer equipo, fuerzas básicas y escuela, incluyendo la "Cancha Centenario" con tribunas para alrededor de mil aficionados, y funge como cancha secundaria del Club América Femenil; también alberga una sala de trofeos, auditorio, cocina, comedor y casa club; talleres de electricidad, carpintería, plomería, pintura, vivero, gimnasio equipado con tecnología de punta, consultorio médico, vestidores para los equipos de todas las categorías, taller de impresión, lavandería, área de prensa, dos zonas de estacionamiento, cancha auxiliar, sala de entrenamiento Footbonaut y cafetería.
En este lugar sostuvo su concentración la Selección de fútbol de Argentina durante la Copa Mundial de Fútbol de 1986 y la selección brasileña durante la Copa de Oro de la Concacaf 2003.

### Estadios

#### Primeros campos y los antiguos parques
Al momento de su fundación el equipo realizaba sus partidos en los llanos de la colonia Condesa de la Ciudad de México y los patios de los Colegios Maristas dentro de los torneos estudiantiles en los que participó.
Una vez aceptado en la Liga Mexicana, el club compitió en los campos oficiales que había por entonces: el Campo Reforma (ubicado donde en la actualidad está el Centro Deportivo Chapultepec) y hacia 1919 en el estadio que inauguró el Real Club España, también sobre Paseo de la Reforma (a la altura de lo que hoy es la calle de Sevilla). Aquí América consiguió su dos primeros títulos de liga en 1924-25 y 1925-26. Existía un tercer inmueble llamado Parque Alianza, en él jugó de manera ocasional solo unas cuantas veces.
El 2 de mayo de 1926 el Club España inauguró el último de sus campos en la Calzada de la Teja, situado en lo que hoy es el cruce de las calles Melchor Ocampo y Marina Nacional. Dicho estadio, conocido popularmente como «Campo de la Verónica», le sirvió como sede local en la consecución de los dos restantes títulos del tetracampeonato (1926-27, 1927-28) y la Copa México 1937-38.
El Parque Necaxa se convirtió en su nueva sede a partir de 1930, sin conseguir ningún título. Todos los escenarios anteriores sirvieron como sede del equipo para sus juegos como local, pero nunca le pertenecieron. A principios de la década de 1930 inició la construcción de un estadio al costado del Estadio Nacional pero nunca se concretó el proyecto.

#### Parque Asturias (1936-1947)
En los once años que jugó en este inmueble, el América estuvo más cerca de los últimos lugares. Fue dos veces antepenúltimo, una penúltimo y solamente en una campaña alcanzó a quedar en séptimo lugar empatado con Atlante y Veracruz. Su primer partido oficial en este estadio fue el 24 de mayo de 1936 en la derrota 1-3 con Necaxa, juego de la semana 19 de la Liga Mayor 1935-36. Durante el año que permaneció cerrado el recinto, para rehabilitarlo luego del incendio del 26 de marzo de 1939, el equipo jugó en el Parque España. Su último partido oficial fue el 12 de octubre de 1950 dentro de la jornada 4 de la Liga 1950-51, el partido fue una derrota 3-1 frente a Marte. Este duelo fue tres años después de abandonar el inmueble y mudarse a la Ciudad de los Deportes, pues tuvo que usarlo como sede emergente.

#### Olímpico de la Ciudad de los Deportes (1947-1955 y 2024-act.)
En dicho inmueble el América vivió más tardes negras que coloridas, ya que ahí pasó varios torneos donde logró salvarse del descenso, en algunos por su diferencia de goles y en otros por una mínima diferencia de puntos. No obstante, fue aquí donde comenzó a recuperar el protagonismo con la obtención del bicampeonato de la Copa México en 1953-54 y 1954-55, y el Campeón de Campeones 1954-55. El primer duelo jugado por el cuadro "azulcrema" como local aquí fue en la semana 15 del torneo de Liga Mayor 1946-47, perdiendo ante el Atlas 1-3. Debido a los continuos problemas ocasionados por los altos precios de arrendamiento y los conflictos con el propietario del inmueble, en muchas ocasiones el equipo actuó de forma emergente en los antiguos parques; sin embargo la adquisición y consecuente cierre de estos por parte del mismo dueño de Ciudad de los Deportes, ocasionó que se estableciera definitivamente aquí.
A lo largo de los años se convirtió en una sede alterna recurrente en situaciones extraordinarias; sobresalen, algunos juegos como local durante el Torneo México 1970, mientras el estadio Azteca era acondicionado para la Copa Mundial de Fútbol de 1970; en 1993 cuando tuvo que emplearlo ante el uso del "Coloso de Santa Úrsula" para los conciertos de Michael Jackson; y el 26 de octubre de 2005 en el partido de ida de la ronda de octavos de final de la Copa Sudamericana 2005 ante Vélez Sarsfield (derrota 0-2), debido a la sanción de tres partidos de veto que pesaba sobre el estadio Azteca, consecuencia de los conflictos en el juego de vuelta de los octavos de final de la Copa Libertadores 2004 contra São Caetano.
El equipo planeaba regresar a inicios de 2024 al inmueble de manera provisional, como consecuencia de la remodelación del Estadio Azteca, de cara a la Copa Mundial de Fútbol de 2026; teniendo garantizada su nueva localía, al menos, a partir de la disputa de la Copa de Campeones de la Concacaf 2024. Sin embargo, esto daría un vuelco ante el retraso de las obras y el equipo solo disputó un partido en esta sede, el 14 de febrero de 2024 en la primera ronda ante el equipo nicaragüense Real Estelí (victoria de 2-0), jugando el resto del certamen y también del torneo de liga en el Azteca. La mudanza temporal se concretó finalmente al iniciar el Apertura 2024, debutando en la jornada dos el 12 de julio de 2024, con victoria 3-1 sobre Querétaro.

#### Estadio Olímpico Universitario (1955-1966)
La historia de momentos penosos se mantuvo al irse a C.U.; sin embargo fue ahí donde el club comenzó a levantar y conquistó el título de liga después de una sequía de 37 años (1965-66), así como un bicampeonato de la Copa México (1963-64 y 1964-65).
El primer juego oficial jugado en esta cancha ocurrió el 10 de julio de 1955 en la jornada uno de la temporada 1955-56, con la derrota 1-2 del ahora conjunto local ante el Oro, el primer gol americanista fue de Manuel Cañibe. No obstante las distancias y algunos otros inconvenientes ocasionaron que el equipo regresara en la temporada 1956-57 a la Ciudad de los Deportes durante un año, después de esto se estableció definitivamente aquí. El último partido que disputó como local, fue el juego de vuelta de las semifinales de la Copa México 1965-66, el 3 de abril de 1966 ante León, que terminó con victoria 2-0 del conjunto local, pero cayó en el global 4-2. No obstante, lo usó por última vez como sede emergente el 13 de agosto de 2020 en la victoria 3-1 ante Santos Laguna, esto dentro de la jornada 4 del Apertura 2020, fue el último de los tres partidos disputados ahí durante el inicio del torneo, debido a modificaciones del Azteca en su sistema de iluminación.

#### Estadio Azteca (1966-actualidad)

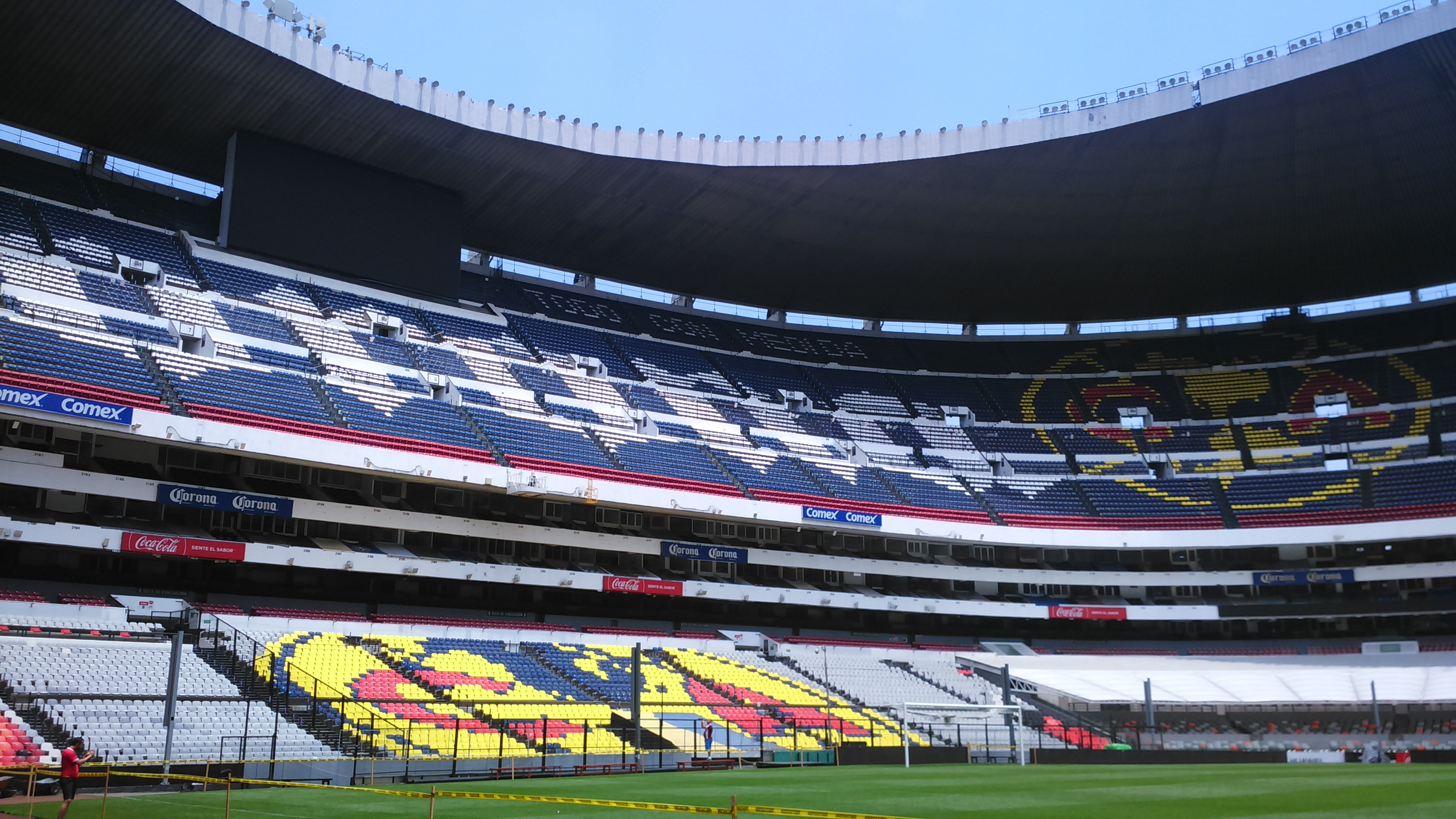
Vista interior del Estadio Azteca.

Ubicado al sur de la Ciudad de México, en la demarcación Coyoacán; con capacidad para 83 264 espectadores, es el segundo estadio más grande del continente americano y el séptimo más grande del mundo. Es también conocido con el sobrenombre de "El Coloso de Santa Úrsula". Fue construido por el arquitecto Pedro Ramírez Vázquez e inaugurado el 29 de mayo de 1966 con el partido entre América y Torino de Italia, partido que finalizó con marcador de empate a dos goles. El primer gol lo anotó el brasileño Arlindo dos Santos, jugador del América.
En competencia oficial, su primer partido fue el 12 de junio de 1966, en el partido de vuelta de la ronda de octavos de final de la Copa México 1966-67 frente a Toluca, que terminó con derrota 2-4, con goles de Arlindo y Zague. En el torneo de liga su primer duelo fue el 21 de julio en la jornada uno de la campaña 1966-67 frente a Necaxa, que concluyó con triunfo de 1-0, con gol de Francisco Mancilla.
Considerando solo las finales disputadas en este escenario, América ha ganado aquí trece Campeonatos de liga (dos de ellos en calidad de visitante administrativo en el juego de vuelta de la final), uno de Copa México, cuatro de Campeón de Campeones, cuatro de Copa de Campeones de la Concacaf y dos de Copa Interamericana. Además perdió tres finales de liga, en 1971-72 contra Cruz Azul (disputándose este encuentro bajo la condición de cancha neutral), Apertura 2013 contra el León y Apertura 2019 con Monterrey; también cayó en el juego de ida de la final de la Copa Sudamericana 2007 contra Arsenal de Sarandí; en la final de la Copa México 1990-91 contra U. de G.; y en los duelos por el Campeón de Campeones de 1970-71 y 1973-74 contra León y Cruz Azul respectivamente.

#### Otros estadios
Por decisiones o situaciones emergentes y excepcionales, el equipo ejerció como local en partidos oficiales en cinco estadios fuera de la Ciudad de México: Corregidora (13), Plan de San Luis (1), Cotton Bowl (1), Nemesio Díez (5) y Cuauhtémoc (2).
Considerando aquellos escenarios en los que no ejerció como local en algún duelo final o decisivo y obtuvo un título, el equipo se coronó en los estadios: André Kamperveen, Santa Ana, Olímpico de Montreal, Memorial Coliseum, Corregidora, Benito Juárez, Dignity Health Sports Park y BBVA.

## Datos del club

### (1917-1943)
- Temporadas en Liga Mexicana de Football/Campeonato de Primera Fuerza/Liga Mayor: 24.
  - En las temporadas 1920-21 y 1921-22 participó en la Liga Nacional sector separatista fundado por el España, luego que este y otros clubes se separaran de la Liga Mexicana al final de la campaña 1919-20.[54]
- Mejor puesto en Liga Mexicana de Football/Campeonato de Primera Fuerza/Liga Mayor: 1.º (1924-25, 1925-26, 1926-27, 1927-28).[234]
- Peor puesto en Liga Mexicana de Football/Campeonato de Primera Fuerza/Liga Mayor: 8.º de 8 equipos, junto al Asturias FC (1941-42).[234]
- Mayor goleada conseguida:
  - En torneos de liga: 10-0 frente al Germania FV (1926-27).
  - En torneos de copa: 9-2 frente a Veracruz SC (1932-33).
- Mayor goleada recibida:
  - En torneos de liga: 0-8 frente al España (1918-19).
  - En torneos de copa: 0-9 frente a Necaxa (1935-36).
- Mayor racha de partidos sin perder: 25 (Fecha 1 1924-25 - Serie de campeonato 1925-26).[234]
- Mayor racha de partidos sin perder como local: 36 (Fecha 10 1922-23 - Fecha 3 1928-29).[235]
- Jugador con más goles en un partido: Ernesto Sota anotó cinco goles el 11 de diciembre de 1927 en el empate 5-5 con Asturias durante la temporada 1927-28.[236]

### (1943-presente)
- Temporadas en Primera División: 113.[237]
- Temporadas en 2.ª División o Liga de Ascenso: 0.
- Liguillas por el título: 67 (récord del fútbol mexicano)
- Finales por el título: 22 (1970-71, 1971-72, 1975-76, 1983-84, 1984-85, PRODE 1985, 1987-88, 1988-89, 1990-91, Verano 2002, Clausura 2005, Clausura 2007, Clausura 2013, Apertura 2013, Apertura 2014, Apertura 2016, Apertura 2018, Apertura 2019, Apertura 2023, Clausura 2024, Apertura 2024, Clausura 2025)  Récord del fútbol mexicano
- Superlideratos: 19 (1965-66, 1970-71, 1975-76, 1977-78, 1979-80, 1982-83, 1983-84, 1987-88, 1989-90, Verano 1997, Verano 2001, Apertura 2002, Apertura 2005, Apertura 2013, Apertura 2014, Apertura 2021, Apertura 2022, Apertura 2023, Clausura 2024) Récord del fútbol mexicano
- Descensos a 2.ª Div. o 1ª "A": 0
- Ascensos a 1.ª Div.: 0
- Posición final más repetida: 1.º (19 veces)
- Puesto histórico en Primera División: 1.º
- Puesto histórico en liguillas Primera División: 1.º
- Mejor puesto en Primera División:
  - En torneos largos: 1.º (1965-66, 1970-71, 1975-76, 1977-78, 1979-80, 1982-83, 1983-84, 1987-88, 1989-90).[234]
  - En torneos cortos: 1.º (Verano 1997, Verano 2001, Apertura 2002, Apertura 2005, Apertura 2013, Apertura 2014, Apertura 2021, Apertura 2022, Apertura 2023 y Clausura 2024).[234]
- Peor puesto en Primera División:
  - En torneos largos: 14.º de 15 equipos (1946-47).[234]
  - En torneos cortos: 18.º de 18 equipos (Clausura 2008).
- Mayor goleada conseguida:
  - En torneos nacionales: 8-1 frente a Correcaminos de la UAT (1994-95).
  - En torneos internacionales: 10-1 frente al Bayamón F.C. de Puerto Rico en la Liga de Campeones de la Concacaf 2014-15.
- Mayor goleada recibida:
  - En torneos nacionales: 2-9 frente al Atlas (1946-47).
  - En torneos internacionales: 0-4 frente al Deportivo Toluca en la Copa de Campeones de la Concacaf 2003[238] y 0-4 frente al FC Barcelona en la Copa Mundial de Clubes 2006.[239]
- Más puntos en una temporada:
  - En torneos largos: 61 (1982-83).[240] Récord del fútbol mexicano
  - En torneos cortos: 43 (Apertura 2002).[134] Récord del fútbol mexicano
- Mayor racha de partidos sin perder:
  - 28 (Fecha 7 Clausura 2005 - Fecha 11 Apertura 2005).[140] Récord del fútbol mexicano
- Mayor racha de partidos sin perder como local
  - 28 (Fecha 26 1981-82 - Juego de vuelta semifinal 1982-83).[241]
- Mayor racha de partidos sin perder como visitante
  - 24 (Fecha 2 Clausura 2023 - Fecha 7 Clausura 2024).[242] Récord del fútbol mexicano
- Mayor número de goles marcados en una temporada:
  - En torneos largos: 88 (1994-95).[243]
  - En torneos cortos: 38 (Clausura 2005, Apertura 2022).[244]
- Más triunfos en una temporada: 26 (Temporada 1982-1983) Récord del fútbol mexicano[103]
- Más triunfos como local en una temporada: 17 (1982-83) Récord del fútbol mexicano[103]
- Más triunfos como visitante en una temporada: 11 (1987-88) Récord del fútbol mexicano[103]
- Mayor porcentaje de puntos ganados: 80.3% (1982-83) Récord del fútbol mexicano[103][n 9]
- Más juegos sin recibir gol: 7 (1975-76), esta marca comenzó en la última jornada del torneo regular, y se extendió en los 6 juegos de liguilla por lo que el América es el único club que se ha coronado en liguillas sin recibir gol.[103]
- Más victorias consecutivas: 9 (Apertura 2022). Racha acumulada entre las jornadas 7 y 14, pero incluyendo el duelo adelantado de la fecha 16, jugado entre las jornadas 10 y 11.[169]
  - Más victorias consecutivas como local: 10; entre el juego de vuelta de los cuartos de final del Cla. 2013 a la jornada 15 del Ap. 2013[245]
  - Más victorias consecutivas como visitante: 9; Entre la jornada 17 del Verano 2002 y la fecha 8 del Apertura 2002.[246] Récord del fútbol mexicano
- Más empates consecutivos: 8 (México 1986)[103]
- Más derrotas consecutivas: 6 (1946-47, 1952-53, 1955-56 y Clausura 2008)[103]
- Más empates en una temporada: 18 (1976-77)[103]
- Más derrotas en una temporada: 18 (1945-46 y 1946-47)[103]
- Más juegos seguidos sin ganar: 15 (1946-47)[103]
- Menos victorias en una temporada: 3 (Clausura 2008)
- Menos empates en una temporada: 1 (1943-44)[103]
- Menos derrotas en una temporada: 1 (Clausura 2005, Clausura 2023 y Apertura 2023)
- Jugador con más goles en una temporada: François Omam-Biyik con 33 en 1994-95[103]
- Jugador con más goles en un partido: Leopoldo Proal en 1943-44, Javier Fragoso en 1966-67, Norberto Outes en 1982-83, François Omam-Biyik en 1994-95, Luis Roberto Alves "Zaguinho" en 1994-95, Luis García en Invierno 1996, Salvador Cabañas en el Apertura 2006 y Miguel Layún en el Apertura 2014; todos con 4 anotaciones[103]
- Más juegos seguidos anotando (equipo): 24 en 1987-88 (un mismo torneo); 27 entre 1945-46 y 1946-47; entre Clausura 2023 y Apertura 2023[103]
- Más juegos seguidos anotando (jugador): 11, François Omam-Biyik en 1994-95[103]
- Más juegos seguidos sin anotar: 5 (México 1970)[103]
- Portero menos goleado: Héctor Miguel Zelada, 283 goles (0.96 por juego; solo en torneos de liga).[247]
- Portero con récord de imbatibilidad: Francisco Castrejón con 450 minutos (1975-76); Hugo Pineda acumuló 507 minutos en el Verano 1997, pero no en juegos consecutivos.[248]
- Gol más rápido: Salvador Reyes Chávez a los 9 segundos del partido Puebla (1-1) América el 7 de enero de 2022, correspondiente a la jornada uno del torneo de liga Clausura 2022.[249]
- Gol más tardío: Manuel Cañibe al minuto 132 de tiempo corrido y parte del cuarto tiempo extra (entonces contemplado en el reglamento) del partido de semifinal América (2-1) Atlante el 3 de marzo de 1955, correspondiente a la Copa México 1954-55.[250]

- Máximo ganador de títulos
  - Director Técnico:
    -  André Jardine 5 títulos (3 Ligas Apertura 2023, Clausura 2024 y Apertura 2024, Campeón de Campeones 2023-24 y Supercopa de la Liga MX 2024)[251]

  - Jugador:
    -  Cristóbal Ortega 14 títulos: 6 Ligas (1975-76, 1983-84, 1984-85, PRODE 1985, 1987-88, 1988-89), 3 Campeón de Campeones (1975-76, 1987-88, 1988-89), 3 Copa de Campeones de la Concacaf (1978, 1987, 1991) y 2 Copa Interamericana (1978 y 1991)[252]
    -  Alfredo Tena 14 títulos: 6 Ligas (1975-76, 1983-84, 1984-85, PRODE 1985, 1987-88, 1988-89), 3 Campeón de Campeones (1975-76, 1987-88, 1988-89), 3 Copa de Campeones de la Concacaf (1978, 1987, 1991) y 2 Copa Interamericana (1978 y 1991)[252]
- Mayor cantidad de goles convertidos:[253]
  - Todas las competencias
    -  Luis Roberto Alves "Zaguinho" (188 goles).
    -  Cuauhtémoc Blanco (153 goles).
    -  Octavio Vial (152 goles)

  - Liga y liguilla
    -  Luis Roberto Alves "Zaguinho" (162 goles).
    -  Cuauhtémoc Blanco (125 goles).
    -  Octavio Vial (123 goles)
    -  Enrique Borja (100 goles).

  - Copa México
    -  Octavio Vial (29 goles)
    -  José Alves (23 goles)
    -  Osvaldo Castro (18 goles)

  - Liguilla
    -  Luis Roberto Alves (19 goles)
    -  Cuauhtémoc Blanco (14 goles)
    -  Henry Martín (14 goles)

  - Torneos Internacionales
    -  Salvador Cabañas (32 goles)
    -  Cuauhtémoc Blanco (28 goles)
- Mayor cantidad de partidos disputados
  - Todas las competencias:[254]
    -  Cristóbal Ortega (662 Juegos).[255]
    -  Alfredo Tena (555 Juegos).
    -  Germán Villa (528 Juegos).

  - Liga y liguilla
    -  Cristóbal Ortega (609 juegos)
    -  Alfredo Tena (507 juegos)

  - Copa México
    -  José Alves (39 juegos)
    -  Pedro Nájera (37 juegos)
    -  Alfredo Tena (32 juegos)

  - Liguilla:[256]
    -  Cristóbal Ortega (74 Juegos).
    -  Alfredo Tena (69 Juegos).
    -  Luis Roberto Alves "Zaguinho" (59 Juegos).

  - Torneos internacionales[257]
    -  Germán Villa (70 juegos)
    -  Duilio Davino (67 juegos)
    -  José Antonio Castro (57 juegos)

- Participaciones en Torneos Internacionales: 34

En negrita se indican los títulos conseguidos por el club.
| Competición                           | Edición                                                                                                 |
| ------------------------------------- | --- |
| Liga de Campeones de la Concacaf (16) | 1977, 1985, 1987, 1990, 1992, 2002, 2003, 2006, 2013-14, 2014-15, 2015-16, 2018, 2020, 2021, 2024, 2025 |
| Copa Libertadores (7)                 | 1998, 2000, 2002, 2004, 2007, 2008, 2011                                                                |
| Copa Interamericana (2)               | 1978, 1991                                                                                              |
| Copa Sudamericana (2)                 | 2005, 2007                                                                                              |
| Copa de Gigantes de la Concacaf (1)   | 2001 |
| Copa Mundial de Clubes de la FIFA (3) | 2006, 2015, 2016                                                                                        |
| Leagues Cup (3)                       | 2023, 2024, 2025                                                                                        |

## Palmarés

### Época amateur
| Competición nacional                                    | Títulos                             | Subcampeonatos                      |
| ------------------------------------------------------- | ----------------------------------- | ----------------------------------- |
| Campeonato de Primera Fuerza de la FMF/Liga Mayor (4/4) | 1924-25, 1925-26, 1926-27, 1927-28. | 1923-24, 1929-30, 1934-35, 1935-36. |
| Copa México (1/1)                                       | 1937-38.                            | 1936-37.                            |
| Copa Challenger (1)                                     | 1927.                               |                                     |
| Liga Mexicana/Liga Nacional (0/3)                       |                                     | 1918-19, 1920-21, 1921-22.          |
| Copa Tower (1)                                          | 1919-20.                            |                                     |
| Copa Eliminatoria (0/1)                                 |                                     | 1924-25.                            |

### Época profesional
| Competición nacional               | Títulos | Subcampeonatos |
| ---------------------------------- | --- | --- |
| Primera División de México (16/11) | 1965-66, 1970-71, 1975-76, 1983-84, 1984-85, PRODE 1985, 1987-88, 1988-89, Verano 2002, Clausura 2005, Clausura 2013, Apertura 2014, Apertura 2018, Apertura 2023, Clausura 2024, Apertura 2024. (Récord) | 1959-60, 1961-62, 1963-64, 1966-67, 1971-72, 1990-91, Clausura 2007, Apertura 2013, Apertura 2016, Apertura 2019, Clausura 2025. |
| Copa México (6/3)                  | 1953-54, 1954-55, 1963-64, 1964-65, 1973-74, Clausura 2019. (Récord) | 1944-45, 1975-76, 1990-91. |
| Campeón de Campeones (7/8)         | 1954-55, 1975-76, 1987-88, 1988-89, 2004-05, 2018-19, 2023-24. (Récord compartido) | 1953-54, 1963-64, 1964-65, 1965-66, 1970-71, 1973-74, 2014-15, 2024-25.                                                          |
| Supercopa de México (0/1)          | | 2016-17. |
| Supercopa de la Liga MX (1/0)      | 2024. (Récord compartido) | |

| Competición internacional              | Títulos                                                  | Subcampeonatos |
| -------------------------------------- | -------------------------------------------------------- | -------------- |
| Liga de Campeones de la Concacaf (7/1) | 1977, 1987, 1990, 1992, 2006, 2014-15, 2015-16. (Récord) | 2021.          |
| Copa Interamericana (2)                | 1978, 1991.                                              |                |
| Copa de Gigantes de la Concacaf (1)    | 2001. (Récord)                                           |                |
| Copa Sudamericana (0/1)                |                                                          | 2007.          |

## Jugadores
Una cifra estimada total de 971 distintos futbolistas han integrado los planteles que compitieron en los diversos torneos de los que ha sido parte el América, de estos, 258 han sido extranjeros, de los cuales sobresalen en cantidad los de nacionalidad argentina, con 84 en total.
Destacan los jugadores con más juegos disputados y títulos ganados para el club, ambos mexicanos y surgidos de las fuerzas básicas: Alfredo Tena y Cristóbal Ortega, siendo este último líder en encuentros alineados con 662 oficiales. Los dos permanecieron 18 años en la institución, con la salvedad de que Tena debutó y salió del equipo meses antes que Ortega; acumularon cada uno 14 títulos en todas las competencias. Antes de Ortega, ocuparon la primera posición en número de encuentros disputados Ignacio De la Garza, Rafael Garza Gutiérrez, Octavio Vial, Manuel Gutiérrez, Pedro Nájera y Carlos Reinoso. 
Los jugadores Rafael "Récord" Garza, Ignacio De la Garza, Octavio Vial, Pedro Nájera, Juan Manuel Lemus, Fernando Cuenca y Cristóbal Ortega son los únicos "One Club Man" en la historia del equipo, es decir, los únicos que desarrollaron la totalidad de su carrera profesional, exclusivamente en el club. 
En cuanto a goleo se refiere, Luis Roberto Alves es el máximo goleador en todas las competencias y el que más cerca estuvo de la barrera de los dos centenares de goles al concretar 188, una situación particular si se considera que nunca actuó como centro delantero y jamás consiguió un título de goleo en torneos de liga, aunque sí uno en Copa México y otro en la Copa de Campeones de la Concacaf. Antes de él, y tomando en cuenta la dificultad y claridad de los registros en la primera etapa del club, se pueden considerar como los antecesores en la primera posición como goleador a Ernesto Sota, el primero en rebasar los cincuenta tantos, y Octavio Vial quien ostentó la primera posición durante casi 50 años. Veintidós futbolistas del club fueron campeones de goleo individual, en treinta y un ocasiones, en alguna de las competencias oficiales disputadas por la institución.
En el rubro de los extranjeros destacan José Alves como el máximo goleador en todas las competencias con 109 y Carlos Reinoso como el de mayor número de actuaciones con 343 partidos; ambos ostentan la marca como jugadores foráneos de más años jugando en el club con nueve en total. En tanto que Antônio Carlos Santos es quien más campeonatos obtuvo como jugador foráneo, al coronarse con el equipo en ocho distintas competencias.
La Federación Mexicana de Fútbol, ya sea a través del "Premio Citlalli" o su sucesor el Balón de Oro, ha reconocido a 31 diferentes jugadores americanistas en 49 ocasiones en varias categorías.
Mención especial merecen varios jugadores que independientemente de tener o no éxito personal jugando en el club, son identificados como figuras trascendentales del balompié mexicano o incluso del balompié internacional. Entre ellos el bicampeón del mundo con Brasil en Suecia 1958 y Chile 1962: Edvaldo Izidio Neto "Vavá", el también campeón del mundo con Argentina en México 1986 Oscar Ruggeri, los astros del fútbol europeo Claudio López e Iván Zamorano (ambos campeones con la institución) y el mundialista François Omam-Biyik.
También, como una cuestión singular, el América es la única institución en el fútbol mexicano donde alinearon al menos en una temporada, los cuatro mejores futbolistas mexicanos del siglo xx de acuerdo a la clasificación de la IFFHS realizada en 1999. Estos fueron Hugo Sánchez (1992-93), Luis "Pirata" Fuente (1937-38), Carlos Hermosillo (canterano goleador y campeón en varias ocasiones entre 1984-1989) y Horacio Casarín (1955-56). De hecho otros dos jugadores considerados en dicha clasificación estuvieron en la escuadra americanista, Raúl Cárdenas (como refuerzo en juegos no oficiales y como entrenador) y Enrique Borja (quien además es una de las grandes figuras históricas del club).
Veintisiete exjugadores del club fueron incluidos en el Salón de la Fama del Fútbol Internacional, un proyecto dedicado a preservar la memoria de relevantes personajes de la historia del fútbol; quince de ellos con largas y/o exitosas trayectorias en el equipo ("Récord" Garza, Borja, Reinoso, Santos, Ortega, Tena, "Zaguinho", Zelada, Hermosillo, Arlindo, Pardo, Blanco, "Zague", Iván Zamorano y Osvaldo Castro); y doce con distinto grado de relevancia en su estancia, muchas veces transitoria.
| Máximos goleadores | Máximos goleadores | Máximos goleadores | Más partidos disputados | Más partidos disputados | Más partidos disputados | Más años de trayectoria | Más años de trayectoria            | Más años de trayectoria |
| ------------------ | ------------------ | ------------------ | ----------------------- | ----------------------- | ----------------------- | ----------------------- | ---------------------------------- | ----------------------- |
| 1.                 | Luis Roberto Alves | 188 goles          | 1.                      | Cristóbal Ortega        | 662 partidos            | 1.                      | Cristóbal Ortega / Alfredo Tena    | 18 años                 |
| 2.                 | Cuauhtémoc Blanco  | 153 goles          | 2.                      | Alfredo Tena            | 555 partidos            | 2.                      | Rafael Garza Gutiérrez             | 17 años                 |
| 3.                 | Octavio Vial       | 152 goles          | 3.                      | Germán Villa            | 528 partidos            | 3.                      | Alfredo Sánchez                    | 16 años                 |
| 4.                 | Henry Martín       | 116 goles          | 4.                      | Luis Roberto Alves      | 454 partidos            | 4.                      | Germán Villa                       | 15 años                 |
| 5.                 | José Alves         | 109 goles          | 5.                      | Guillermo Ochoa         | 433 partidos            | 5.                      | Ignacio De la Garza / Pedro Nájera | 14 años                 |
| Ver lista completa | Ver lista completa | Ver lista completa | Ver lista completa      | Ver lista completa      | Ver lista completa      | Ver lista completa      | Ver lista completa                 | Ver lista completa      |

### Plantilla y cuerpo técnico
- De acuerdo con los reglamentos vigentes, de competencia de la Liga MX (2025-26) y de participación por formación de la FMF (2021), los equipos de la primera división están limitados a tener registrados en sus planteles un máximo de nueve jugadores no formados en México (NFM), de los cuales solo ocho pueden ser convocados por partido y únicamente siete podrán tener participación. Esta categoría de registro, no solo incluye a los extranjeros, sino también a los mexicanos por naturalización. Los jugadores que obtengan su carta de naturalización durante el torneo, permanecerán con el registro de su nacionalidad de origen hasta el certamen siguiente; no obstante, si un jugador naturalizado participa de un partido de competencia oficial con la selección mexicana, podrá ser registrado como «formado en México» para la campaña siguiente.[270][271]
- En virtud de lo anterior, la nacionalidad expuesta aquí, corresponde a la del registro formal ante la liga, indistintamente de otros criterios como doble nacionalidad, la mencionada naturalización o la representación de un seleccionado nacional distinto al del origen registrado.
- En cumplimiento de lo dispuesto por el artículo 28 del reglamento de competencia, los clubes deberán acumular un mínimo de 1170 minutos jugados por elementos formados en México (FM), nacidos a partir del 1 de enero de 2003; para ello, y de conformidad con los artículos 8, 9 y 10, podrán utilizar jugadores de sus equipos de categorías menores que participan en las Ligas de Fuerzas Básicas; o en caso de tenerlas, de sus filiales de Liga de Expansión, Liga Premier y Liga TDP. Todo lo anterior con el formato de «carnet único», es decir, la autorización formal de la FMF para jugar en todos los equipos ligados a la misma institución. Por lo cual, para los efectos de esta tabla, solo aparecerán los jugadores registrados en la fuente principal (sitio oficial de la Liga MX) para el primer equipo, y no aquellos que en el lapso del certamen disputen partidos para cumplir la regla de menores, sin estar inscritos en el plantel principal.[272]

### Altas y bajas: Apertura 2025
| Altas               | Altas         | Altas                       | Altas           | Altas |
| Jugador             | Posición      | Procedencia                 | Tipo            |       |
| ------------------- | ------------- | --------------------------- | --------------- | ----- |
| Alexis Gutiérrez    | Mediocampista | Cruz Azul                   | Traspaso        |       |
| Ralph Orquin        | Defensa       | Fútbol Club Juárez          | Fin de préstamo |       |
| Isaías Violante     | Delantero     | Club Deportivo Toluca       | Traspaso        |       |
| Santiago Naveda     | Mediocampista | Santos Laguna               | Fin de préstamo |       |
| José Raúl Zúñiga    | Delantero     | Club Tijuana                | Traspaso        |       |
| Allan Saint-Maximin | Delantero     | Al-Ahli Saudi Football Club | Traspaso        |       |

| Bajas                    | Bajas         | Bajas                         | Bajas           | Bajas |
| Jugador                  | Posición      | Destino                       | Tipo            |       |
| ------------------------ | ------------- | ----------------------------- | --------------- | ----- |
| Miguel Ramírez Pérez     | Mediocampista | Club Puebla                   | Préstamo        |       |
| Esteban Lozano           | Delantero     | Club Puebla                   | Préstamo        |       |
| Walter Portales          | Defensa       | Club Puebla                   | Préstamo        |       |
| Jonathan Estrada Barajas | Portero       | Club Atlético La Paz          | Fin de préstamo |       |
| Diego Valdés Contreras   | Mediocampista | Club Atlético Vélez Sarsfield | Traspaso        |       |
| Cristian Calderón        | Defensa       | Club Necaxa                   | Préstamo        |       |
| Javairô Dilrosun         | Mediocampista | Sin equipo                    |                 |       |

### Jugadores cedidos
| Jugador              | Posición      | Destino                    |
| -------------------- | ------------- | -------------------------- |
| Óscar Jiménez        | Portero       | Club León                  |
| Jorge Meré           | Defensa       | Sin club                   |
| Emilio Lara          | Defensa       | Club Necaxa                |
| Román Martínez       | Delantero     | Tampico Madero Fútbol Club |
| Miguel Ramírez Pérez | Mediocampista | Club Puebla                |
| Esteban Lozano       | Delantero     | Club Puebla                |
| Walter Portales      | Defensa       | Club Puebla                |
| Cristian Calderón    | Defensa       | Club Necaxa                |
| Franco Rossano       | Defensa       | Club Necaxa                |

### Jugadores internacionales
| Selección                                 | Categoría | #  | Jugador(es) |
| ----------------------------------------- | --------- | -- | --- |
| México                                    | Absoluta  | 11 | Israel Reyes, Luis Malagón, Ramón Juárez, Henry Martín, Érick Sánchez, Kevin Álvarez, Néstor Araujo, Jonathan dos Santos, Rodolfo Cota, Alan Cervantes, Alexis Gutiérrez. |
| México                                    | Sub-23    | 1  | Ramón Juárez |
| Chile                                     | Absoluta  | 2  | Igor Lichnovsky, Víctor Dávila |
| Uruguay                                   | Absoluta  | 3  | Sebastián Cáceres, Brian Rodríguez, Rodrigo Aguirre |
| Estados Unidos                            | Absoluta  | 1  | Alejandro Zendejas |
| Colombia                                  | Absoluta  | 1  | Cristian Alexis Borja |
| Datos actualizados al 6 de julio de 2025. |           |    | |

Nota: En negrita jugadores parte de la última convocatoria en la correspondiente categoría.

### Selección mexicana
La relación de la Selección de fútbol de México con el América es de origen, ya que correspondió al cuadro capitalino constituirse como el primer representativo mexicano en el balompié internacional. Comenzó con la primera gira internacional de un club mexicano al extranjero, al visitar Guatemala en enero de 1923. Posteriormente en diciembre del mismo año la Selección de fútbol de Guatemala, visitó la Ciudad de México; La FMF instituyó a una escuadra integrada con la base de nueve futbolistas del Club América y reforzada con elementos del Necaxa y el Club México, como la primera selección mexicana de Fútbol, que disputaría tres encuentros amistosos los días 9, 12 y 16 de dicho mes.
América es el único equipo que ha aportado jugadores, en al menos una edición de cualquiera de las competencias oficiales disputadas por la selección nacional (Mundial, Copa NAFC, Torneo Olímpico, Juegos Centroamericanos, Campeonato Panamericano, Campeonato de Naciones de la Concacaf/Copa de Oro, Copa América, Confederaciones, Liga de Naciones Concacaf). Esto claro, tomando en cuenta dos consideraciones: 1.-Durante los 20 primeros años de la selección (1923-1943), solo podían participar jugadores inscritos en el Campeonato de Primera Fuerza de la FMF/Liga Mayor, por ser la única afiliada y reconocida por la FIFA y 2.-El Torneo Olímpico de los Juegos de Ámsterdam 1928, y las ediciones del torneo de fútbol en los Juegos Centroamericanos y del Caribe de San Salvador 1935 y Panamá 1938 son considerados por la FIFA como categoría "A" (selecciones absolutas), a diferencia del resto de las ediciones disputadas de dichas competencias.
Es el club que más jugadores ha aportado a la selección mexicana en los planteles que compitieron en la Copa del Mundo con 52 en total; también es líder en las plantillas de Copa Oro (48) y Copa Confederaciones (25).

### Selecciones extranjeras
La política del club de contratar refuerzos extranjeros de calidad, ha permitido que se integren a la institución diversos futbolistas de destacada trayectoria, que en algún momento de su carrera fueron parte de las selecciones nacionales en su país de origen. Sin embargo han sido pocos (31), los que durante su estancia en el club, fueron a la vez integrantes de sus representativos de origen en alguna de las competencias oficiales. Sobresale el caso de Héctor Miguel Zelada, que como portero de titular del club, integró la selección de Argentina en calidad de suplente, y conseguiría el campeonato mundial de México 1986.

## Entrenadores
En los inicios del equipo (tal como era la constante en el balompié de la época) se carecía de manera formal de una persona que ejerciera el puesto de director técnico; las responsabilidades de impartir conocimientos sobre técnica individual y encabezar acondicionamientos físicos en los entrenamientos, normalmente eran asumidas por el jugador de más experiencia o por un entrenador sin cargo oficial. De esta manera la dupla Rafael Garza Gutiérrez (jugador) y Eugenio Cenoz se convirtió en la primera dirección técnica del club. Posteriormente sería el propio Rafael "Récord" Garza quien en solitario ejercería dicha función, al tiempo que actuaba como capitán en el terreno de juego. Sería el primero en obtener un título para el club en 1924-25, y quien (sumando los juegos a dupla con Cenoz, Spollet y Suinaga) acumularía la mayor cantidad de juegos dirigidos en la historia, con un total verificado de 310 en siete distintas etapas en la institución entre 1917 y 1949, incluyendo cinco en las que también actuó como jugador y una en la que permaneció seis años consecutivos dirigiendo, cifra jamás igualada en el club.
José Antonio Roca fue el técnico con la mayor cantidad de juegos consecutivos dirigiendo, al sumar 202 juegos en su primera etapa entre 1970 y 1975; en tanto Miguel Herrera es el de mayor número de victorias con 138 (sumando sus dos etapas). En cuanto a títulos sobresale André Jardine con cinco campeonatos en todo tipo de competencias.
De los 20 técnicos que lograron al menos un título con la institución, tres de ellos ya se habían coronado también como jugadores: Récord Garza, Octavio Vial y Carlos Reinoso. Cabe mencionar que Raúl Cárdenas, Roberto Scarone y Antonio Mohamed también fueron jugadores del equipo, pero nunca fueron campeones en esa etapa.
En total 81 distintos directores técnicos han dirigido al cuadro azulcrema, 41 mexicanos, 38 extranjeros (18 argentinos, cuatro españoles, tres uruguayos, tres brasileños, tres chilenos, un croata, un húngaro, un neerlandés, un peruano, un paraguayo, un británico y un yugoslavo) y dos cuyas nacionalidades se desconocen.
Nueve ex entrenadores del club fueron incluidos en el Salón de la Fama del Fútbol Internacional, un proyecto dedicado a preservar la memoria de relevantes personajes de la historia del fútbol; todos con distinto grado de relevancia en su estancia con el equipo (Cárdenas, Trelles, Miloc, Lapuente, L.F. Tena, Roca, Marcos, Lavolpe y Ambriz); "Récord" Garza, Reinoso y Alfredo Tena también están incluidos, pero sus ingresos se debieron en mayor medida a sus carreras como jugadores.

## Directiva
El primer presidente en la historia del club fue Florencio Domínguez Cortina, uno de los fundadores y jugador del club; quien quedó a cargo de las primeras gestiones administrativas que permitieron al club integrarse a los torneos estudiantiles de la Ciudad de México y posteriormente a la Liga Mexicana. Además de él, otros tres jugadores llegaron a ocupar el máximo cargo directivo de la institución: Guillermo Gómez Arzapalo, Ernesto Sota y Ricardo Peláez. Sota incluso también fue entrenador.
En total han ejercido el cargo dentro de la institución 31 presidentes. Sobresalen sin lugar a dudas dos personajes: Guillermo Cañedo de la Bárcena, quien fuera contratado en 1961 por Emilio Azcárraga Milmo luego de que este comprara al club en 1959, permaneció 20 años en el cargo y bajo su administración se presentó la reconstrucción financiera y deportiva de la institución luego de años de crisis, se inició la costumbre de adquirir costosos y renombrados jugadores extranjeros y mexicanos, también como parte del proyecto de hacer del país una sede del Campeonato Mundial de Fútbol, dotó al equipo de su nueva casa, el Estadio Azteca; Encabezó en su administración el ambicioso plan del dueño por masificar la afición al fútbol partiendo de la popularidad de un equipo que antagonizara con el Guadalajara. Durante su administración el equipo obtuvo nueve títulos en total. Y con él también destaca la administración de Emilio Diez Barroso, sucesor de Cañedo en 1981, quien en 15 años al frente del club consolidó el proyecto de convertir al equipo en un espectáculo y fenómeno mediático, concibió el mote característico del club, reestructuró las fuerzas básicas, internacionalizó a la institución y se convirtió en el más exitoso mandatario al obtener once títulos.
Mención aparte merecen personajes como Juan de Dios Bojórquez e Isaac Bessudo. El primero, presidente y benefactor del club entre 1930-32, quien ideara un proyecto para construir un club deportivo y un estadio, en una época donde muchos de los funcionarios del Maximato se convirtieron en socios y aficionados del club, por lo que gozó momentáneamente de una bonanza económica y administrativa como sociedad cooperativa; Y el segundo, quien no solo fue presidente, sino propietario de la institución cuando su compañía refresquera Jarritos compró al club en 1956 para evitar la desaparición del equipo, luego de que las crisis deportivas acarrearon una crisis económica. Otra mención, más anecdótica, es la de Mario Moreno Cantinflas, el popular y exitoso comediante mexicano, aficionado al equipo, quien fue nombrado Presidente honorario de la institución en 1949. Por supuesto cabe resaltar que todos los presidentes del club desde 1961 han estado vinculados con la estructura administrativa, financiera o hasta familiar (recordando a Pablo Cañedo White y Guillermo Cañedo White) de la empresa propietaria: Televisa.
Mención especial también para Francisco "Panchito" Hernández, que si bien nunca fue presidente, ejerció una especie de dirección deportiva entre 1968 y 1996, en la cual tuvo la responsabilidad de la contratación de refuerzos extranjeros, fue su visión la que permitió la llegada de jugadores como Carlos Reinoso, Antonio Carlos Santos, Daniel Brailovsky, Héctor Miguel Zelada, entre otros.
Tanto Cañedo de la Bárcena, como "Panchito" Hernández fueron incluidos en el Salón de la Fama del Fútbol Internacional, un proyecto dedicado a preservar la memoria de relevantes personajes de la historia del fútbol. A ellos se sumó en este recinto conmemorativo el propietario que generó la reestructuración del equipo a partir de 1959, Emilio Azcárraga Milmo.
En 2011 se inició una nueva reestructuración en la directiva del Club América, en la cual se creó un Consejo Directivo como el encargado de determinar las estrategias a aplicar en el manejo de la institución y que es encabezado por Emilio Azcárraga Jean, presidente de Grupo Televisa y en ese momento bajo la dirección general de Yon de Luisa Plazas, entonces Director del Comité de Fútbol de Grupo Televisa.
En el momento de su creación el Consejo Directivo acordó que el Club América contara con dos presidentes, uno en el área deportiva y uno más en la operativa, de manera que Ricardo Peláez era encargado de presidir el área deportiva, mientras que el presidente operativo era José Romano; el organigrama actual y completo en la institución es el siguiente.
| Cargo                                    | Nombre                   |
| Presidente del Consejo Directivo         | Emilio Azcárraga Jean    |
| Consejero honorario                      | Bernardo Gómez Martínez  |
| Presidente del Comité de Fútbol          | Joaquín Balcarcel        |
| Presidente operativo                     | Héctor González Iñárritu |
| Presidente deportivo                     | Santiago Baños           |
| Director de desarrollo deportivo         | Diego Ramírez Deschamps  |
| Director de comunicación y mercadotecnia | Diego Solano Urrusquieta |
| Director de Fuerzas Básicas              | Raúl Herrera             |
| Coordinador operativo de fuerzas básicas | Carlos Valenzuela        |
| Coordinador de planeación estratégica    | Miguel Ángel Garza       |
| Jefa de relaciones públicas              | Karina Mora              |
| Asesor del consejo del Club América      | Ferran Soriano           |
| Coordinador general del Club América     | Juan Manuel Navarrete    |

## Rivalidades
A lo largo de su historia, distintas causas y circunstancias (en especial vinculadas al propio club) generaron una serie de rivalidades con diversos equipos, algunas de las cuales llegaron a convertirse en clásicos.
Las primeras rivalidades importantes surgieron casi al comienzo de la historia del club, estas eran con los tradicionales (y entonces dominadores de la liga) clubes españoles: Asturias y España, esta situación estaba enmarcada por la singularidad que caracterizó a la institución en sus primeros años, y era la de ser el único equipo en la Liga Mexicana que estaba integrado en su totalidad por jugadores mexicanos; dicha situación contrastaba con el resto de los clubes formados en su mayoría por extranjeros. Ante ello, los encuentros con las escuadras "españolistas" estuvieron ligados a la disputa "nacionales contra extranjeros". El nivel e importancia de los enfrentamientos correspondieron a la intensidad de esa rivalidad; recordando que fue una serie ante estos clubes lo que permitió a los americanistas ingresar a la liga mexicana, además de que fue la dinastía americanista de los años 1920, la que corto el dominio de los equipos Asturias y España, justo en los comienzos del antecedente directo de la actual liga, el Campeonato de Primera Fuerza de la FMF.
La segunda gran rivalidad, surgió de la conocida diferencia de clases sociales, siempre llevada al terreno deportivo. El América fundado e integrado por miembros de las clases media y alta de la Ciudad de México rivalizó en el mejor momento de su dinastía en los años 1920, y luego en su decaimiento de los años 1930, con un club surgido de los sectores marginados y/o populares del Distrito Federal: Atlante. Los primeros duelos entre estos equipos corresponden a los intentos del Atlante por ingresar a la Primera Fuerza del Campeonato de Liga, estos resultaron infructuosos, hasta que en 1926 venciendo al vigente bicampeón del fútbol mexicano 2-1 los prietitos lograron acceder a la liga. Esta rivalidad prevaleció por algunos años, hasta que Atlante (y el propio América) comenzó a rivalizar más con el histórico Necaxa de los Once hermanos. Sin embargo el partido se sitúa como uno de los más añejos y con mayor cantidad de ediciones disputadas en la historia.
Tal como se mencionó con anterioridad, la tercera rivalidad ocurrió con el legendario Necaxa de los Once hermanos, la dinastía que rompió el dominio americanista en la liga. Esta rivalidad estuvo vinculada casi exclusivamente a factores deportivos, pues entre ambos clubes disputaron palmo a palmo, varios de los títulos de liga, que finalmente terminaron en manos necaxistas. Los enfrentamientos se caracterizaron no solo por el “odio deportivo” de ambas escuadras, sino también por los abultados marcadores.
Sin embargo, son solo tres las rivalidades del club las que han conservado el grado o definición de clásico:
Clásico de clásicos contra Guadalajara. Las finales de Copa México en 1954 y 1955, los enfrentamientos que definieron en varias ocasiones el título en la era del Campeonísimo Guadalajara, las polémicas declaraciones dentro y fuera de la cancha de personajes como Fernando Marcos González, Guillermo Tigre Sepúlveda o José Antonio Roca, los duelos por el Campeón de Campeones de 1964 y 1965, la semifinal 1982-83, la final de liga 1983-84, la rivalidad entre el interior de la república (representado por la ciudad de Guadalajara) y la capital del país, el impulso mediático de rivalidades como mexicanos contra extranjeros, villanos contra héroes, etcétera, promovidas a partir de la compra del club por parte de Telesistema Mexicano y evidentemente el encumbramiento de ambos clubes como las instituciones más exitosas y populares de este país, fueron algunos de los factores que incentivaron, no solo el nacimiento de la rivalidad, sino su alcance como Clásico nacional.
Clásico capitalino contra Pumas de la UNAM. Esta rivalidad nació con aspectos deportivos y sociales como: la disputa constante por los primeros lugares de la tabla, a lo largo de toda la campaña, en tres temporadas consecutivas (1975-76, 1976-77 y 1977-78); los duelos a nivel de fuerzas básicas en todas las categorías y una aparente diferencia en cuanto a estratos sociales, por un lado el sector estudiantil y de clase media de la Ciudad de México, y por el otro un sector más acomodado y conservador (a pesar de ser la afición americanista nutrida de mayor forma por las clases media y trabajadora). Sin embargo dos factores fueron decisivos para el amalgamiento de esta rivalidad. Primero la construcción mediática de una rivalidad televisiva que enfrentaba al equipo propiedad de Televisa, contra el equipo que era enarbolado como principal bandera de apoyo y transmisión de la cadena gubernamental Imevision. Y segundo las tres finales de liga que disputaron (1984-85, 1987-88 y 1990-91), en especial la primera, que quedó marcada por un polémico arbitraje, y que alimentó la animadversión de la afición universitaria contra el equipo de Coapa.
Clásico Joven contra Cruz Azul. La final de liga 1971-72, la de Copa México 1973-74, la del Campeón de Campeones en la misma campaña; el surgimiento de Cruz Azul, no solo como dinastía dominante de los años 1970 (casi siempre a costa de América), sino como equipo altamente popular en la Ciudad de México (en detrimento del desaparecido Necaxa, y Atlante), el enfrentamiento constante en fases finales por el título, las habituales rachas positivas de un equipo sobre el otro, entre otros sucesos, permitieron el nacimiento de una rivalidad eminentemente deportiva.

## Fuerzas básicas
El Club América no se ha caracterizado históricamente por ser productor en gran número, de jugadores profesionales, de parte de sus fuerzas básicas; recordando que su peso y trayectoria se encuentra más vinculado a la contratación de refuerzos nacionales y extranjeros, en especial a partir de la adquisición del club en 1959 por la empresa Telesistema Mexicano.
Sin embargo esto no ha sido impedimento para el surgimiento de destacados jugadores para la historia del equipo e incluso del fútbol nacional. De hecho varias de las etapas más exitosas del club se fundamentaron en la mezcla de jugadores extranjeros de calidad y mexicanos consolidados, muchos de ellos surgidos de sus fuerzas básicas. Algunos de los nombres surgidos de su cantera son: Cuauhtémoc Blanco, Carlos Hermosillo, Eduardo González Palmer, Octavio Vial, Pedro Nájera, Javier Fragoso, Horacio López Salgado, Cristóbal Ortega, Alfredo Tena, Carlos de los Cobos, Vinicio Bravo, Mario Alberto Trejo, Armando Manzo, Juan Antonio Luna, Ricardo Peláez, Germán Villa, Raúl Rodrigo Lara, Guillermo Ochoa, Ángel Reyna, Raúl Jiménez, Diego Reyes, Edson Álvarez, Diego Lainez, Sebastián Córdova, entre otros.
La actual estructura de fuerzas básicas, dirigida por Raúl Herrera, está constituida por 65 escuelas de fútbol denominadas “Nido Águila” (21 en la Zona Metropolitana del Valle de México, 25 en el resto de la república, 16 en Estados Unidos, uno en Costa Rica, uno en Ecuador y uno en Colombia) y los correspondientes representativos de la institución en los Torneos de Fuerzas Básicas Sub-23, Sub-21, Sub-20, Sub-18, Sub-17, Sub-16, Sub-15, Sub-14 y Sub-13 de la FMF.

## Equipos filiales

### América Femenil
Es un equipo de fútbol profesional de la Primera División Femenil de México. Fundado el 5 de diciembre de 2016 en la Ciudad de México. El club disputa sus partidos como local en el Estadio Azteca y en la Cancha Centenario en Coapa. Obtuvo los campeonatos de liga del Apertura 2018 y el Clausura 2023. Esta misma rama tiene una categoría de fuerzas básicas nivel sub-19.

### Tigrillos Coapa
Esta filial que jugó en la Primera División "A" tuvo una vida corta, el equipo fue creado cuando el Real San Luis logró su ascenso a la primera división, por lo cual el América se quedó sin un equipo filial en el ascenso, que a la vez sirviera para foguear a sus juveniles. Para remediar esta situación en Apertura 2003, el club rentó la franquicia perteneciente a los Tigres de la UANL llamada Tigres de Reynosa, al no ser propietarios oficiales de la franquicia, no le pudieron cambiar el nombre al equipo. La sede del equipo estaba en el Estadio Azteca, y en Apertura 2005 la franquicia regresó a manos de los Tigres.

### Águilas Riviera Maya
Esta filial americanista tuvo una historia similar a los Tigrillos de Coapa, pues el equipo fue creado para suplir al Real San Luis como filial americanista, luego de que este lograra el ascenso. Esta vez el club compró y no rentó una franquicia tomando posesión de los que habían sido Huracanes de Colima.
Ya que los Tigrillos nunca pudieron atraer al público al estadio Azteca esta vez el club decidió llevar al equipo a otro estado y eligió a Quintana Roo, quien no tenía equipos en esta división. El equipo no obtuvo buenos resultados durante el Apertura 2005, manteniéndose siempre en la parte baja de la tabla, finalmente el club fue forzado a abandonar su sede a causa del Huracán Wilma. Jugó sus últimos partidos como local en el estadio Azteca y en el Agustín "Coruco" Díaz, para el siguiente torneo este último estadio fue su sede y el equipo se convirtió en Zacatepec.

### Socio Águila
Luego del infructuoso proyecto por resucitar al Zacatepec, trasladando su filial de Quintana Roo a Morelos; El club decidió mudar la franquicia a la Ciudad de México y constituir al equipo en una especie de sucursal de sus fuerzas básicas, con lo cual surgió Socio Águila Fútbol Club, que compitió de manera regular en la Primera División "A" entre Clausura 2007 y Clausura 2009; únicamente logró clasificar a la liguilla en su último torneo, quedándose en cuartos de final. Sin embargo fue usado de buena forma como semillero de sus fuerzas básicas, en especial considerando la tradicional postura del club de jugar con jugadores consolidados nacionales y extranjeros. En 2009 ante el fin del sistema de filiales y la creación de los torneos de fuerzas básicas, la posesión de una franquicia en la Liga de Ascenso se hizo innecesaria y el club desapareció.

## Medios de comunicación y cultura popular
El primer medio de difusión oficial del club fue la revista "Fibra América", publicación semanal cuyo primer número salió en diciembre de 1972. La revista contenía noticias, entrevistas, reportajes, estadísticas, así como fotos del equipo y sus jugadores; se dejó de publicar en 1986, pero se relanzó en 2006 con un nuevo formato, diseño y periodicidad, pues ahora solo era mensual; sin embargo cerró sus publicaciones definitivamente en 2009. Esta no fue la única publicación ligada al club; en abril de 1999 surgió "Socio Águila", publicación mensual oficial del programa de membresías del mismo nombre; su objetivo era ofrecer a los aficionados del equipo información, entretenimiento, promociones y beneficios exclusivos. La revista se distribuía de forma gratuita a los socios del club, así como en algunos puntos de venta y eventos especiales; esta se dejó de publicar en 2010, debido a la crisis económica y a la baja demanda. Y entre 2002 y 2004 se publicó directamente por la editorial de la misma empresa, una revista para todo el público, "Soy Águila".
En televisión, a pesar de ser propiedad de la empresa Televisa, no tuvo su propio programa hasta el surgimiento en 2009 del canal por cable TDN, que en ese mismo año transmitió el programa "América TV", teniendo el mismo enfoque que el de las versiones impresas de difusión, es decir, reportajes especiales del club, entrevistas, resúmenes y análisis de partidos. El programa cesó transmisiones al año siguiente cuando el nuevo canal amplió su oferta de eventos en vivo; el nombre y parte del perfil de contenido se conservó cuando se abrió el canal oficial en la plataforma YouTube el 19 de abril de 2010. Un nuevo programa de televisión en el mismo canal TDN, llamado "Zona Águila", surgió en 2012 como parte de la barra semanal de espacios exclusivos para ocho de las instituciones de la primera división; la barra completa se canceló en 2018, incluyendo Zona Águila. Luego del surgimiento de TUDN en 2019, el 24 de enero de 2020 inició transmisiones por dicho canal "Vamos América". En julio de 2021 se estrenó otro programa en la señal hermana de TUDN, Afizzionados, llamado "Somos América". Ante la desaparición de este último canal en 2024, el programa también terminó, quedando únicamente la emisión de la señal principal del área deportiva.
El impacto mediático del América en la década de 1970 quedó de manifiesto con la publicación de tres historietas vinculadas a la institución, aunque solo una de ellas de manera oficial. Ante la destacada popularidad del goleador Enrique Borja, el 1 de junio de 1973 comenzó a publicarse "Las aventuras de Borjita", cómic dirigido al público infantil que narraba las andanzas del entonces ídolo futbolístico acompañado de diversos personajes ficticios o de caracterizaciones cómicas de algunos compañeros, concluyendo con mensajes alentadores del jugador. Ese mismo año, Carlos Reinoso adquirió personalmente los derechos de publicación, y por ende de adaptación al público mexicano, de la historieta chilena "Barrabases", cuya versión local se llamaría "Pirulete y su pandilla"; la adaptación únicamente incluiría a Reinoso como narrador de la historia y la "mexicanización" de los diálogos. Finalmente, el propio club publicaría su historieta oficial en 1976 bajo el nombre de "Los Cremas", el cómic incluiría aventuras del equipo. Este impacto se prolongó al cine, cuando en 1979 y 1982 se estrenaron las películas, "El Chanfle" y "El Chanfle 2" respectivamente, del comediante Roberto Gómez Bolaños, cuyas tramas giran en torno a integrantes ficticios del equipo. Aunque ya en 1966, la película "Tirando a gol" había abordado una trama que incluía referencias al equipo.

## Negocios, área social y vinculación institucional
El programa "Membresía Azulcrema", anteriormente conocido como "Socio Águila", es una membresía oficial del Club América que ofrece beneficios y promociones exclusivas a sus aficionados, tales como visitas a la casa club, kit de productos oficiales, acceso a entrenamientos, facilidades para obtener asientos garantizados para el semestre futbolístico en el estadio y en los lanzamientos de productos oficiales. El proyecto se lanzó en agosto de 1999 y cuenta con más de cien mil socios registrados.
La “Red Águila” es una red de telefonía móvil creada por el club para sus aficionados. Esta ofrece paquetes de prepago, y que se apoyan en la red de AT&T. Además, brinda beneficios exclusivos a sus usuarios, cómo descuentos, accesos preferentes, y conexión directa con el club, incluidos los jugadores. Se lanzó en 2023 y se convirtió en el primer operador móvil virtual de un equipo de fútbol en México.
El 20 de febrero de 2024 se convirtió en el primer club del fútbol mexicano en cotizar en la Bolsa Mexicana de Valores, esto a través de la empresa "Ollamani", ente financiero escindido de Grupo Televisa para alentar la inversión en varias áreas del consorcio, como el equipo, el Estadio Azteca, "Editorial Televisa", "Play City" e "Intermex". Esto como parte de la estrategia de la empresa propietaria para dar autonomía financiera al club, la editorial, la casa de juegos y la distribuidora de publicaciones, así como poder solventar los gastos de remodelación del inmueble capitalino.
La institución es la principal benefactora del programa "Gol por México" de Fundación Televisa y GNP Seguros (patrocinador desde 2004), creado en el año 2000 para otorgar apoyos económicos o en especie en zonas con dificultades sociales, específicamente en temas como educación, salud, vivienda y alimentación. El programa consiste en la entrega de determinado número de apoyos por cada gol anotado en las partidos transmitidos por la empresa, siendo el club quien más ha aportado a la cifra desde la fundación del proyecto.
Además de ello, la política de responsabilidad social del club, incluye proyectos de colaboración e intervención para atenuar distintas problemáticas; entre los más destacados están un programa de becas alterno, a "Goles por México", conocido como "Penales por la educación"; la construcción de un «aguilario» para la preservación del águila real; el programa "Vista águila" para la donación de lentes y exámenes de la vista; y participación activa de jugadores en campañas de inclusión y lucha contra la violencia de género. En el aspecto de la inclusión, la institución ha concretado la formación de tres filiales formales de fútbol con características especiales, uno para débiles visuales o con ceguera, otro para amputados y uno más para personas con síndrome de Down.
En el tema de las relaciones institucionales, el equipo ha establecido acuerdos de colaboración en materia de visorias, uso de tecnologías para entrenamientos y parados tácticos, intercambio de experiencias y conocimientos de formadores de talento, entre otros; dichos tratos han sido pactados con equipos como Manchester United, Juventus de Turín, Ajax de Ámsterdam, Sporting de Gijón, y con la empresa City Football Group.

## Anexos
| Entidades relacionadas | Datos estadísticos y trayectoria | Personalidades e historia | Artículos relacionados |
| --- | --- | --- | --- |
| - Club América Femenil - Club América Premier - Club América Sub-20 - Club América Sub-17 - Club América Coapa - Socio Águila Fútbol Club | - Estadísticas del Club América - Trayectoria del Club América - Palmarés del Club América - Partidos históricos del Club América - Club América en competición nacional - Partidos nacionales del Club América - Club América en competición internacional - Partidos internacionales del Club América - Máximos goleadores del Club América - Jugadores con más partidos del Club América | - Cronologías del Club América - Entrenadores del Club América - Futbolistas del Club América - Jugadores del Club América en la selección de fútbol de México - Jugadores del Club América en selecciones internacionales - Presidentes del Club América | - Estadio Azteca - Rivalidades del Club América - Clásico del fútbol mexicano - Clásico Joven - Rivalidad entre Club América y Club Universidad Nacional |